# 福知山線
福知山線（ふくちやません）は、兵庫県尼崎市の尼崎駅から京都府福知山市の福知山駅に至る西日本旅客鉄道（JR西日本）の鉄道路線（幹線）である。
なお、本項では正式な路線名を示す場合を除いて、東海道本線のうち大阪駅から京都方面は「JR京都線」、尼崎駅から三ノ宮方面については「JR神戸線」の愛称で記述する。

## 概要
大阪と北近畿、さらに山陰地方とを結ぶルートの一つである。大阪駅 - 宝塚駅間では阪急宝塚線の大阪梅田駅 - 宝塚駅間と、大阪駅 - 伊丹駅間では阪急神戸線・阪急伊丹線の梅田駅 - 伊丹駅間と競合関係にある。大阪駅（大阪梅田駅） - 宝塚駅間の所要時間においては、阪急宝塚線より当路線が勝る。同区間の所要時間は快速が最速25分、普通列車が下り30分で、並走する阪急宝塚線の急行（33分）より速い。
東海道本線の大阪駅 - 尼崎駅間を含む大阪駅 - 篠山口駅間はアーバンネットワークの路線の一つに数えられており、「JR宝塚線」（ジェイアールたからづかせん）の愛称が付けられている。阪急電鉄にも宝塚線があるため、混同を避けるために愛称に「JR」が付いている。JR西日本が1987年8月に大阪駅 - 新三田駅間の愛称を公募した結果「北阪神線」が1位であったものの、結局「JR宝塚線」が採用された。なお愛称の区間は、地元自治体の要望により、大阪駅 - 篠山口駅間に変更された。
ラインカラーは黄（■）であり、選定理由は「これからの新しい開発エリアを示すイキイキとしたイメージ」とされている。路線記号は G。
全線を近畿統括本部が管轄している。大阪駅 - 尼崎駅 - 谷川駅間は旅客営業規則の定める大都市近郊区間の「大阪近郊区間」に、大阪駅 - 尼崎駅 - 新三田駅間は電車特定区間に含まれており、全線がICカード「ICOCA」のサービス供用エリアに含まれている。

### 路線データ

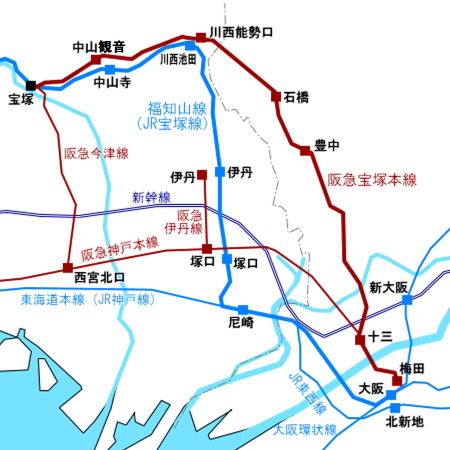
JR宝塚線と競合する阪急各線の位置関係。なお阪急神戸線は計画段階では伊丹を経由する案もあったが、伊丹へは支線の伊丹線を建設した。

- 管轄（事業種別）：西日本旅客鉄道（第一種鉄道事業者）
- 路線距離（営業キロ）：106.5 km
- 軌間：1067 mm
- 駅数：30（起終点駅含む。JR宝塚線としては23駅）
  - 福知山線所属駅に限定した場合、東海道本線所属の尼崎駅と山陰本線所属の福知山駅が除外され[10]、28駅となる[11]。
- 複線区間：尼崎駅 - 篠山口駅間
- 単線区間：篠山口駅 - 福知山駅間
- 電化区間：全線電化（直流1500 V）
- 閉塞方式：自動閉塞式
- 保安装置：
  - 尼崎駅 - 宝塚駅間 : ATS-P（全線P[注釈 2]）
  - 尼崎駅 - 篠山口駅間：ATS-PおよびATS-SW（拠点P[2]）
  - 篠山口駅 - 福知山駅間：ATS-SW
- 最高速度：
  - 120 km/h（尼崎駅 - 新三田駅間）
    - 尼崎駅 - 宝塚駅間は2005年6月19日から95 km/h[12]

  - 105 km/h（新三田駅 - 福知山駅間）
- 運転指令所：
  - 尼崎駅 - 新三田駅：大阪総合指令所
  - 新三田駅 - 福知山駅：福知山運輸指令所
- 列車運行管理システム：JR宝塚・JR東西・学研都市線運行管理システム - 尼崎駅構内を除く尼崎駅 - 新三田駅間に設置。
- IC乗車カード対応区間：
  - ICOCAエリア：全線（尼崎駅 - 谷川駅はPiTaPaポストペイサービス対象区間）
- 2020年度の混雑率：快速線106%（伊丹→尼崎 7:10-8:10）、緩行線78%（塚口→尼崎、7:15-8:15）[13]

## 沿線概況
路線は篠山口駅を境に南側の都市近郊路線と、北側の地方幹線とに雰囲気が分かれ、日中は普通列車の運転系統も分離されている。篠山口駅以南は複線、以北は単線である。単線区間の全駅で列車交換が可能であり、かつ、駅を通過する場合に高速での運転ができるように一線スルー化されている。複線区間では塚口駅・川西池田駅・宝塚駅・新三田駅・広野駅で列車の待避が可能である。

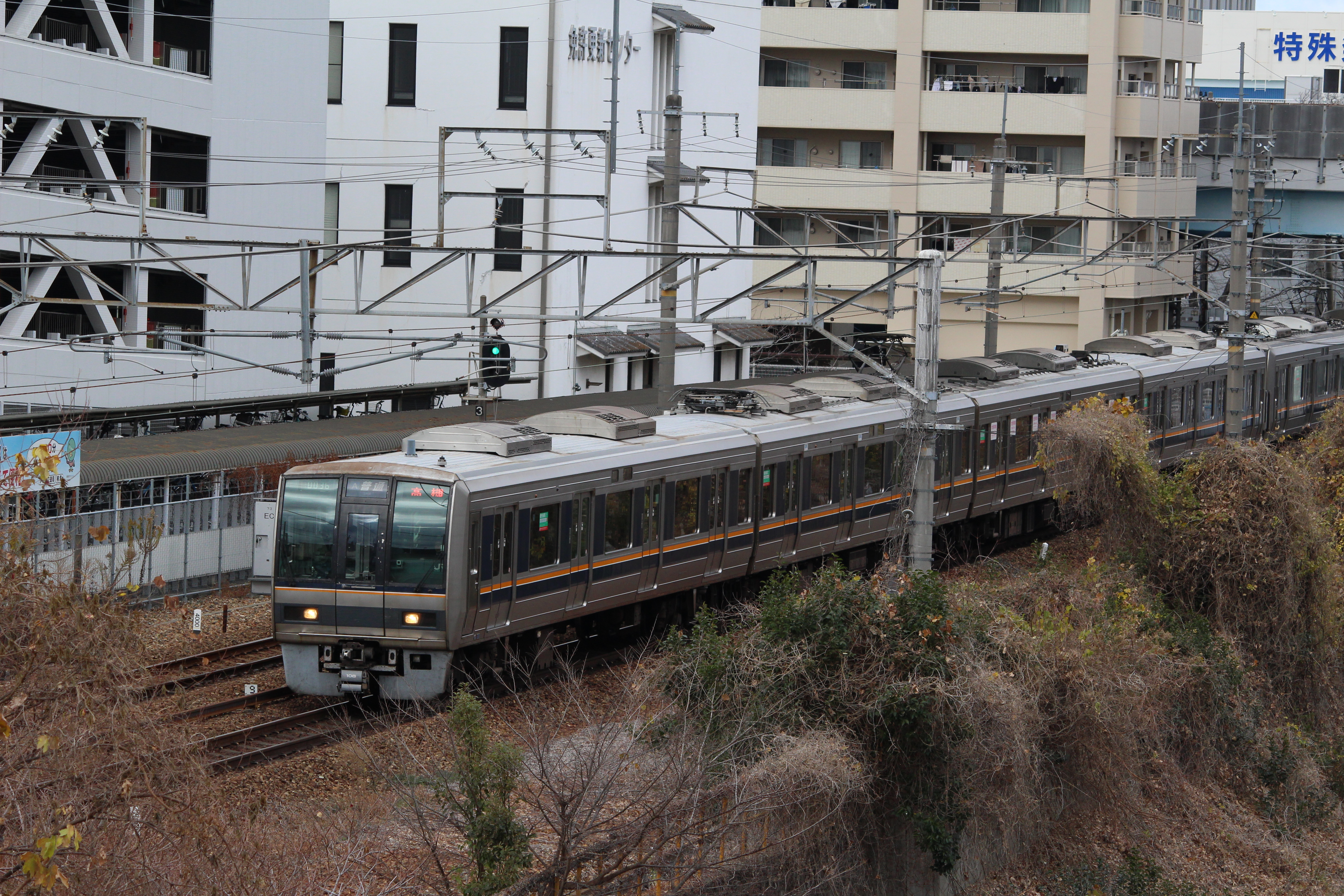
猪名川の西を走る普通列車。(伊丹駅周辺)
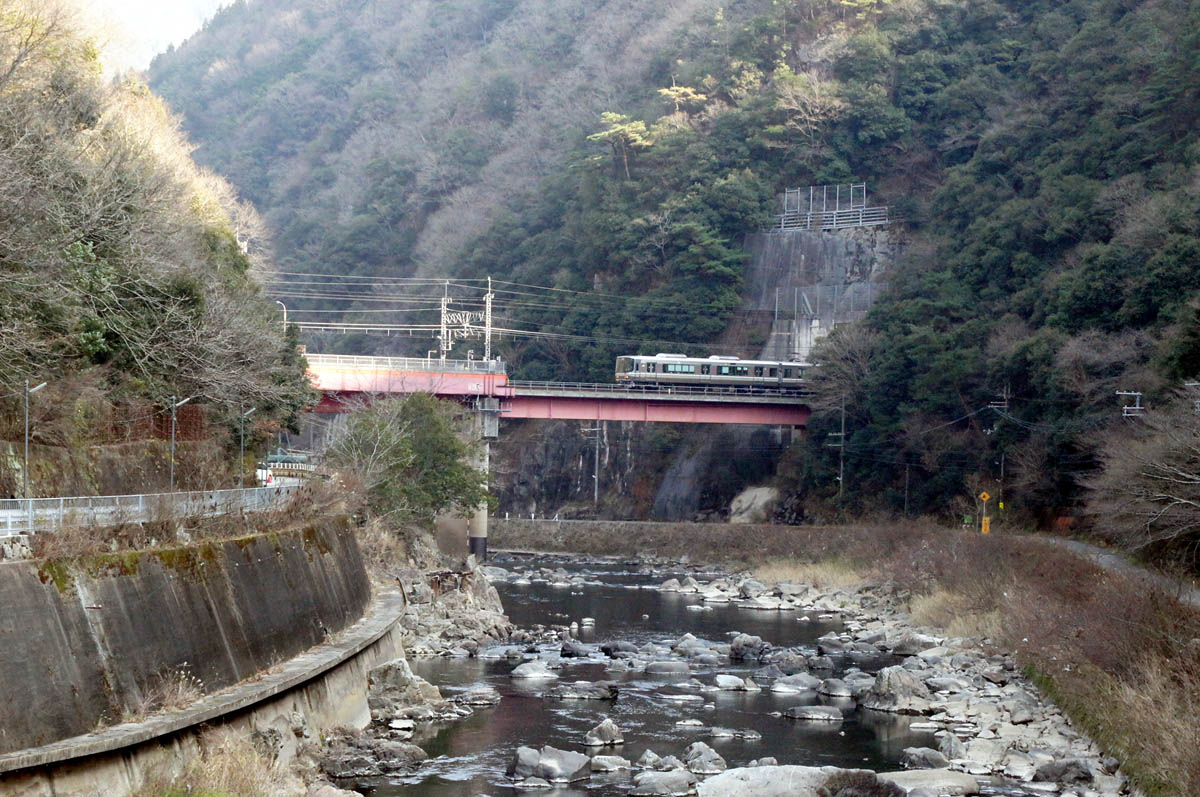
武田尾駅では、旧線（左の道路）[14]と交差する。
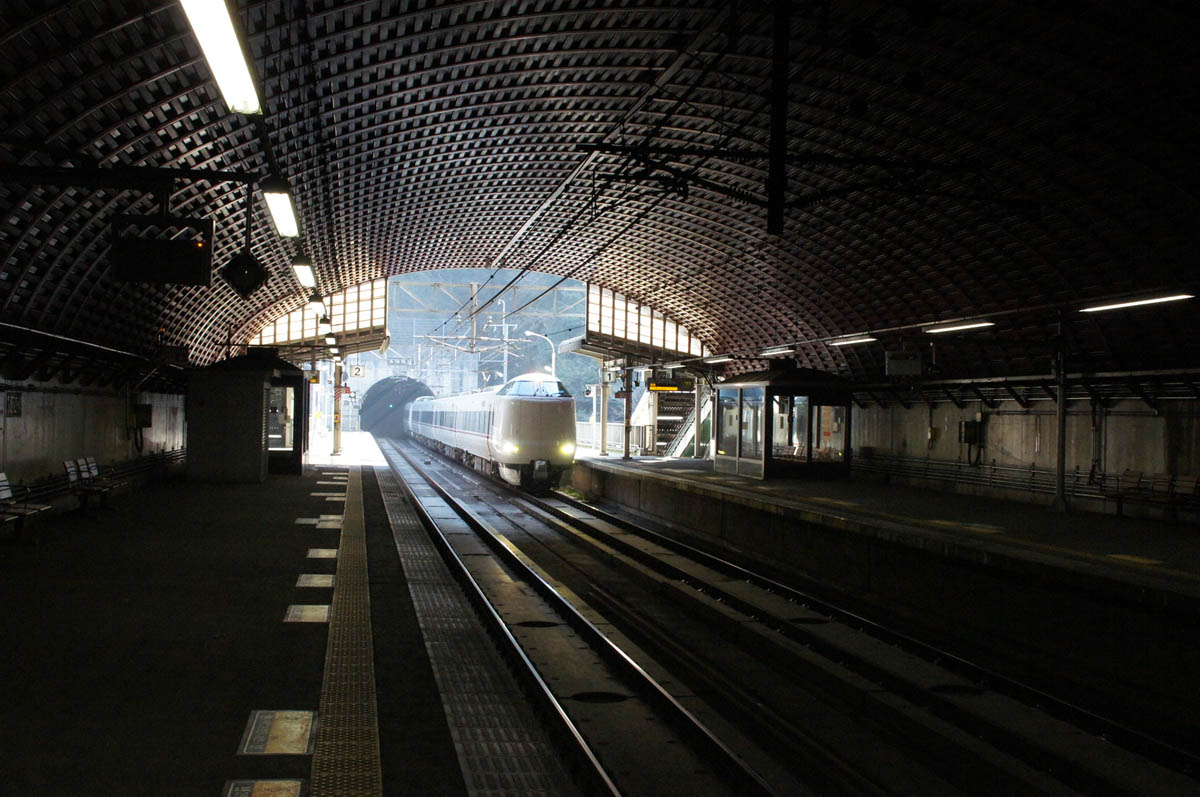
トンネルに挟まれた武田尾駅を通過する特急列車。
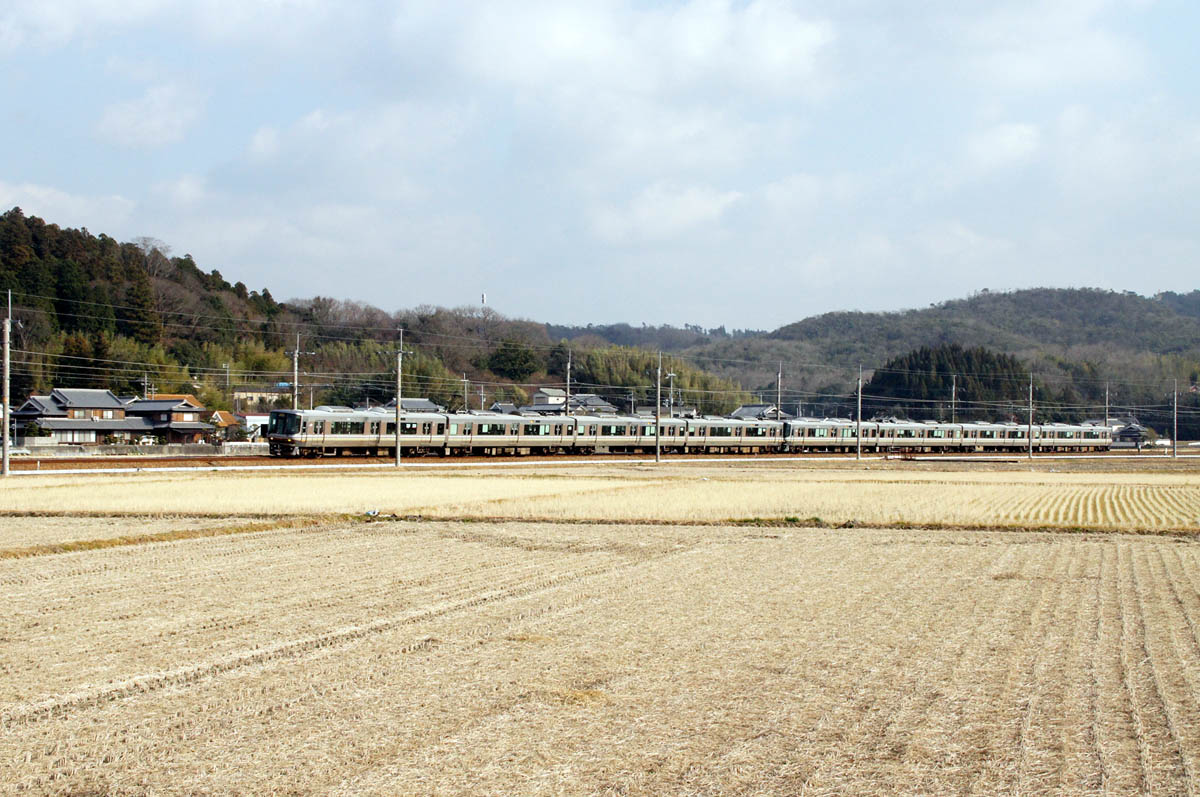
田園風景が広がる道場駅 - 三田駅間。
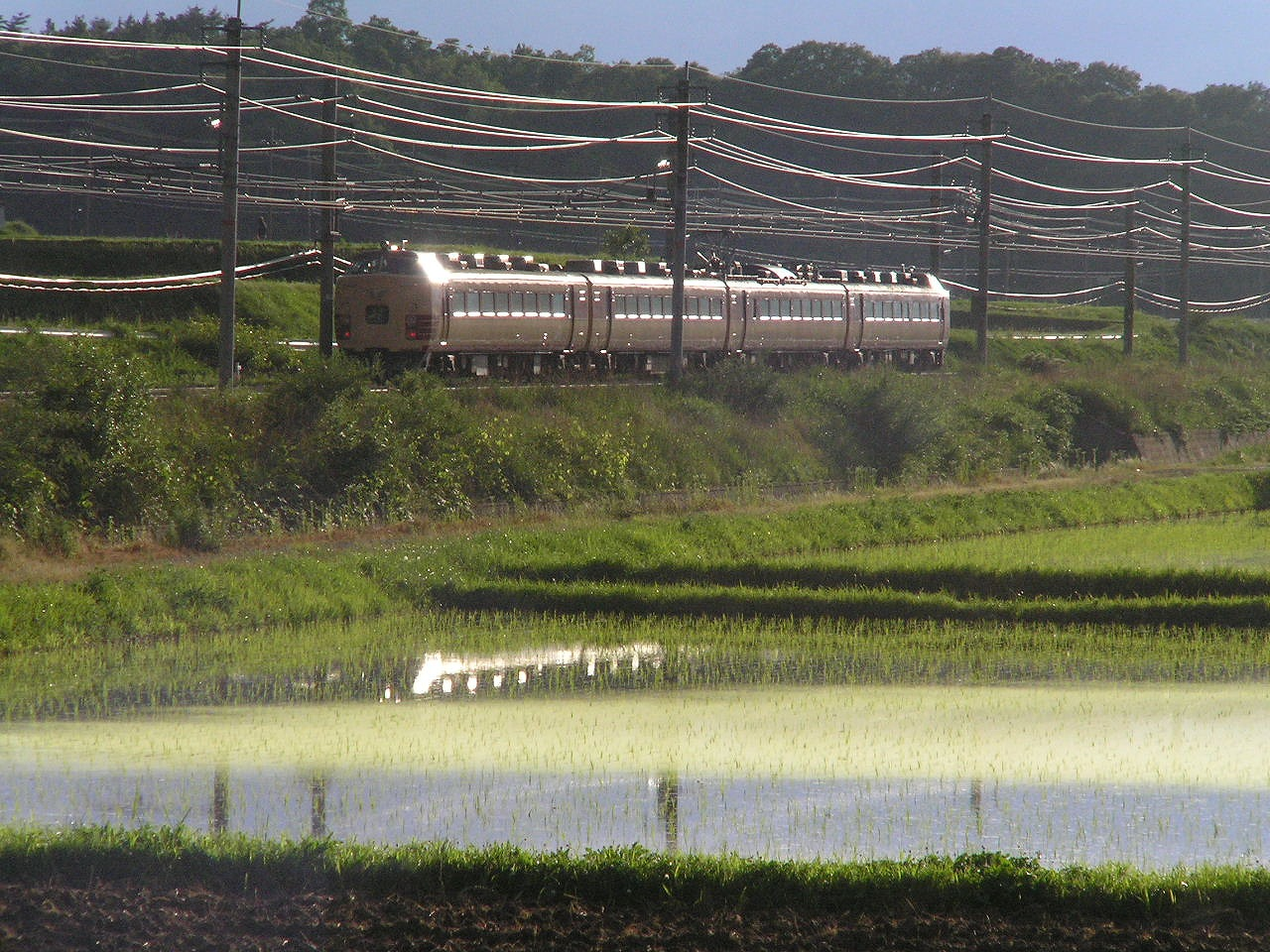
新三田駅 - 広野駅間。

## 運行形態
福知山線は尼崎駅が起点であるが、尼崎駅を始発・終着とする列車は無く、全列車が尼崎駅を越えて大阪駅ないしJR京都線 高槻・京都方面、またはJR東西線を経由し片町線（学研都市線）同志社前・木津方面に乗り入れている。福知山駅からは特急列車が山陰本線城崎温泉方面に直通している（京都丹後鉄道宮福線へは臨時での延長運転時のみ）。普通列車（快速列車を含む）は、原則として篠山口駅で運転系統が分かれており、大阪駅 - 福知山駅間を直通する列車は朝晩のみである。
2022年3月12日ダイヤ改正時点での運行概況は、次の通り。
朝ラッシュ時間帯の尼崎方面行きは、大阪行きの快速、JR京都線直通の普通、JR東西線・学研都市線直通の快速・普通が頻発する。普通列車は、かつてはJR京都線直通とJR東西線直通が1：1の割合であったが、現在はJR東西線直通の方が多く設定されている。尼崎駅でJR神戸線からの普通列車に接続する。
| 種別＼駅名        | …         | 尼崎  | 塚口  | 塚口  | …     | 宝塚  | 宝塚  | …     | 新三田 | 新三田 | …     | 篠山口 | 篠山口 | …     | 福知山 |
| ----------------- | --------- | ----- | ----- | ----- | ----- | ----- | ----- | ----- | ------ | ------ | ----- | ------ | ------ | ----- | ------ |
| 特急              | ←新大阪   | 0 - 1 | 0 - 1 | 0 - 1 | 0 - 1 | 0 - 1 | 0 - 1 | 0 - 1 | 0 - 1  | 0 - 1  | 0 - 1 | 0 - 1  | 0 - 1  | 0 - 1 | 0 - 1  |
| 丹波路快速        | ←大阪     | 2     | 2     | 2     | 2     | 2     | 2     | 2     | 2      | 2      | 2     | 2      |        |       |        |
| 快速              | ←大阪     | 2     | 2     | 2     | 2     | 2     |       |       |        |        |       |        |        |       |        |
| 快速 （JR東西線） | ←木津     | 2     | 2     |       |       |       |       |       |        |        |       |        |        |       |        |
| 快速 （JR東西線） | ←同志社前 | 2     | 2     |       |       |       |       |       |        |        |       |        |        |       |        |
| 普通              | ←高槻     | 4     | 4     | 4     | 4     | 4     | 4     | 4     | 4      |        |       |        |        |       |        |
| 普通              |           |       |       |       |       |       |       |       |        |        |       | 1      |        |       |        |

| 種別＼駅名            | …         | 尼崎  | 塚口  | 塚口  | …     | 宝塚  | 宝塚  | …     | 新三田 | 新三田 | …     | 篠山口 | 篠山口 | …     | 福知山 |
| --------------------- | --------- | ----- | ----- | ----- | ----- | ----- | ----- | ----- | ------ | ------ | ----- | ------ | ------ | ----- | ------ |
| 特急                  | ←新大阪   | 0 - 1 | 0 - 1 | 0 - 1 | 0 - 1 | 0 - 1 | 0 - 1 | 0 - 1 | 0 - 1  | 0 - 1  | 0 - 1 | 0 - 1  | 0 - 1  | 0 - 1 | 0 - 1  |
| 区間快速 （JR宝塚線） | ←大阪     | 1 - 2 | 1 - 2 | 1 - 2 | 1 - 2 | 1 - 2 | 1 - 2 | 1 - 2 | 1 - 2  | 1 - 2  | 1 - 2 | 1 - 2  |        |       |        |
| 区間快速 （JR宝塚線） | ←大阪     | 2 - 3 |       |       |       |       |       |       |        |        |       |        |        |       |        |
| 区間快速 （JR東西線） | ←木津     | 2     | 2     |       |       |       |       |       |        |        |       |        |        |       |        |
| 区間快速 （JR東西線） | ←同志社前 | 2     | 2     |       |       |       |       |       |        |        |       |        |        |       |        |
| 普通                  | ←高槻     | 4     | 4     | 4     | 4     | 4     |       |       |        |        |       |        |        |       |        |
| 普通                  |           |       |       |       |       |       |       |       |        |        |       | 1      |        |       |        |

| 種別＼駅名                   | …         | 尼崎 | 塚口 | 塚口 | … | 宝塚 | 宝塚 | … | 新三田 | 新三田 | … | 篠山口 | 篠山口 | … | 福知山 |
| ---------------------------- | --------- | ---- | ---- | ---- | - | ---- | ---- | - | ------ | ------ | - | ------ | ------ | - | ------ |
| 特急                         | 新大阪→   | 1    | 1    | 1    | 1 | 1    | 1    | 1 | 1      | 1      | 1 | 1      | 1      | 1 | 1      |
| 丹波路快速 快速 （JR宝塚線） | 大阪→     | 1    | 1    | 1    | 1 | 1    | 1    | 1 | 1      | 1      | 1 | 1      | 1      | 1 | 1      |
| 丹波路快速 快速 （JR宝塚線） | 大阪→     | 1    |      |      |   |      |      |   |        |        |   |        |        |   |        |
| 丹波路快速 快速 （JR宝塚線） | 大阪→     | 1    |      |      |   |      |      |   |        |        |   |        |        |   |        |
| 快速 （JR東西線）            | 木津→     | 1    | 1    | 1    | 1 | 1    | 1    | 1 | 1      | 1      | 1 | 1      |        |   |        |
| 快速 （JR東西線）            | 木津→     | 1    |      |      |   |      |      |   |        |        |   |        |        |   |        |
| 快速 （JR東西線）            | 同志社前→ | 2    | 2    | 2    | 2 | 2    |      |   |        |        |   |        |        |   |        |
| 普通                         | 高槻→     | 4    | 4    | 4    | 4 | 4    | 4    | 4 | 4      |        |   |        |        |   |        |

### 定期列車

#### 特急
北近畿ビッグXネットワークの一角（「X」の左斜め下の部分が福知山線）としての機能を有し、特急「こうのとり」が運転されている。前身の「北近畿」時代からほぼ1時間に1本運転されていたが、特に2020年以降のコロナ禍で利用率が大幅に減少したことを受けて、一部が週末のみ運転の臨時列車に格下げされたほか、社会情勢により日中と夜間で更に運休が発生することがあるなど以前より運行本数が減らされている。
福知山線内は途中、尼崎駅・宝塚駅・三田駅・篠山口駅・柏原駅・福知山駅に全ての列車が停車するほか、主に平日の朝と夕方以降で西宮名塩駅・新三田駅・相野駅・谷川駅・黒井駅のいずれかにも停車する。
大阪から福知山市・豊岡市などの丹波・但馬地方の各市町や城崎温泉などの観光地への足として、城崎温泉駅発着列車などもある。現在は基本的に3両ないし4両編成で運転されるが、多客時には7両へ編成増強される場合もある。また、大阪駅 - 篠山口駅間では通勤需要があるため、下り19・23号と上り2・4号は平日のみ通年7両で運転されている。
「こうのとり」のうち、一部列車が多客期のみ京都丹後鉄道（2015年3月までは北近畿タンゴ鉄道）天橋立駅へ延長運転を実施しているが、現在は行われていない。

#### 丹波路快速・快速・区間快速
快速列車は、大阪駅発着系統と、尼崎駅からJR東西線・学研都市線に直通する系統とが運転されている。2000年3月11日のダイヤ改正より登場した丹波路快速は前者にあたる。快速と丹波路快速の停車駅は同じで、尼崎駅・伊丹駅・川西池田駅・中山寺駅・宝塚駅・西宮名塩駅と三田駅からの各駅に停車する。区間快速は、大阪駅発着系統は尼崎駅・伊丹駅と川西池田駅 - 新三田駅・篠山口駅間の各駅に停車し、JR東西線・学研都市直通系統の列車は尼崎駅から各駅に停車する（福知山線内で快速として運転する列車もある）。
快速・丹波路快速は、原則として川西池田駅で普通列車と緩急接続を行うが、早朝と深夜では緩急接続を行わない列車がある。このほか、朝ラッシュ時では一部の大阪行きが宝塚駅または新三田駅でも普通と片接続を行う。区間快速は、大阪駅発着系統のうち大阪行きのみ川西池田駅で普通と緩急接続を行う。
1997年3月8日のダイヤ改正までは、尼崎駅にはJR神戸線の快速は停車しないがJR宝塚線の快速は停車するという状態になっていた。

##### 大阪駅発着系統
大阪駅発着系統は、宝塚駅・新三田駅・篠山口駅・福知山駅発着で運転されている。JR京都線には乗り入れていない。福知山駅発着の全列車と、篠山口駅発着のうち223系・225系電車（いずれも6000番台）で運転される列車は「丹波路快速」として運転されるが、輸送障害の発生でダイヤが乱れた時などはその他の車両で運行する場合がある。
丹波路快速は、221系電車の当路線での運用が増加した2000年3月11日のダイヤ改正で運転を開始し、その後2008年6月28日からは大半の列車が223系に置き換えられた。2011年3月12日のダイヤ改正で8両編成で運転される丹波路快速が大幅に増加、2012年3月17日のダイヤ改正で221系が同線から撤退し入れ替わる形で225系も運用されるようになった。
福知山駅まで直通する列車および篠山口駅で福知山行きに接続する列車は、福知山駅まで先着する（後者は篠山口駅で乗り継ぎ）。大阪行きは終着駅まで先着となるが、一部の列車は新三田駅で特急の接続待ちを行う。
大阪駅 - 篠山口駅間では最大8両編成で運転されるが、篠山口駅 - 福知山駅間ではホームの有効長が8両に達しない駅があるため、最大6両編成で運転される。大阪駅 - 福知山駅間を8両編成で運転する列車は篠山口駅で一部車両の連結・切り離し作業を行い、篠山口駅 - 福知山駅間では4両編成で運転される。
2020年3月14日のダイヤ改正から、日中の丹波路快速と快速を川西池田駅 - 篠山口駅間の各駅に停車する区間快速（大阪駅 - 新三田駅2本と大阪駅 - 篠山口駅2本）に変更し、普通列車を（JR京都線 - ）大阪駅 - 宝塚駅間の運行に短縮した。
2022年3月12日のダイヤ改正から、日中は原則として新三田駅 - 篠山口駅間が1時間1本に削減されたため、区間快速は大阪駅 - 新三田駅3本と大阪駅 - 篠山口駅1本に変更された（大阪駅発基準で12時台は新三田駅発着と篠山口駅発着が2本ずつ）。篠山口駅行きは川西池田駅で特急の通過待ちを行う。
2025年（令和7年）3月15日より、平日朝時間帯の篠山口発大阪行き丹波路快速1本・新三田発大阪行き快速1本と、平日夕方・夜時間帯の大阪発篠山口・福知山行き丹波路快速計5本に有料座席「快速 うれしート」が設定された。なお、福知山行き列車の座席指定は篠山口駅までとなっており、篠山口駅から先は全車自由席となる。

##### JR東西線・学研都市線直通系統
JR東西線・学研都市線直通系統は、日中は塚口駅折り返しで1時間に4本運転されている。朝晩は宝塚駅・新三田駅・篠山口駅発着の設定がある。尼崎駅でJR神戸線の快速と相互接続（時間帯によっては新快速・普通とも接続をする場合もあり）を行う。全列車とも終着駅まで先着する。朝・晩の快速の一部は尼崎駅で列車種別を変更してJR東西線・学研都市線では区間快速として運転する列車があり、列車番号も尼崎駅で変更になる。日中の塚口駅発着の区間快速は尼崎駅で列車番号の変更は行われない。学研都市線・木津経由の奈良駅発着列車も、2018年3月時点で朝に奈良発新三田行き快速が1本、夜間に新三田発奈良行きの快速（平日は新三田20時台発。土休日は新三田21時台発で尼崎駅から区間快速）が1本設定されている。
車両は、大阪駅発着系統は223系・225系が、JR東西線・学研都市線直通系統は207系・321系が使用されている。207系・321系は7両編成で、これはJR東西線・学研都市線の一部駅で7両編成・4ドア対応のホームドアを設置しているのと、大住駅 - 西木津駅は7両編成のみしかホーム長が対応していない都合によるものである。207系・321系は大阪駅発着系統でも日中以外で運用される列車がある。

#### 普通
一部の列車を除き、運行区間内の各駅に停車する。大半の列車がJR京都線と直通しており、京都駅・高槻駅 - 大阪駅 - 宝塚駅・新三田駅間および篠山口駅 - 福知山駅間の運行が基本である。快速・丹波路快速が各駅に停車する新三田駅 - 篠山口駅間では朝の数本のみの運行である。早朝・深夜の一部を除き、川西池田駅で快速・丹波路快速・区間快速（上りのみ）との緩急接続および特急の通過待ちを行うが、日中は下りの区間快速とは緩急接続を行わず、宝塚駅まで先着する。上りの一部は、宝塚駅または新三田駅（当駅始発のみ）でも緩急接続を行う。尼崎駅では一部列車を除きJR神戸線 - JR東西線間直通の普通と同一ホームで接続する。
朝ラッシュ時は塚口始発でJR東西線に直通する系統が設定されている。日中は大阪駅 - 宝塚駅間で1時間に4本運転されている。2002年10月5日のダイヤ改正前は日中以降は高槻発・京都行きとの組み合わせであったが、この改正で15分間隔運転時間帯は高槻駅発着に統一された。土曜・休日ダイヤでは朝に京都駅発着の列車が運転されており、夜の20分間隔運転時間帯は21時から始まる。
夜19時台には篠山口発高槻行きが1本運転されていたが、2018年3月17日のダイヤ改正により廃止された。
朝晩にはJR東西線・学研都市線に直通する列車も設定されている。JR東西線・学研都市線との直通列車は時間帯によって上りは尼崎駅で、下りは京橋駅で区間快速に種別変更（別列車扱い）を行う列車もある。土曜・休日の朝には学研都市線・木津経由の奈良発宝塚行き（京橋駅まで区間快速）が1本ある。
JR京都線に直通しない大阪駅発着の普通も朝や上り最終列車として深夜に運転されている。この列車は尼崎駅 - 大阪駅間で外側線を走行し、塚本駅は通過（上り最終列車の大阪行き1本は除く）する。大阪駅 - 福知山駅間を直通する普通も朝に数本設定されているが、大阪発福知山行きの片道のみの運行である。福知山発の普通列車はすべて篠山口行きでの運転で、丹波路快速のみが大阪駅まで直通する。
車両はほとんどが207系・321系の7両編成であるが、朝の大阪発福知山行きは223系・225系の4両編成で運行される。
JR東西線開業前は大部分が大阪駅発着の列車で、朝ラッシュ時のみ新大阪行きと吹田発の設定があった。また、昼間でも113系や117系も普通列車に充当されていた。JR東西線が開業した1997年3月8日に吹田発は高槻発に変更された。同年8月31日まで全ての普通列車が塚本駅を通過していた（大阪駅 - 尼崎駅間は外側線を走行していたことなどが理由。現在も朝の大阪駅発着は外側線を走行しているため塚本駅は通過している）が、翌9月1日からは、尼崎駅発着だったJR京都線の普通と当路線のJR東西線直通ではない普通を統合して京都・高槻方面 - 新三田方面直通としたため、前述の一部列車を除き塚本駅にも停車するようになった。
2020年3月14日のダイヤ改正より、日中の普通は（JR京都線 - ）大阪駅 - 宝塚駅間に短縮した（宝塚駅 - 新三田駅間は区間快速が代替）。
篠山口駅 - 福知山駅間で運転される普通は、1時間に1本程度運転されている。早朝の篠山口駅発福知山駅行きを除いて篠山口駅で大阪方面との快速列車・普通列車と接続しており、うち日中は223系5500番台の2両編成でワンマン運転を行っている。同区間は最大6両編成が乗り入れ可能なため、朝晩は大阪方面との直通運転を原則としており車掌が乗務している列車がほとんどであるが、2両編成でも車掌が乗務している列車もある。2014年3月15日の改正で、大阪発22時台の丹波路快速が福知山行きから篠山口行きに見直されたことに伴い、篠山口発0時台の普通福知山行きが設定されたが、2018年3月17日のダイヤ改正で廃止された。

### 臨時列車

#### 特急
国鉄からJRとなって以降は、冬のカニのシーズンを迎える11月から3月にかけて、臨時特急「味めぐり北近畿」（1998年以前）・「かにカニ北近畿」（1999年以降）が運転されていた（「こうのとり」の項目も参照）。
2020年以降のコロナ禍による旅客減少の影響で、2021年3月13日のダイヤ改正で「こうのとり」の一部が臨時列車化され、土曜・日曜・祝日を中心に新大阪駅 - 福知山駅間に7号・16号の1往復、新大阪駅 - 城崎温泉駅間に13号・26号の1往復が運転される。

#### 快速
国鉄時代から、篠山の祭礼に合わせた臨時快速（「デカンショ祭り号」）などが多く設定されていた。しかし、現在は定期列車の充実もあり、臨時列車の設定はほぼ無くなった。
現在は、毎年3月に行われている朝日放送テレビ主催の篠山ABCマラソン大会に合わせた大阪発篠山口行き臨時快速「篠山ABCマラソン号」が1本設定される程度である。「篠山ABCマラソン号」の停車駅は、新三田駅までは通常の快速と同一であるが、新三田駅 - 篠山口駅間の各駅は旧速達快速が停車していた相野駅も含めて通過する。

### 女性専用車
大阪駅 - 篠山口駅間では、平日・休日の区別無く毎日、始発から終電まで、207系の大阪側から3両目および321系では5号車に女性専用車が設定されている。乗車位置には女性専用車の案内が表示されている。ただし、ダイヤが乱れた際は女性専用車の設定が解除される場合がある。
JR宝塚線では2002年12月2日から女性専用車を導入し、始発から9時00分と17時00分から21時00分まで設定されていた。さらに2011年4月18日からは、平日・休日にかかわらず毎日、始発から終電まで女性専用車が設定されるようになった。

### 過去の列車

#### 優等列車

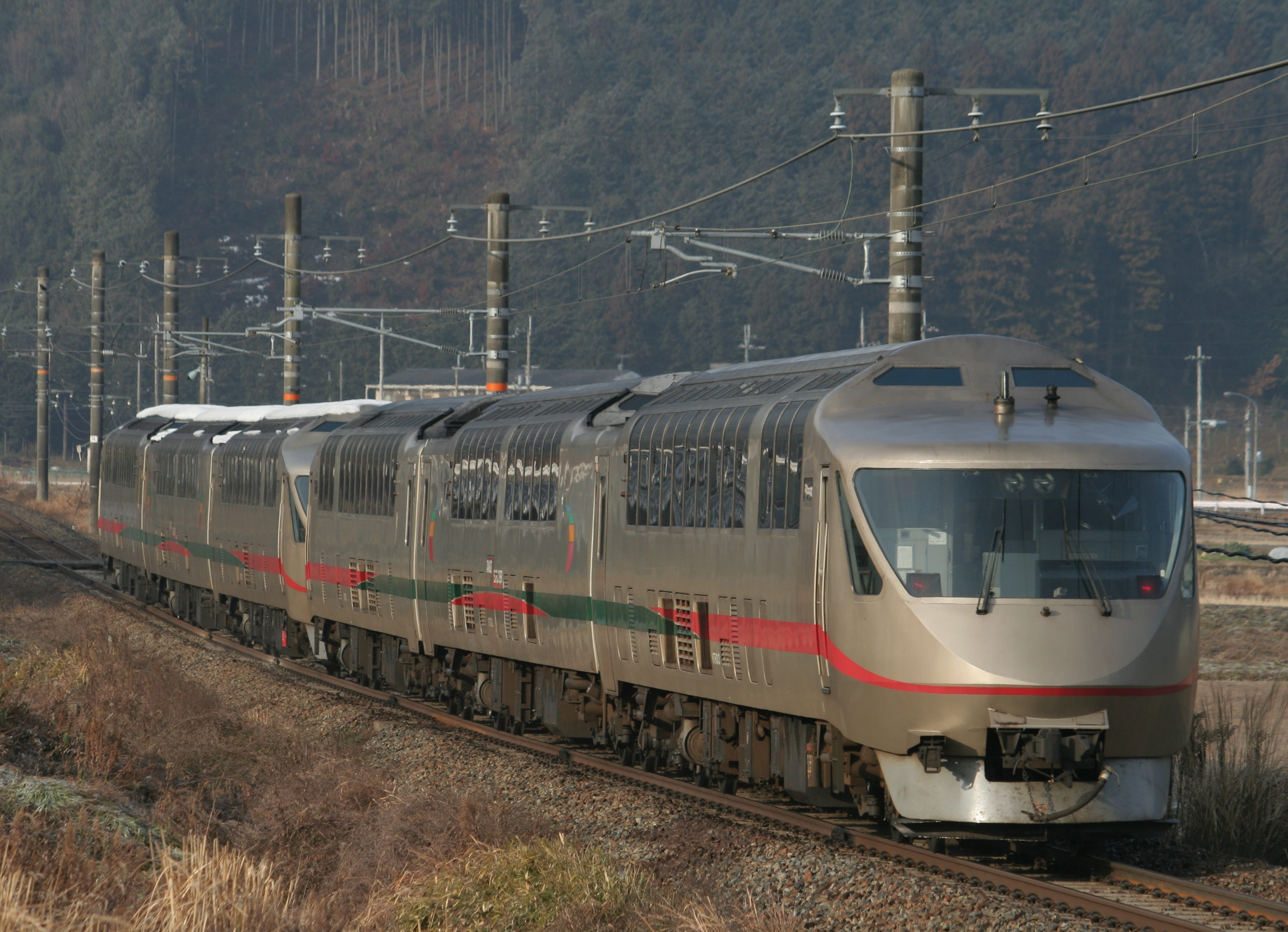
特急「タンゴエクスプローラー」

かつて福知山線には大阪駅と京都府舞鶴市や山陰各都市とを結ぶ幹線として長距離の優等列車が多数運転されていた。しかし、国鉄末期の1986年11月1日に山陰本線城崎駅（現在の城崎温泉駅）まで電化されたことにより、優等列車はほぼ全てが電車化・特急化された上に、運転区間は城崎駅までに短縮され、福知山線経由での山陰方面への昼行の直通列車は廃止された。その後、電車特急の一部を気動車に置き換えて直通列車を復活させたが、後に米子・出雲市方面へは新幹線・伯備線経由が、鳥取・倉吉方面へは智頭急行経由がそれぞれ主要経路に変わった上に、車両老朽化もあり、長距離列車は再び姿を消した。2004年10月16日に急行「だいせん」が廃止されたことにより、福知山線経由での夜行列車は運転されなくなった。
このほかに福知山線では、北近畿タンゴ鉄道（現在の京都丹後鉄道）へ乗り入れる「文殊」や「タンゴエクスプローラー」が運転されていたが、2011年3月12日のダイヤ改正により福知山線経由の特急は全て「北近畿」から改称された「こうのとり」に統一され、福知山線経由で北近畿タンゴ鉄道へ直通する列車は全廃された。

#### ほくせつライナー

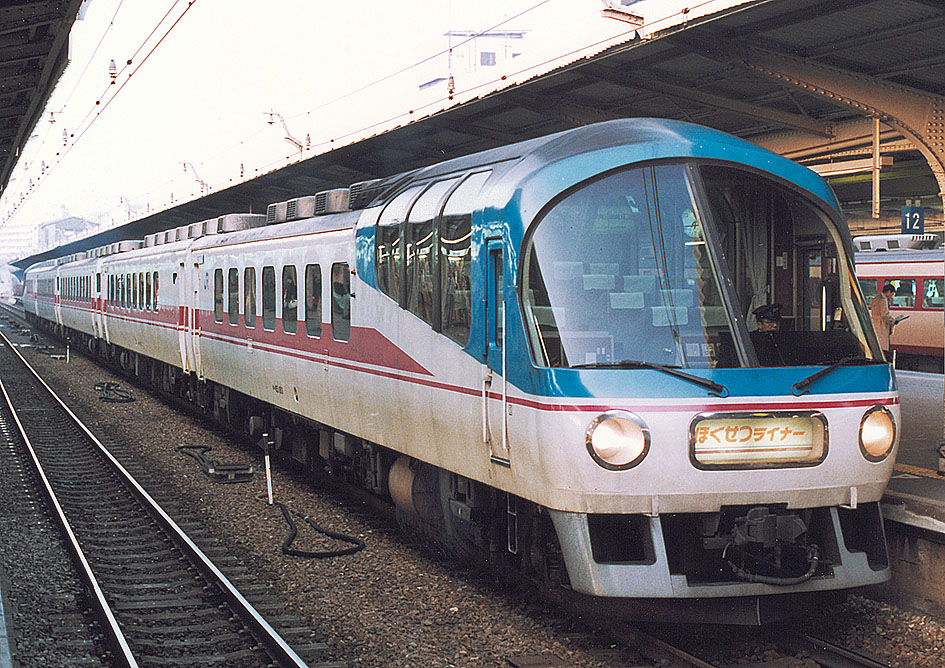
エーデル北近畿車両で運転された「ほくせつライナー」

通勤客向けの座席定員制の列車（ホームライナー）として1988年3月13日から2002年10月4日まで、大阪駅 - 篠山口駅間でほくせつライナーが1往復運転されていた。篠山口行きは夕方に、大阪行きは朝ラッシュ時に運転された。ほくせつライナーには183系電車のほか、一時期大阪行きのみキハ58系・キハ65形気動車による運用もあった。ほくせつライナー廃止後は特急「北近畿（現・こうのとり）」の増発で代替している。
停車駅（2001年時点）
大阪駅 - 尼崎駅 - 宝塚駅 - 三田駅 - 新三田駅 - 広野駅 - 相野駅 - 藍本駅 - 古市駅 - 篠山口駅。

#### 快速列車
全線電化される前の国鉄時代にも、快速列車が1日に数本設定されていた。国鉄末期の1983年頃のダイヤでは、大阪駅 - 篠山口駅間に尼崎駅・伊丹駅・宝塚駅・武田尾駅・三田駅・広野駅・相野駅・古市駅を停車駅とする気動車による快速列車が1日2往復のみ設定されていたが、快速列車はのちに、各駅に停車する区間が三田駅 - 篠山口駅間、宝塚駅 - 篠山口駅間と次第に延びて停車駅が増加していき、1986年11月1日の全線電化で全列車が電車に統一されたことにより普通列車のスピードアップが図られたため、最終的に廃止された。のち、快速列車の設定を要望する声が多数寄せられたこともあり、民営化後の1989年3月11日のダイヤ改正より現在に繋がる快速列車が新たに設定された。設定当初の停車駅は、国鉄時代とは異なり、尼崎駅・伊丹駅・川西池田駅・宝塚駅と三田駅以遠の各駅であった。1997年3月8日改正では、207系電車を使用した広野駅・藍本駅・草野駅・古市駅・南矢代駅を通過する速達タイプの快速も設定され、大阪発篠山口行きのみ毎日夕方に4本（1時間に1本）運転されていたが、2003年12月1日のダイヤ改正で廃止され、三田 - 篠山口間各駅停車の快速列車（木津発JR東西線直通）に格下げされた。2020年3月14日のダイヤ改正で日中は快速・丹波路快速が区間快速に格下げされたため、現在の日中は事実上旧国鉄末期の快速列車とほぼ同じ停車駅となっている。

#### 大晦日終夜運転
沿線には中山寺など初詣に訪れる参拝者の比較的多い社寺があるため、大晦日深夜から元旦にかけて、福知山線では尼崎駅 - 宝塚駅間（運転区間は学研都市線四条畷駅 - （JR東西線） - 宝塚駅間）において、普通列車のみ約30〜60分間隔で終夜運転が実施されていた。なお、かつては宝塚駅 - 新三田駅間でも終夜運転が行われていたが、2011年度以降は宝塚発新三田ゆき臨時列車1本のみの運転に変更され、さらに臨時列車の運転も取り止められ、2019年度からは全区間とも終夜運転が取り止められた。なお、競合する阪急電鉄では2019年度まで宝塚本線及び今津線ともに終夜運転を実施していたが、2020年度以降は福知山線同様に終夜運転を実施していない。

## 阪神・淡路大震災時の迂回路として
1995年1月17日に発生した阪神・淡路大震災ではJR神戸線が寸断され、復旧には時間を要する見込みとなった。よって、その迂回ルートで最も重要な線区として、最優先で福知山線の復旧作業が行われた。福知山線では川西池田駅 - 中山寺駅間の被害が大きく、地震発生の1月17日には広野駅 - 福知山駅間が開通し、その後順次運転を再開した。
輸送力の確保のため運転開始直後から臨時列車が運転され、5時30分から21時まで、1時間につき1本か2本の臨時列車を最大42本運転し、特急「北近畿」の増結も行われた。大阪駅を発着としていた特急列車は、東海道新幹線との接続のため3往復を新大阪駅発着で運転し、このほかに「北近畿」15号は福知山駅 → 和田山駅間で延長運転し、播但線との接続を改善した。またJR神戸線が全通した4月1日以降も4月17日まで、新大阪駅延長運転が2往復、和田山駅延長運転が行われた。
JR神戸線で運行されていた貨物列車の迂回運転も行われた。しかし、福知山線や山陰本線の和田山駅 - 湖山駅間では貨物列車が運転されなくなっていたため、重い貨物列車を毎日運転するには問題があり、乗務員の養成や設備の一部改良の必要性があったが、福知山線・山陰本線・伯備線を経由して2月11日から迂回運転が開始された。貨物列車が運転されていなかった区間の迂回貨物列車の乗務は、JR西日本が担当した。また、ダイヤ改正にあわせた新製車両の甲種鉄道車両輸送も3月14日から8本、特大貨物2本が迂回運転された。
- 1月17日：広野駅 - 福知山駅間が開通。
- 1月18日：（東海道線大阪駅 - ）尼崎駅 - 塚口駅間が開通。
- 1月19日：宝塚駅 - 広野駅間が開通。
- 1月21日：塚口駅 - 宝塚駅間が開通し、全線復旧[43]。神戸市内からは北神急行電鉄・神戸電鉄を利用した鉄道の迂回ルートが完成。臨時列車10往復運転開始。
- 1月22日：臨時列車が14往復に増発。
- 1月23日：姫路駅 - 新大阪駅間（播但線・福知山線経由）で直通快速が1往復運転開始。
- 1月24日：臨時列車が19往復に増発（増発の快速4本は西宮名塩駅に停車）。
- 2月11日：東京貨物ターミナル駅 - 福岡貨物ターミナル駅間運転の貨物列車が迂回運転開始（コンテナ車両10両）[44]。
- 3月20日：東京貨物ターミナル駅 - 福岡貨物ターミナル駅間運転の迂回貨物列車が2往復に増発（増発分はコンテナ車両8両）[44]。

## 使用車両

### 現在の使用車両
2011年3月12日以降は電車のみが運転されている。篠山口駅 - 福知山駅間の快速・普通列車は、全列車が転換クロスシート車両で運転されている。

#### 特急列車
- 287系・289系（福知山電車区）：特急「こうのとり」
  - 289系は北陸本線の特急「しらさぎ」専用車両だった683系2000番台を直流化改造した車両で、2015年10月31日より運用を開始した[45]。

#### 快速・普通列車
- 207系（網干総合車両所明石支所）
  - 7両編成で、尼崎駅 - 篠山口駅間で快速・区間快速・普通で運転されている。
- 321系（網干総合車両所明石支所）
  - 7両編成で、尼崎駅 - 篠山口駅間で快速・区間快速・普通で運転されている。2005年12月1日に運用を開始し、当時は大阪駅 - 新三田駅間のみで運用されていた。2006年3月18日の改正から快速運用にも充当され篠山口駅まで運転されていたが同年10月21日の改正で一旦廃止され、2010年3月13日の改正で再び篠山口駅まで乗り入れるようになった。
- 223系6000番台・225系6000番台（網干総合車両所宮原支所）
  - 2008年6月28日から日中の丹波路快速などを中心に、快速や朝晩の一部の普通で運用されている。225系は2012年3月17日のダイヤ改正で221系・113系の運行終了を受けて、全線で運用が開始された[46]。
- 223系5500番台（福知山電車区）
  - 2008年8月11日から113系3800番台に代わって運用開始した。篠山口駅 - 福知山駅間のみ運用されており、日中はワンマン運転を行っている。

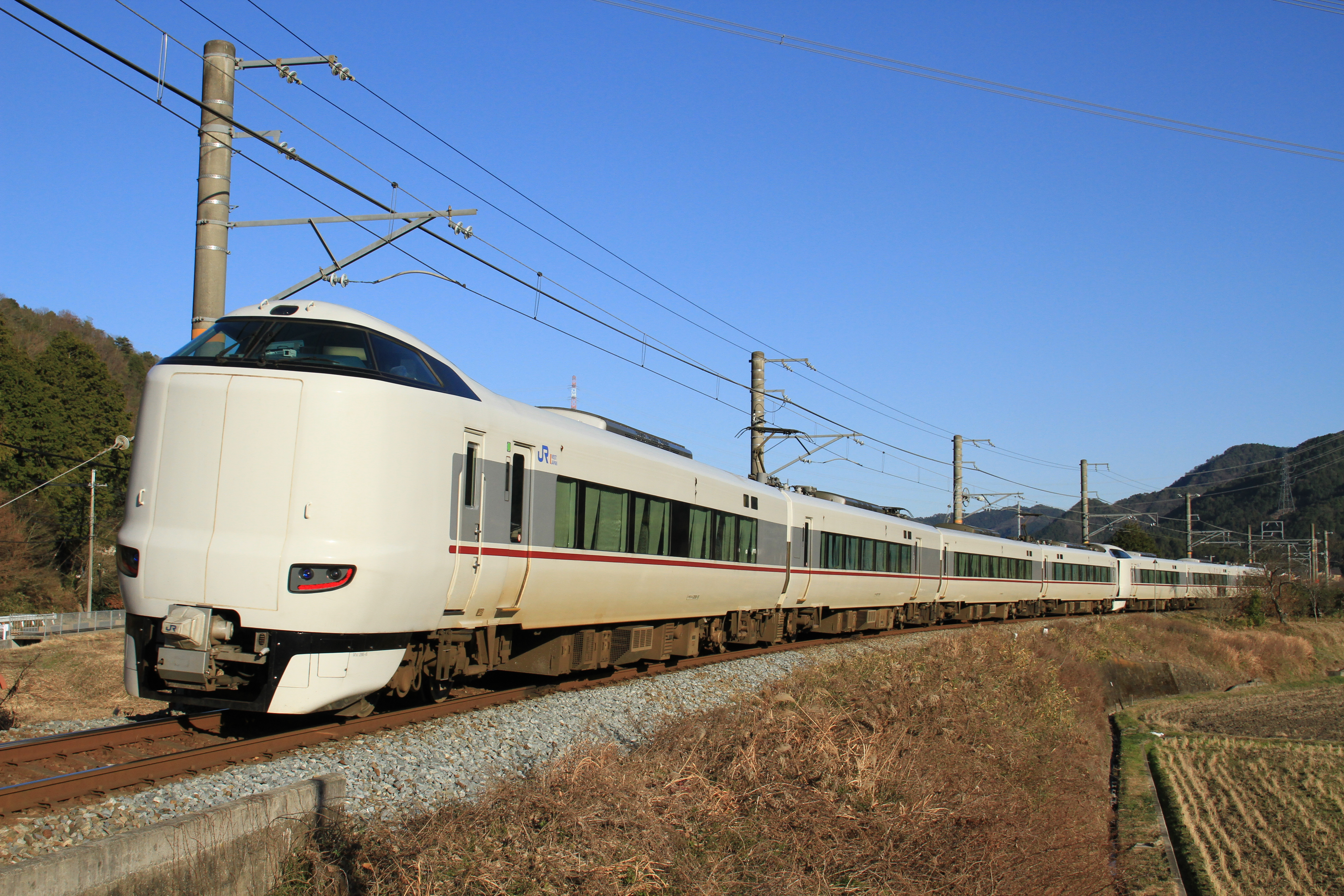
287系
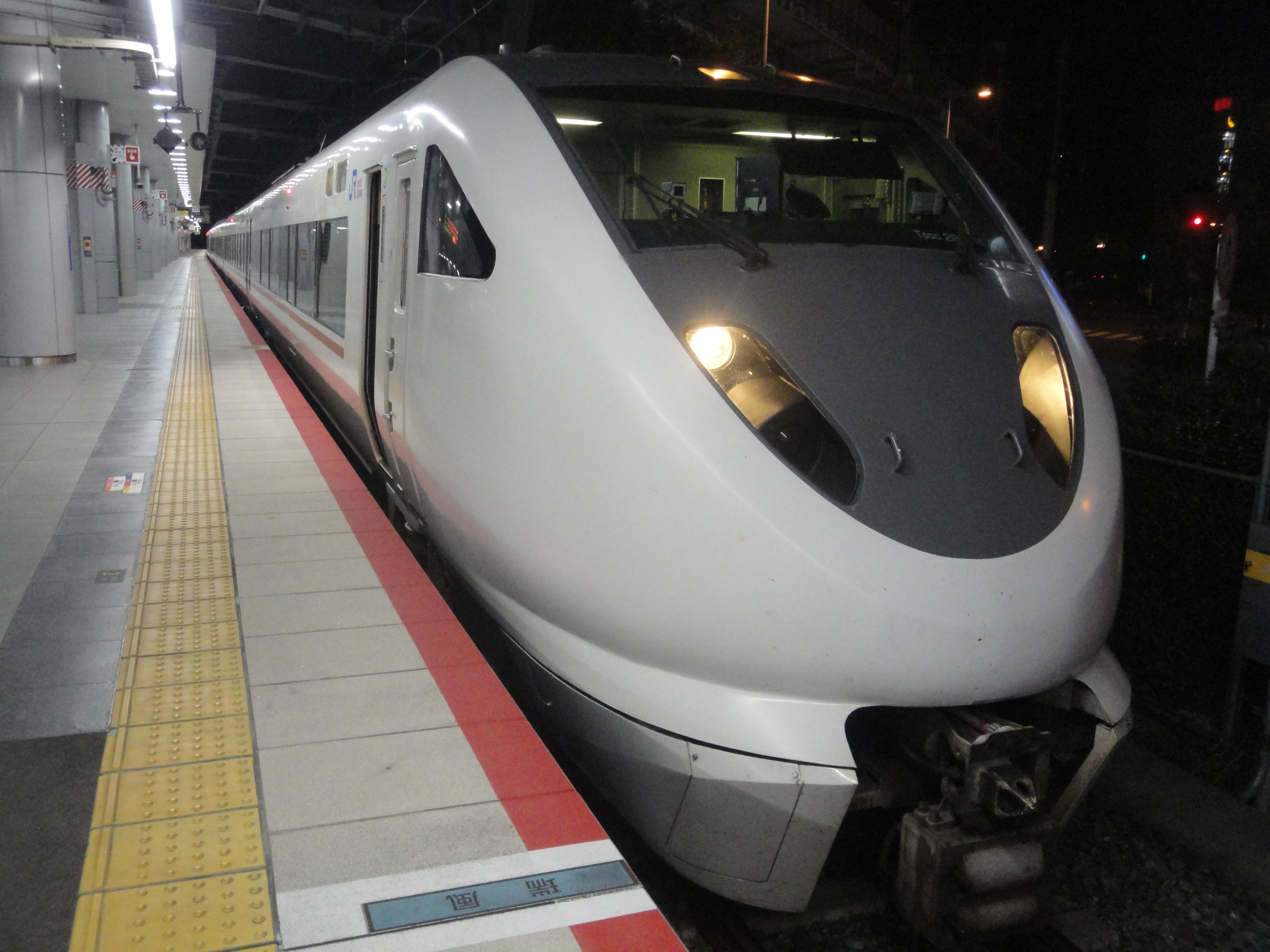
289系
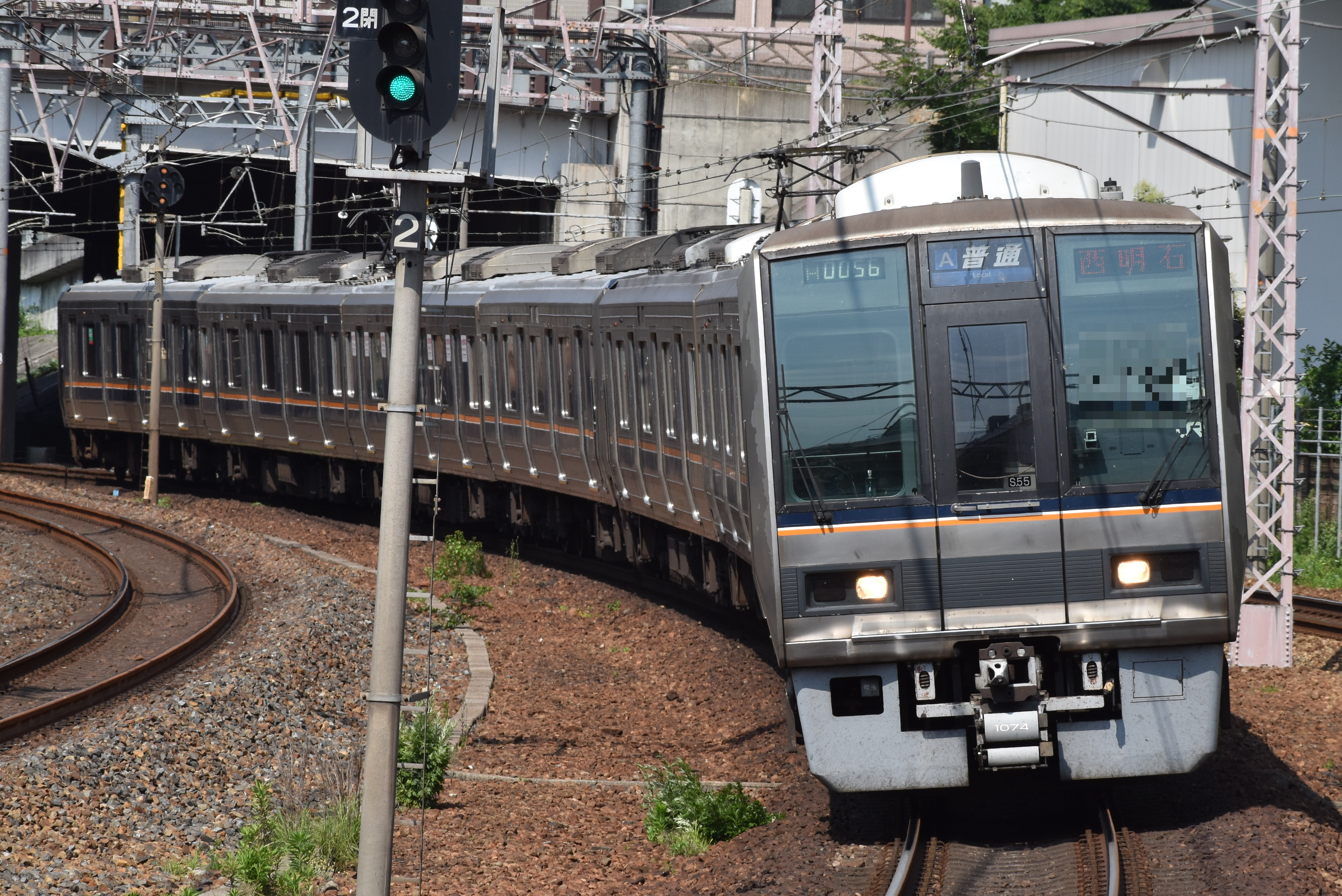
207系
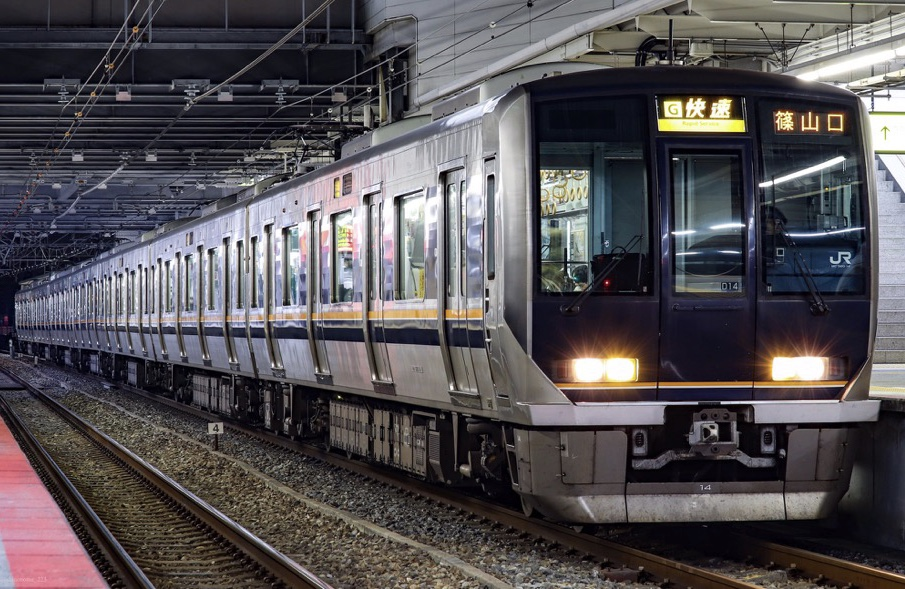
321系
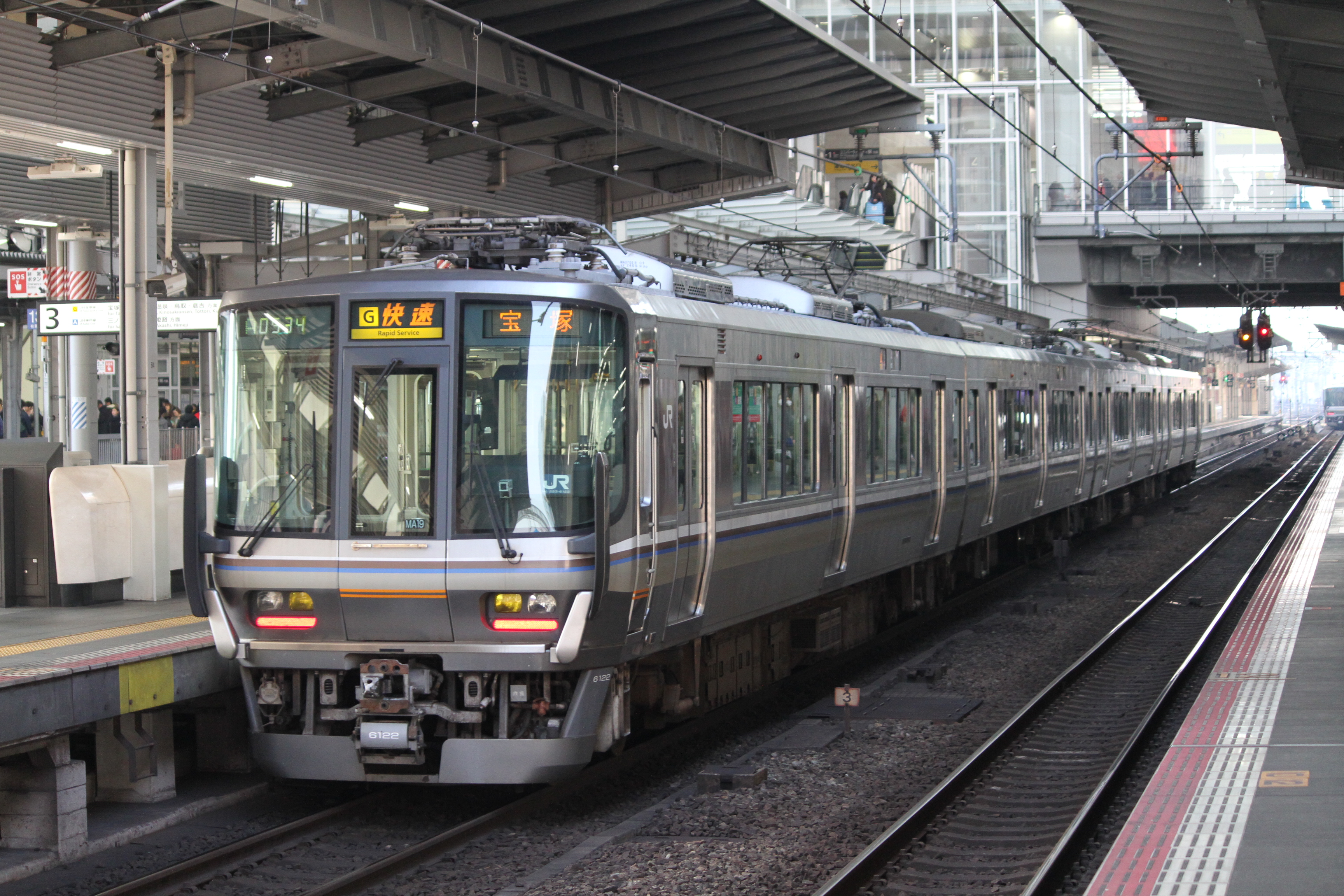
223系6000番台
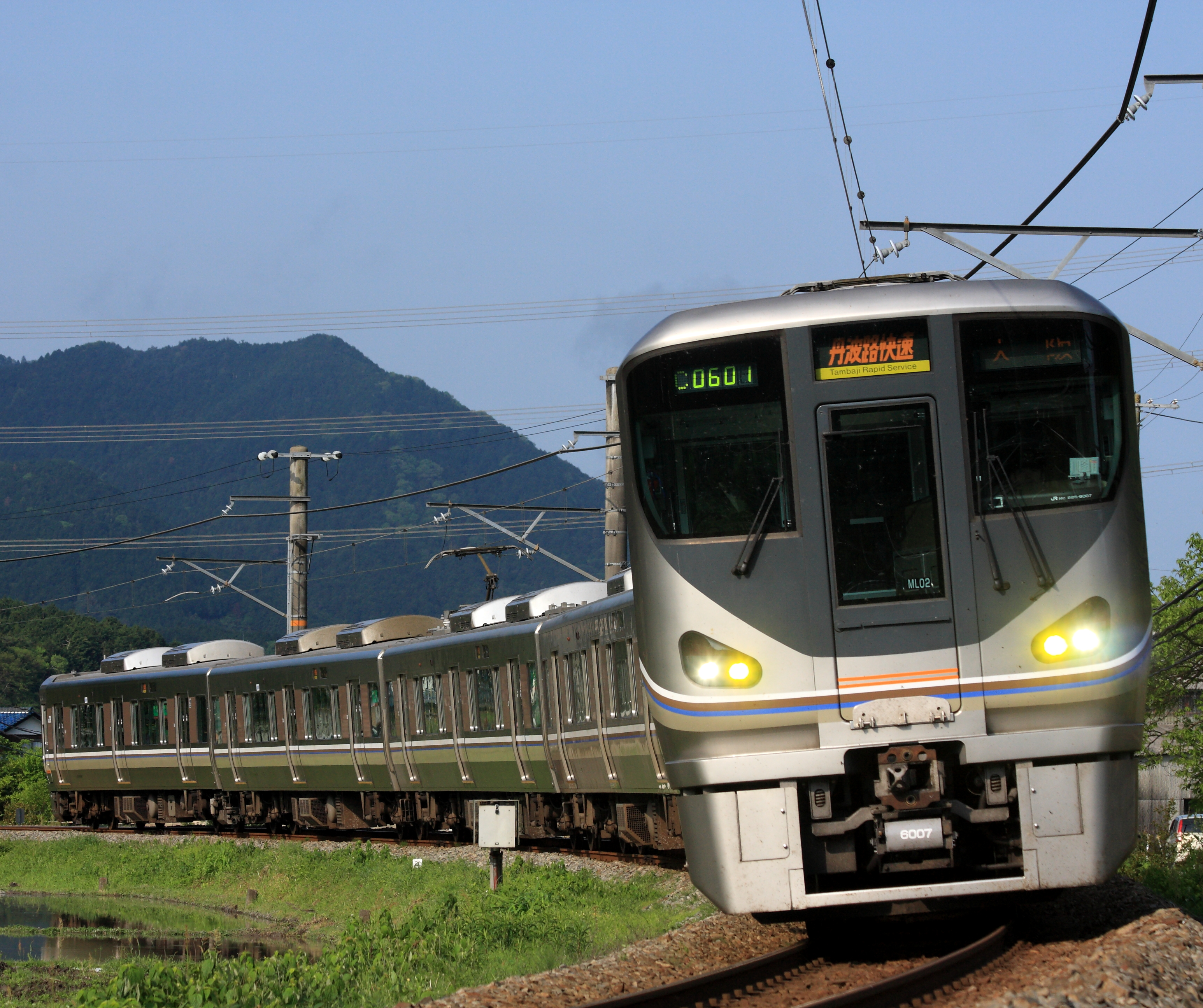
225系6000番台
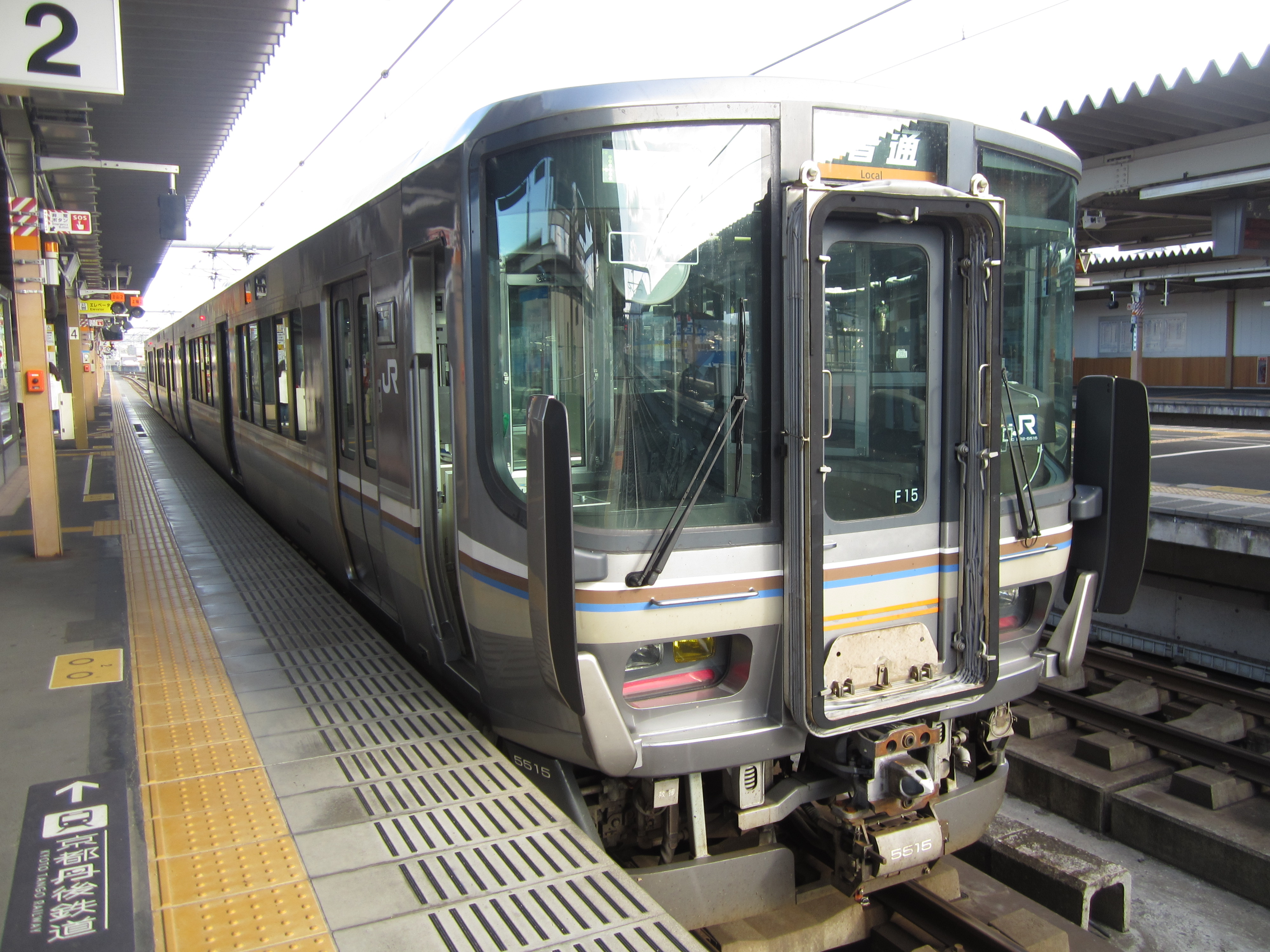
223系5500番台

### 過去の使用車両
国鉄時代末期の1986年11月1日に全線電化開業したが、1981年4月1日の尼崎駅 - 宝塚駅間電化の際には、103系として新車の導入がなされたものの、逆に残る宝塚駅 - 福知山駅 - 山陰本線城崎駅（現・城崎温泉駅）間電化の際に新車は全く導入されず、既存の113系を寒冷地向けに改造した800番台の導入等で賄った。なお、全線電化時の当初の計画では、475・457系電車（主に九州地区からの転用）で賄う予定だった。

#### 電車
- 201系・205系0番台（網干総合車両所明石支所）
  - JR京都線直通の普通（京阪神緩行線）として1997年9月1日から運用されていたが、321系を投入して普通電車の最高速度を120 km/hに統一するため、201系は2007年3月18日に、205系は2006年2月7日に運用が廃止された。なお、205系はその後、4編成全てが阪和線に転属し、2011年3月14日にJR京都線とJR神戸線に復帰したが、その運用は京都駅・高槻駅 - 尼崎駅間の平日朝ラッシュ時限定であり、福知山線へは入線しなかった。
- 113系（網干総合車両所宮原支所）
  - 全線で運転されていた。2012年3月17日のダイヤ改正で運用が終了した[46]。
- 113系3800番台（福知山電車区）
  - 篠山口以北の単線区間で運用されていた。2両編成の固定運用で113系800番台からの改造工程と経費を節約するため、従来のように廃車体から前頭部を移植・溶接するのではなく、編成に組まれていたクハ111形から運転台機器を流用して非常に簡易なものを新造するという手法が採られた。そのため片方の前面部は独特の外観を持つ車両となった。223系5500番台の運用開始に伴い、2008年10月までに除籍された。
- 115系
  - 電化直後に113系800番台の不足を補う形で非冷房の0番台が運用を開始、後に1000番台に置き換えられ2004年まで使用された。いずれも転入直後は湘南色だったが、0番台は旧福知山色、1000番台は新福知山色に塗り替えられた。
- 117系
  - 福知山色と呼ばれる緑帯塗装で快速・普通として運用されていたが、ラッシュ時の遅延対策のため一部の座席を転換クロスシートからロングシートに変更されていた。しかし、それでも対応し切れなくなり、ラッシュ時には乗客の流動とは逆方向の列車に充当されたり、早朝深夜を中心に運用されるようになった。なお、ATS-Pを搭載していないため、JR福知山線脱線事故の影響で、結果的に2005年4月25日限りで運用を終了し、福知山色のまま下関地区や京都総合運転所（当時）へ転出した。
- 103系
  - 宝塚駅まで電化された1981年4月1日から普通として6両編成の新車がカナリアイエロー（黄5号）で登場した。1984年2月1日のダイヤ改正（1984年2月1日国鉄ダイヤ改正）で4両編成に短縮されたが、JR発足後に6両編成に戻された。1997年9月1日の改正でJR京都線との直通運転に伴って7両編成に増強された。普通以外に深夜の快速などにも使用された。その後はJR京都線直通が主体となったため1999年以降、順次スカイブルー（青22号）に塗り替えられた。高速化やJR東西線開業の影響により2003年8月14日に運用を退いた。しかし2005年4月25日の脱線事故の結果、運行再開にはATS-Pの設置を義務とすることが国土交通省から通達され、ATS-P搭載編成を増やすため、同年8月1日より森ノ宮電車区の大阪環状線用の編成を使い再び運用を開始し、321系の運用が始まる前日の同年11月30日まで使用された。
- 221系（網干総合車両所）
  - 1999年10月2日から運用を開始し、2008年6月28日までは4両編成が全線で、それ以降も8・6両編成が大阪駅 - 篠山口駅間で運用されていた。丹波路快速・快速での運用がほとんどだが、2011年3月12日改正時点で朝1本、大阪発篠山口行き普通（8両編成）での運用があった。なお、2012年3月17日のダイヤ改正での223系・225系への統一に伴い運用を終了した[46]。
- 415系800番台
  - 1991年9月1日の七尾線電化に向けて用意された415系800番台の早期落成車が、延命工事等によって不足していた113系800番台の代わりに福知山線を走行した実績がある。塗装は113系800番台と同一であった。
- 183系
  - 特急「こうのとり」で使用されていた。2013年3月16日のダイヤ改正で運用が終了した。なお、この形式の運用終了により、当路線での普通鋼製車両の定期運転は全て終了した。
- 381系
  - 特急「こうのとり」で使用されていた。2011年5月31日まで運用されて、一時離脱していたが[19]、2012年6月1日より再び運用されていた[47]。しかし、車両の老朽化が進んでいたため、289系に置き換える形で2015年10月30日を以って正式に運用を離脱した[48][49]。これにより当路線の全ての営業列車は、JR西日本発足後に製造された車両のみになった。

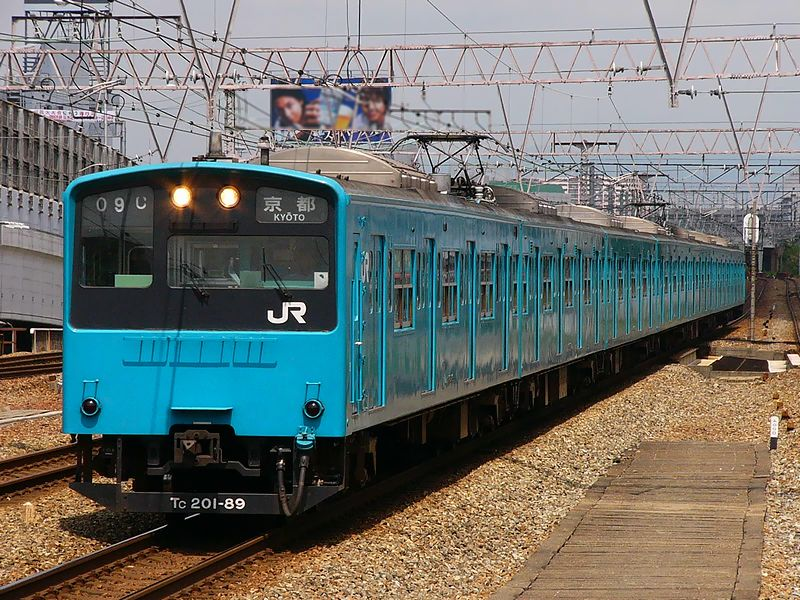
201系
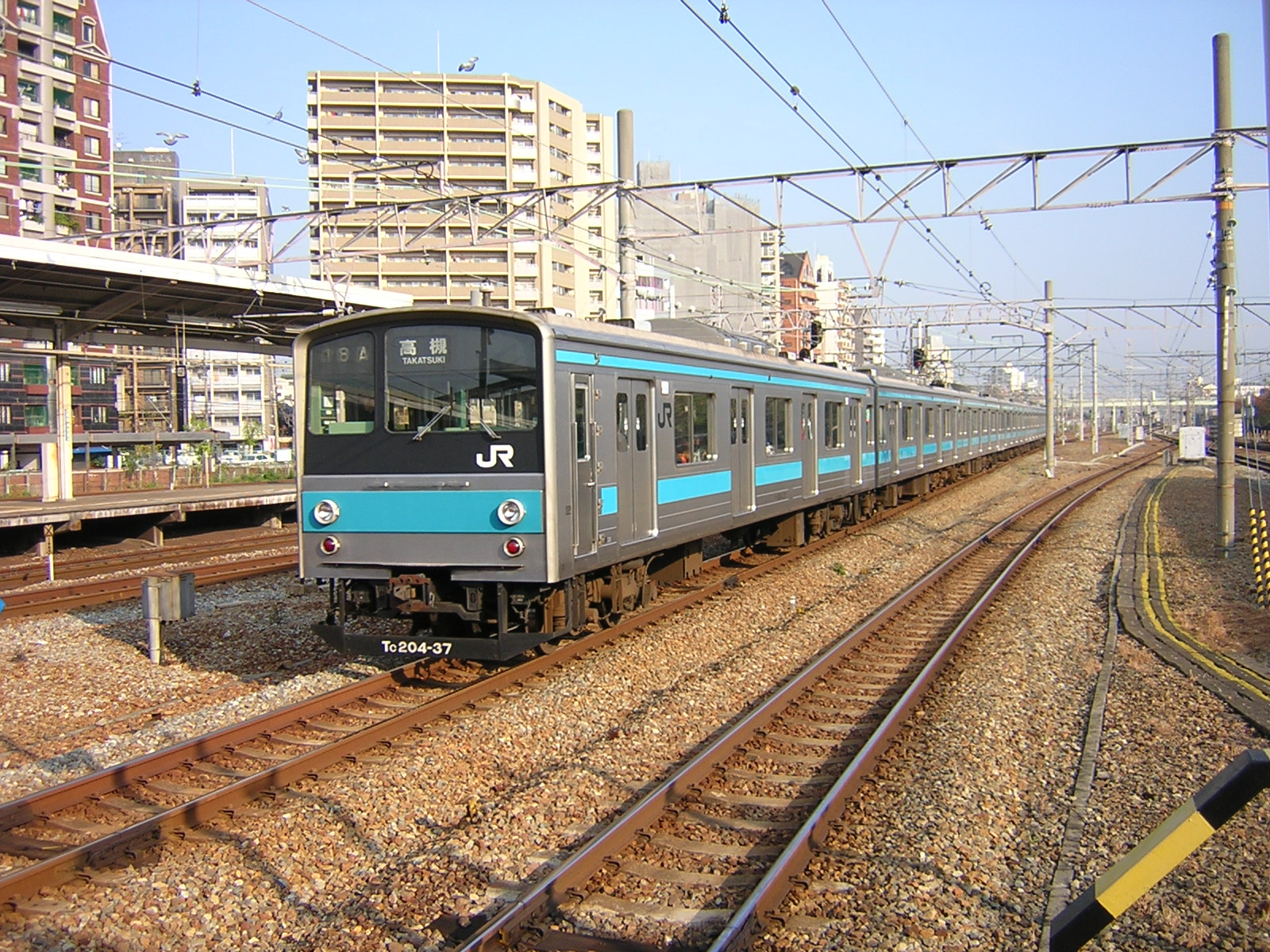
205系0番台
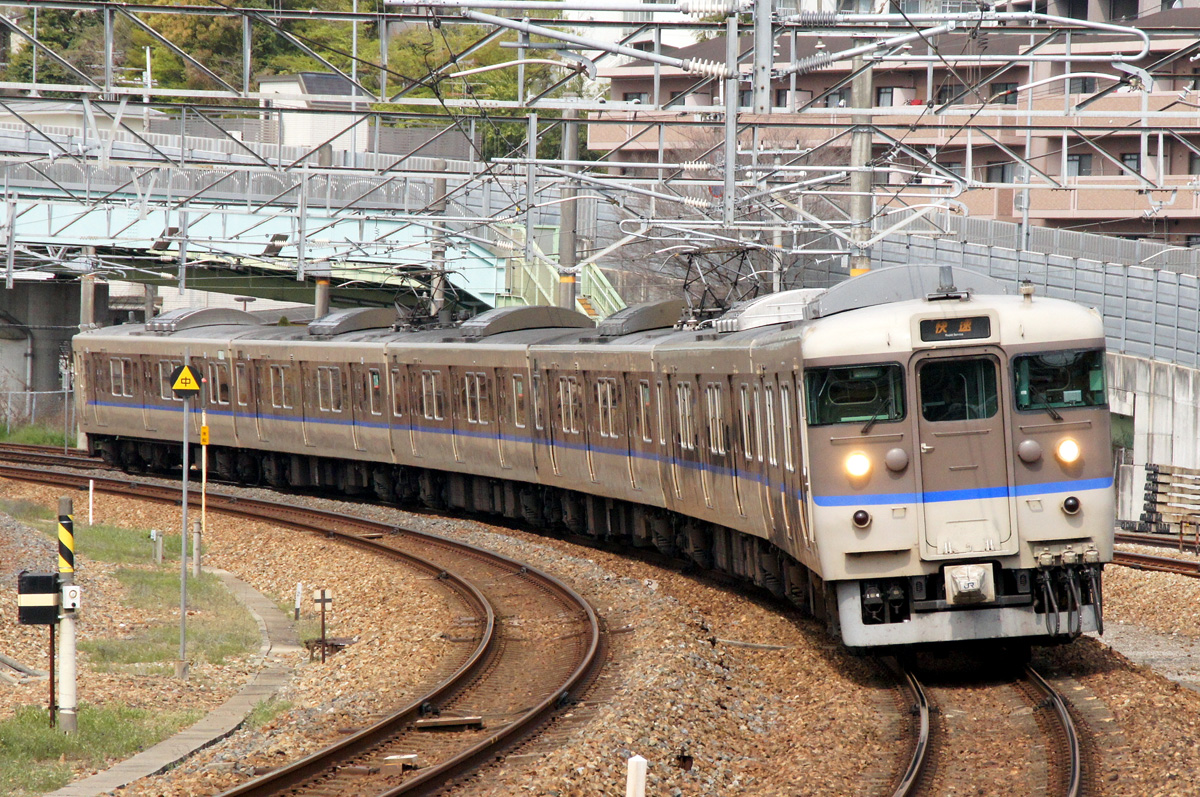
113系
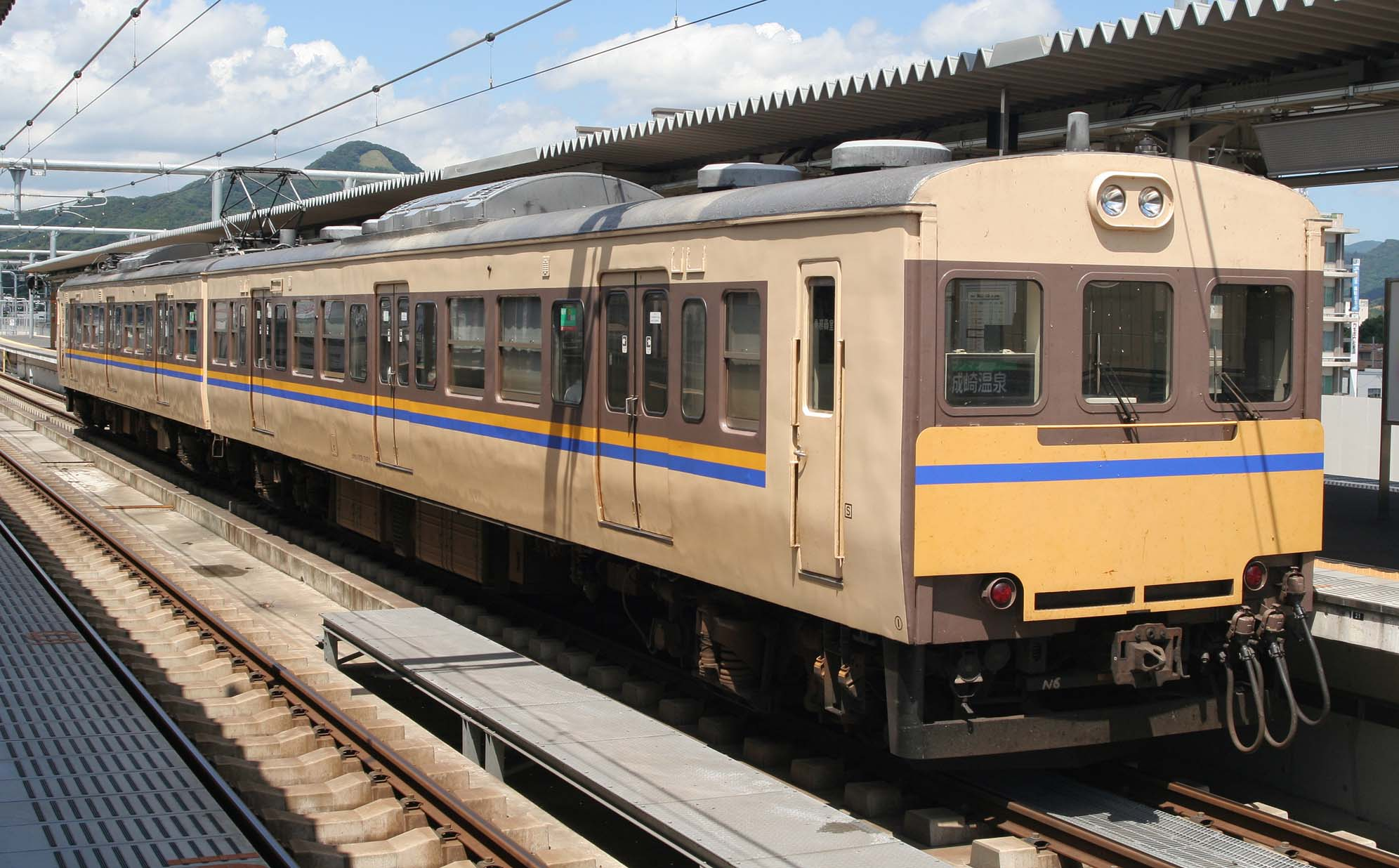
113系3800番台
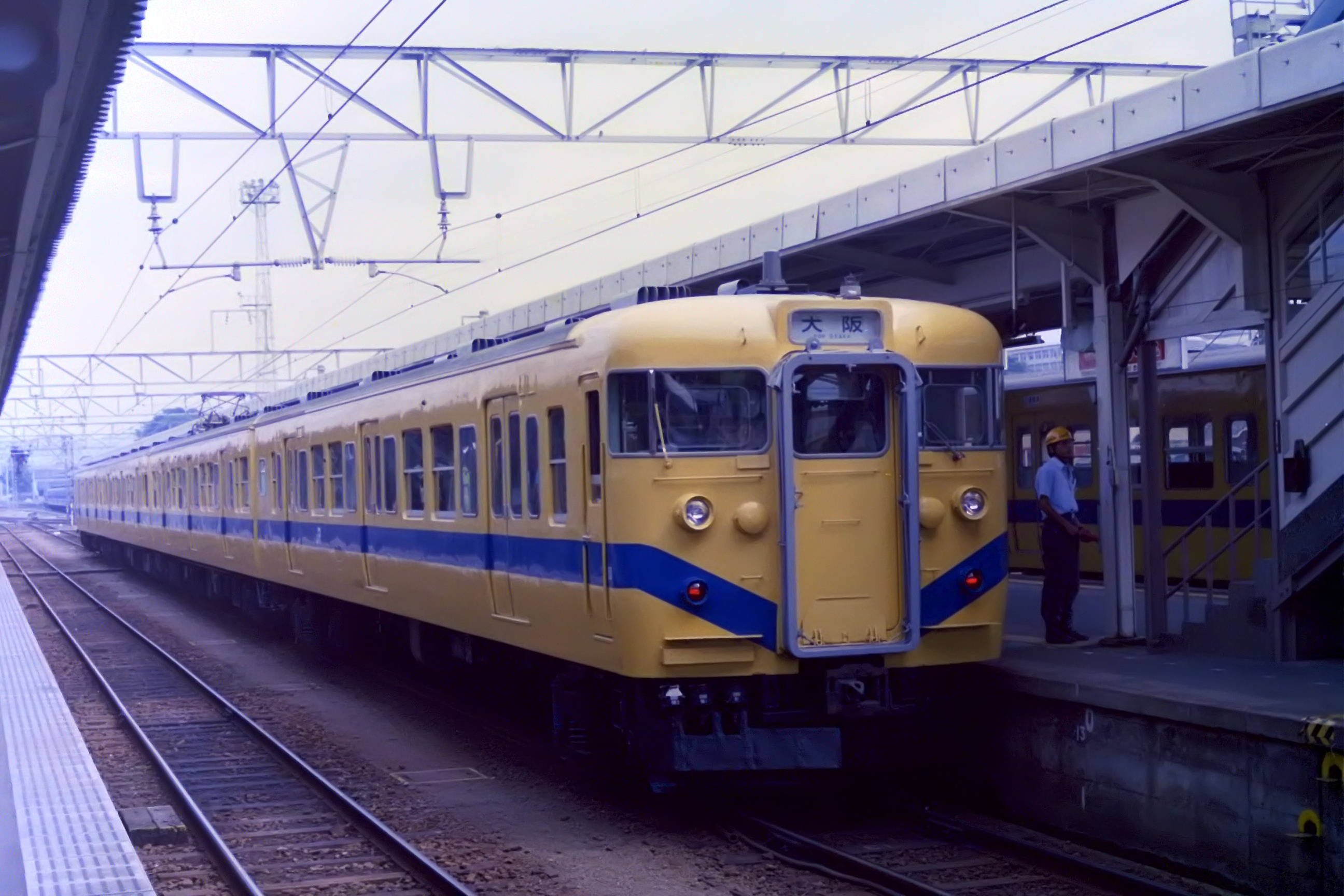
115系
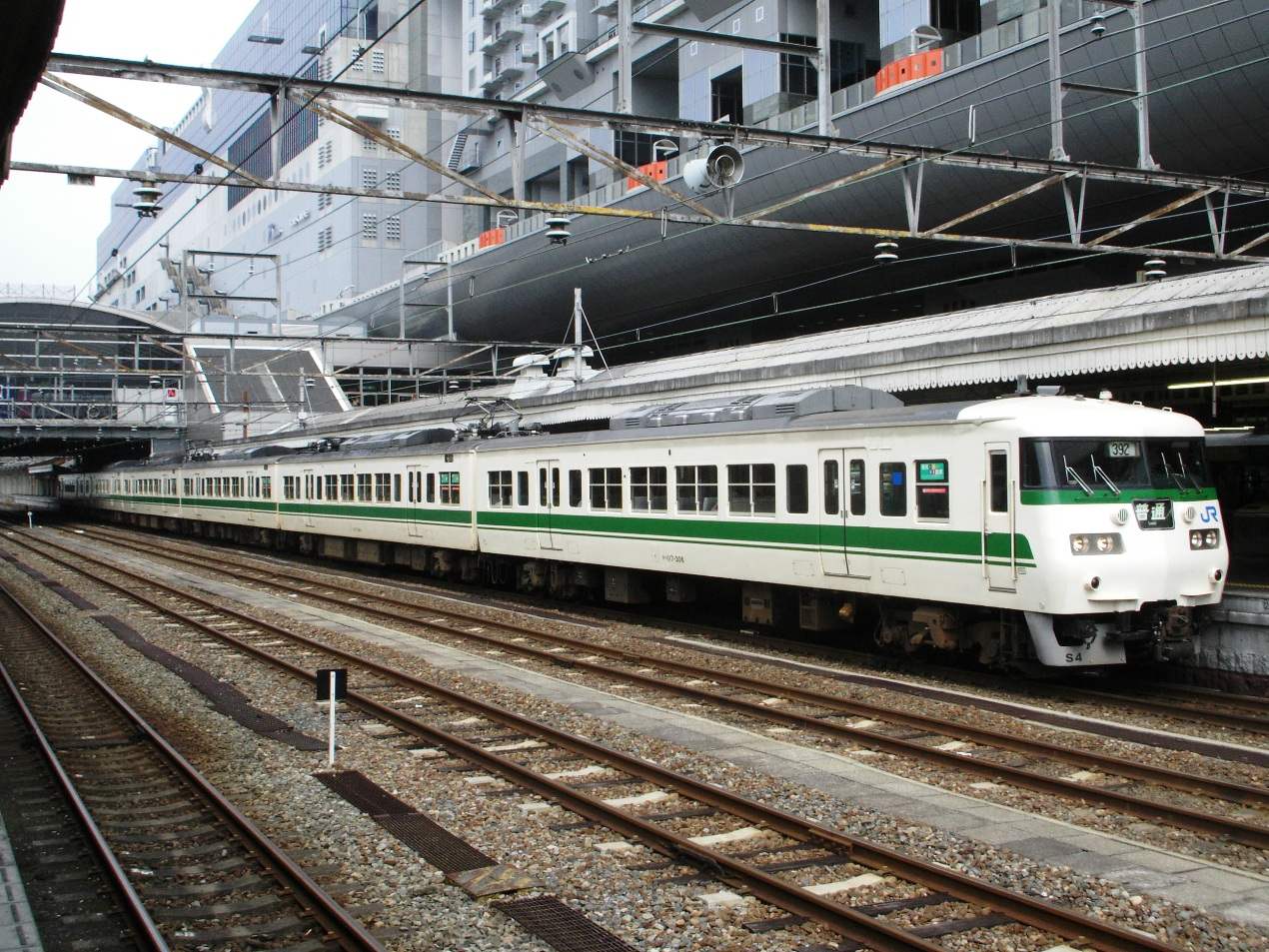
117系
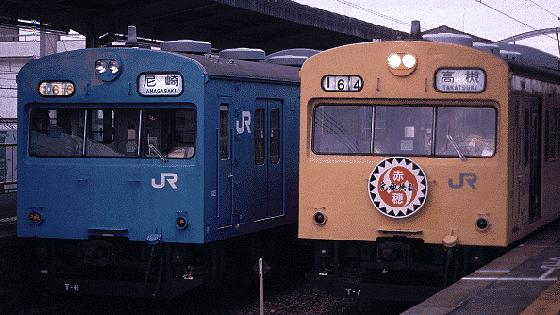
103系
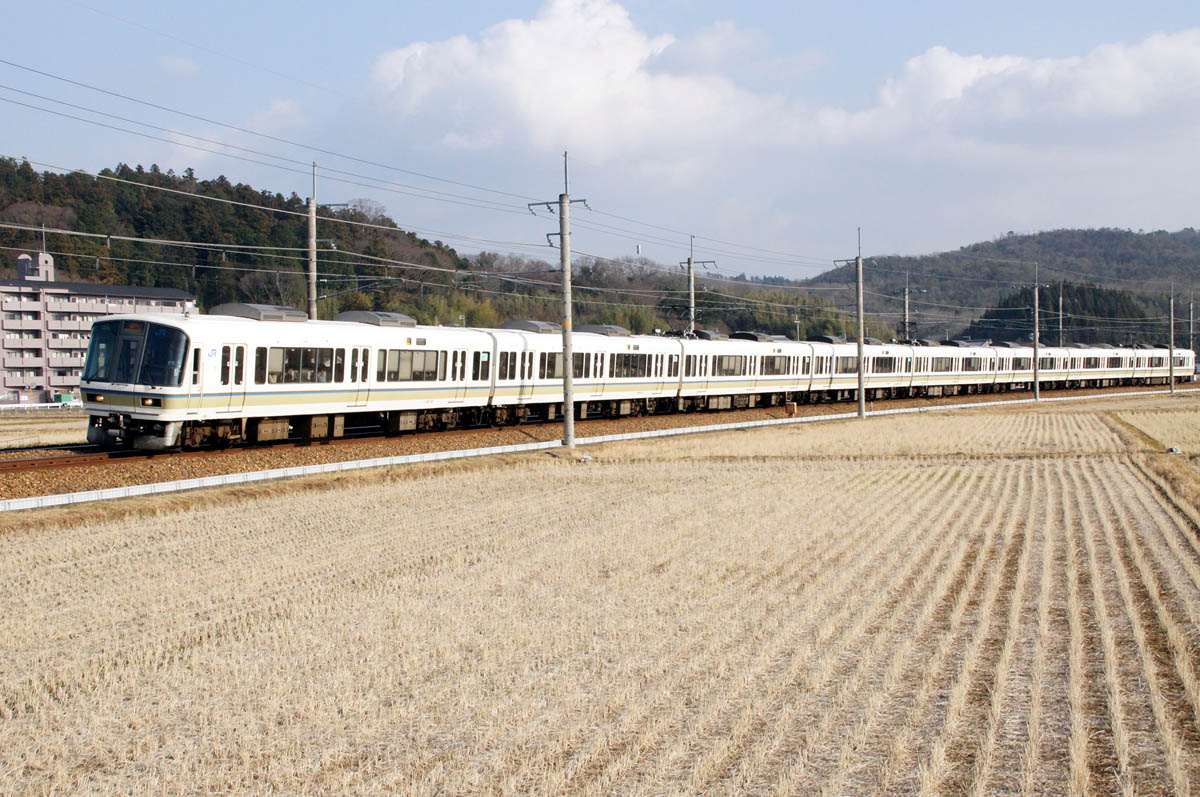
221系
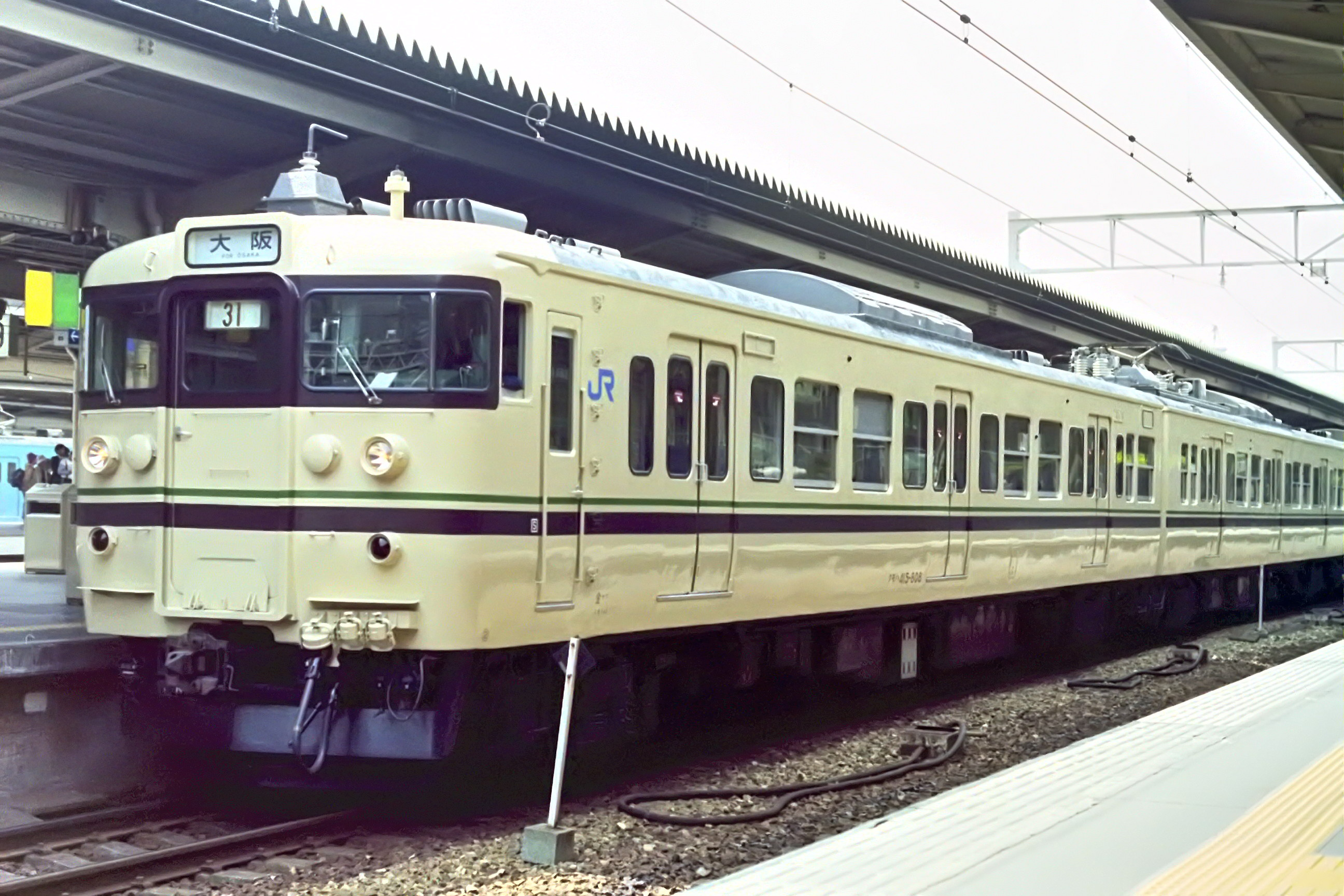
415系800番台
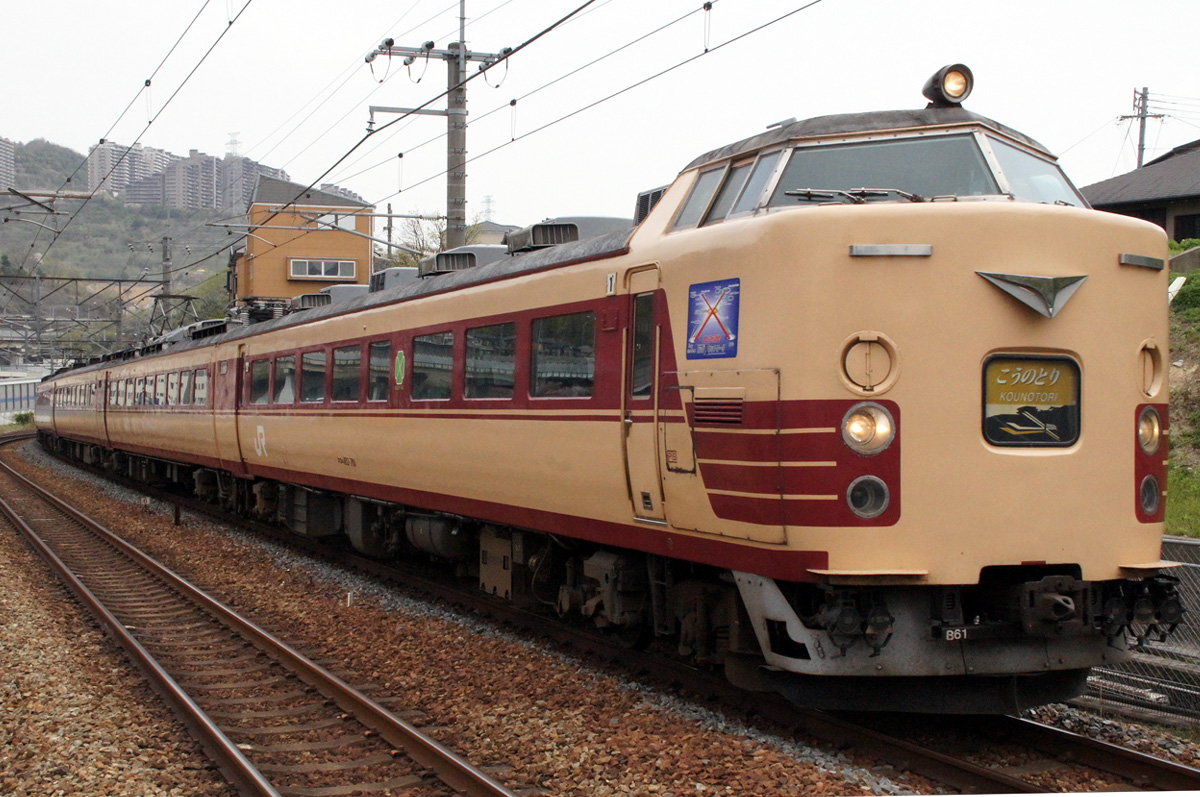
183系
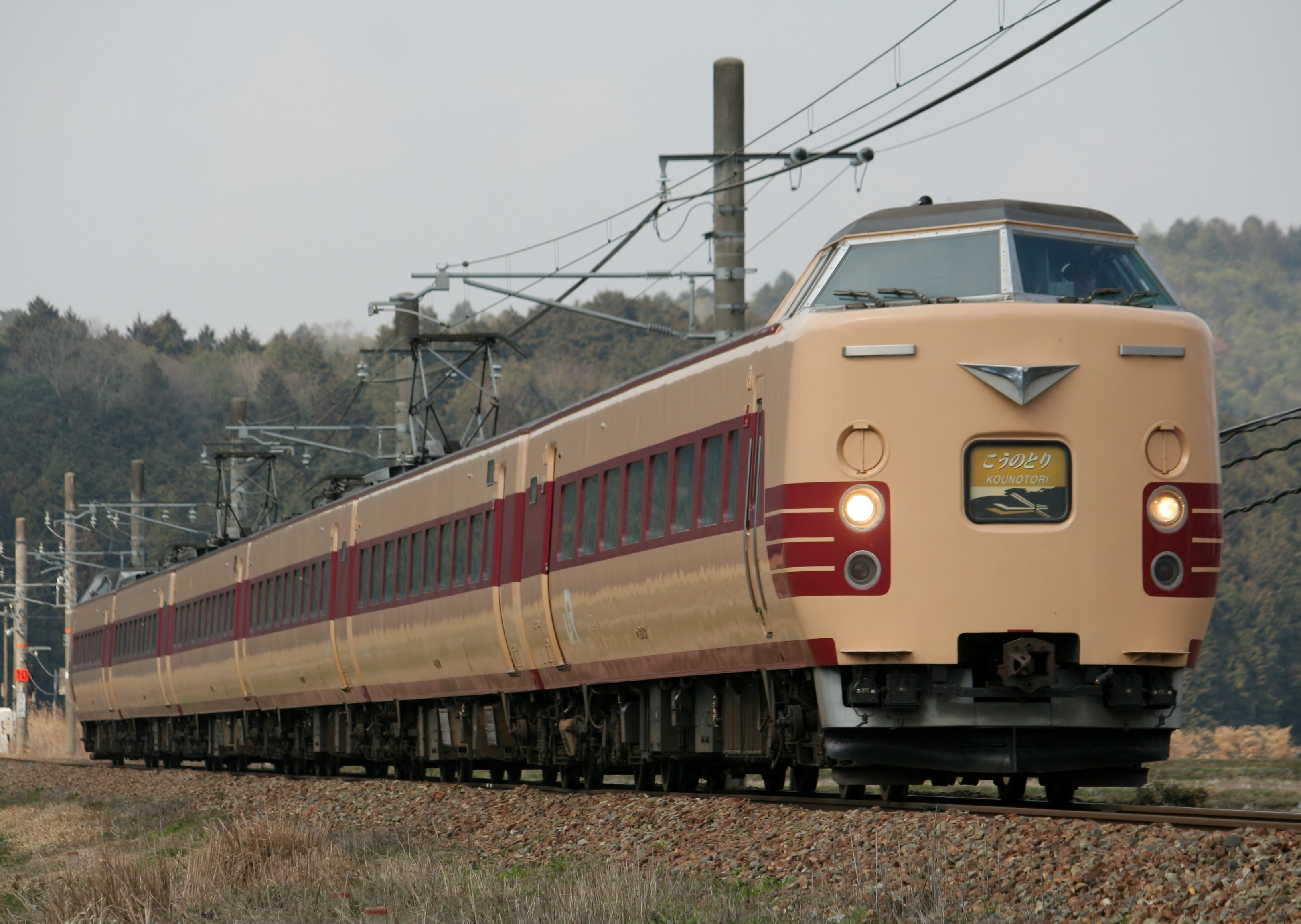
381系

#### 気動車
- キハ10系：無煙化の進行していた蒸気機関車 (SL) 混在期に普通列車として使用。
- キハ55系：1970年代後半よりキハ26形が一日に2往復存在した快速列車に充当された。1970年代初頭には急行「丹波」にも使用。
- キハ58系・キハ65形：特急「エーデル北近畿」「エーデル丹後」「エーデル鳥取」、急行「だいせん」「丹波」、普通列車など
- キハ47系：快速・普通（1979年より運行開始）
- キハ80系：特急「まつかぜ」「やくも」
- キハ181系：特急「まつかぜ」（1982年より運行開始）
- KTR8000形（北近畿タンゴ鉄道〈現・京都丹後鉄道〉）：1996年から1999年まで新大阪駅発着列車が「タンゴディスカバリー」と名乗っていた。また、2005年6月19日 - 2007年3月17日の間、KTR001形気動車の代替で「タンゴエクスプローラー」に使用されていた。
- KTR001形（北近畿タンゴ鉄道〈現・京都丹後鉄道〉）：特急「タンゴエクスプローラー」

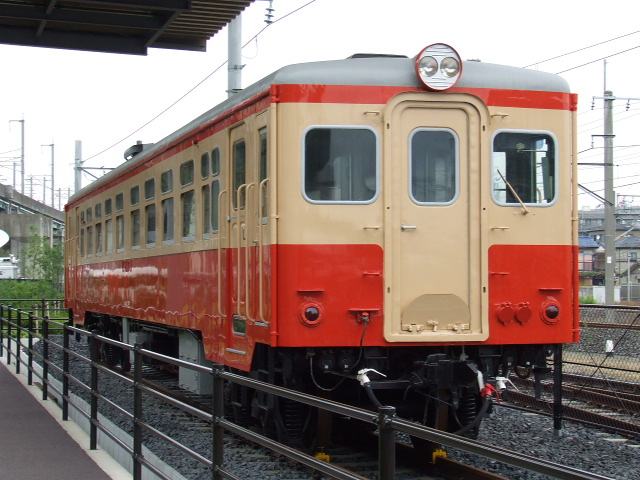
キハ10形
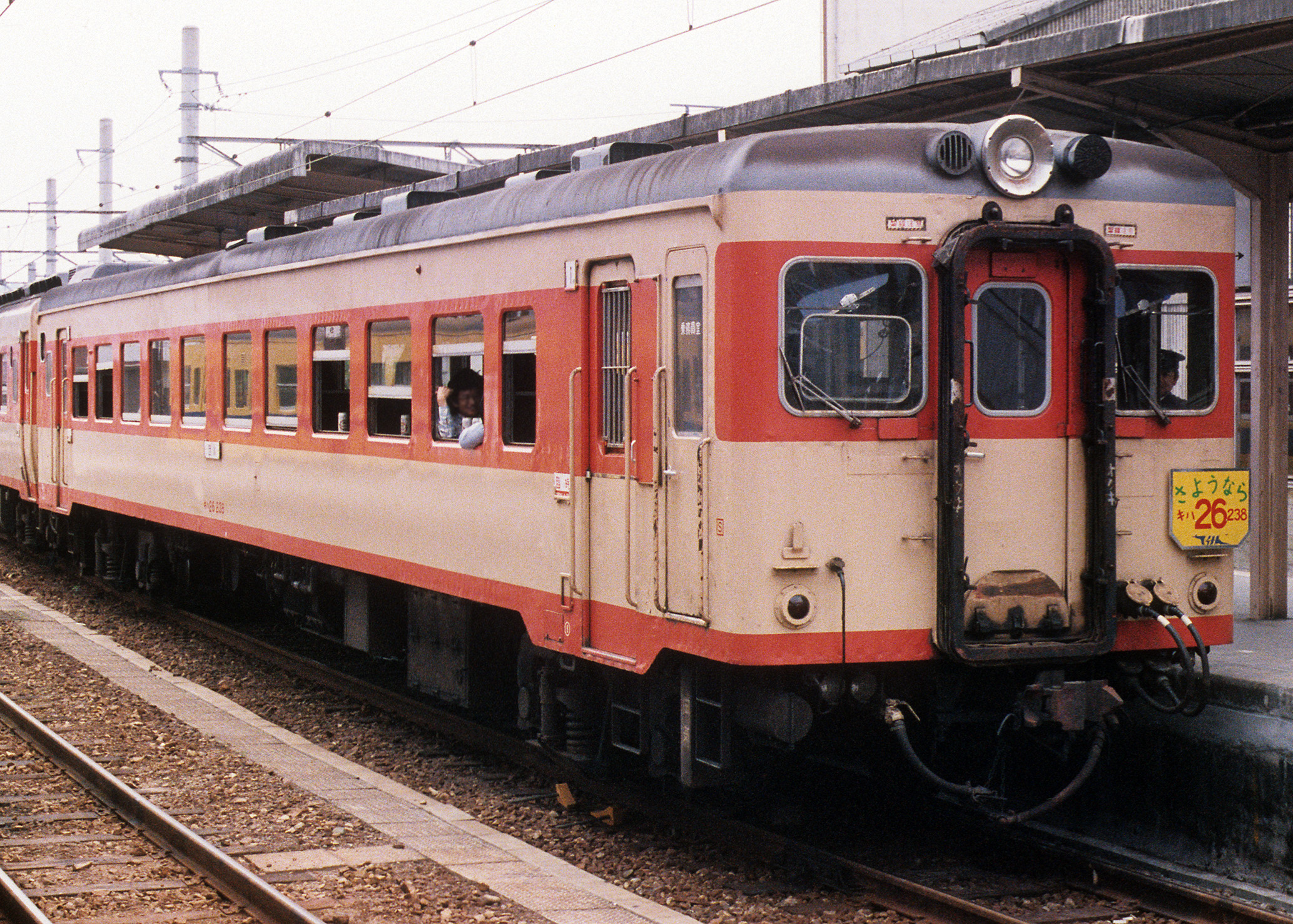
キハ55系キハ26形
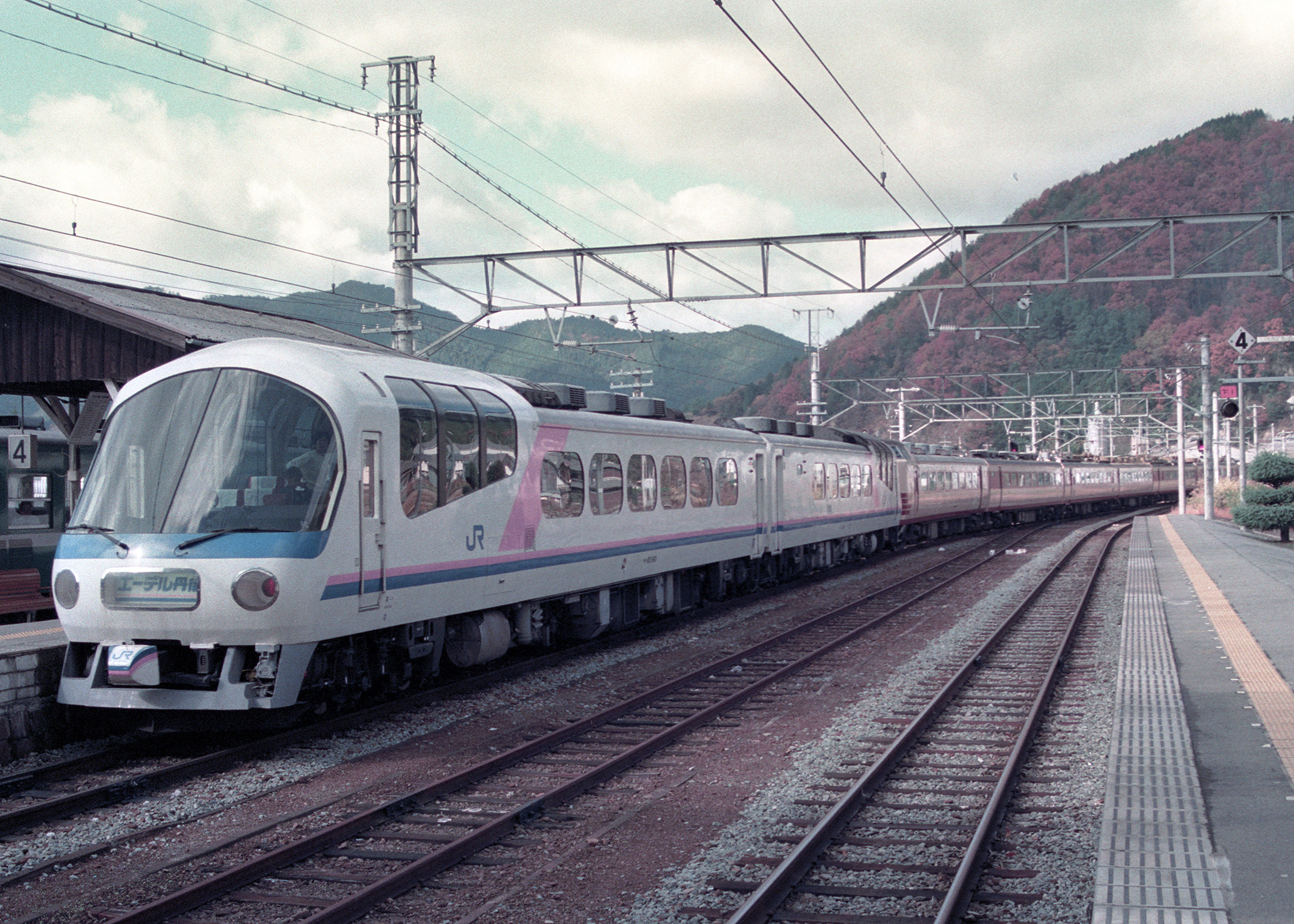
キハ65形
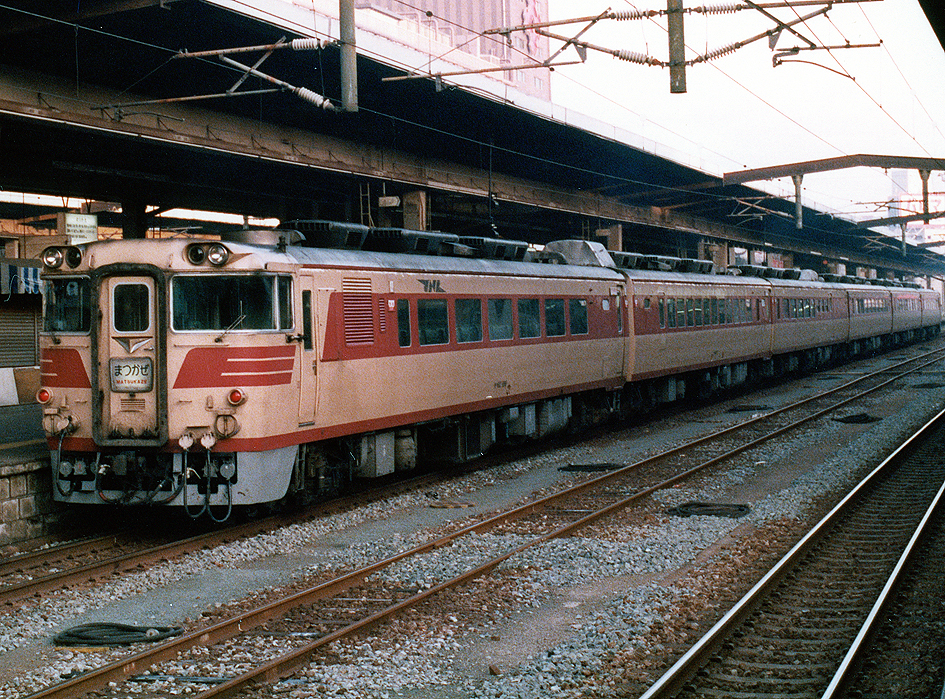
キハ80系
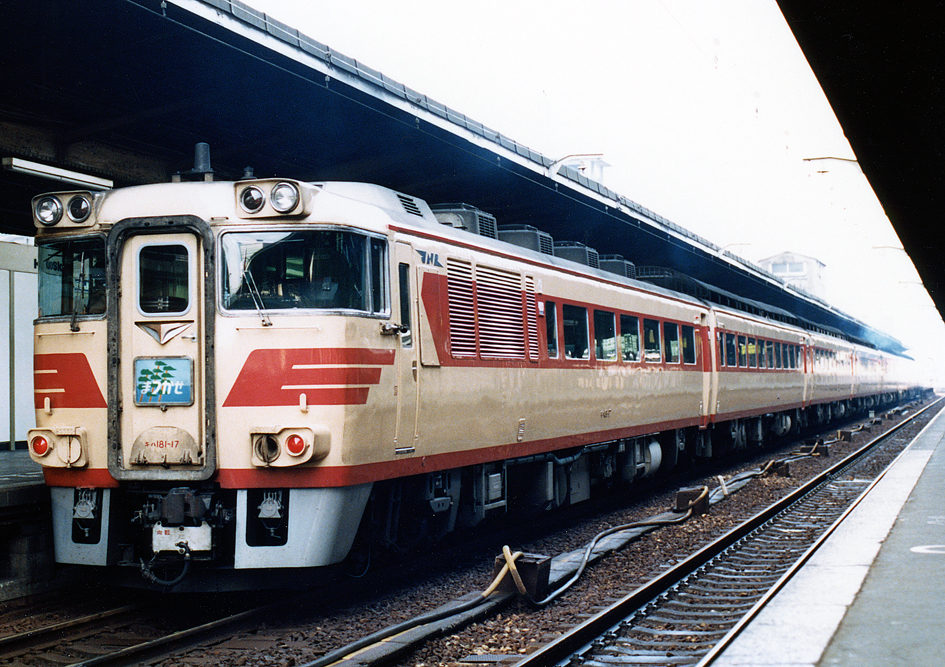
キハ181系
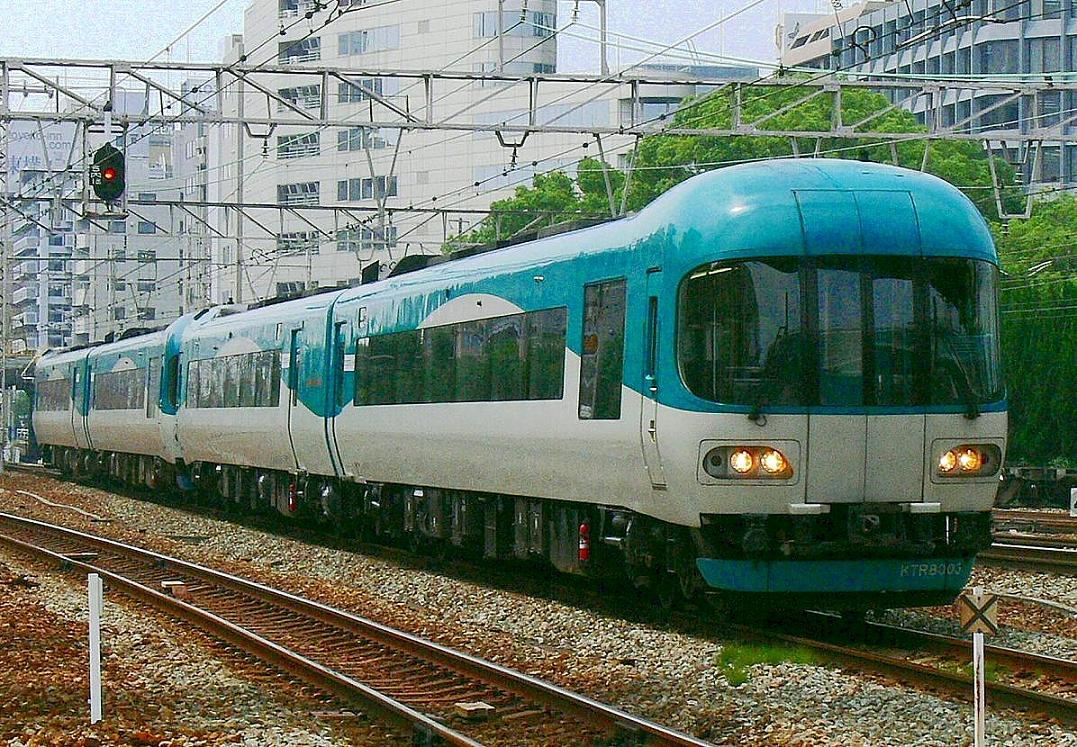
北近畿タンゴ鉄道KTR8000形
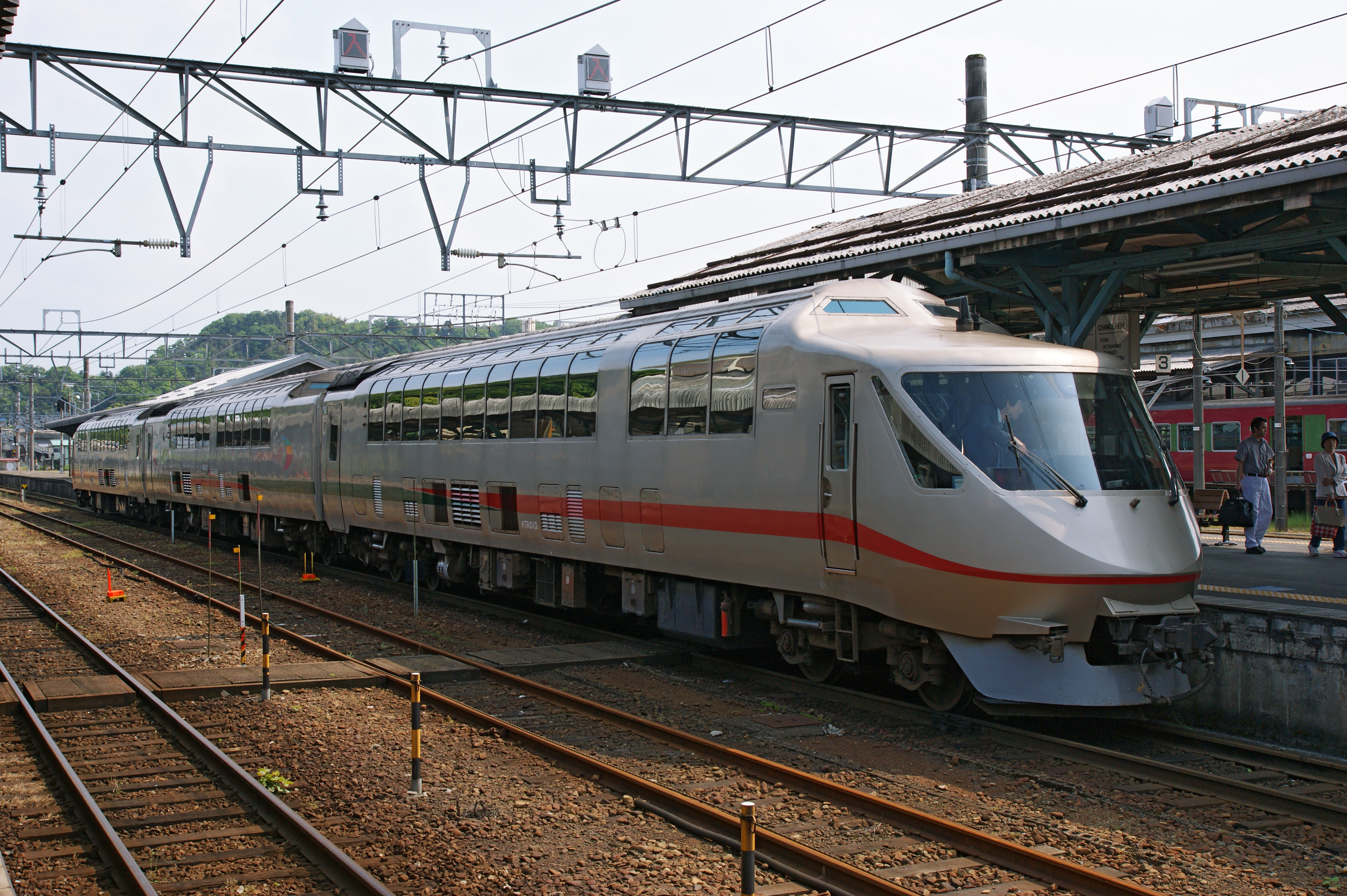
北近畿タンゴ鉄道KTR001形

#### 客車
- 12系：急行「だいせん」・普通列車
- 14系：急行「だいせん」
- 20系：急行「だいせん」
- オハ35系：普通列車
- スハ43系：急行「出雲」「おき」「だいせん」・普通列車
- 60系：普通列車
- 10系：急行「出雲」「おき」「だいせん」・普通列車
- 50系：普通列車

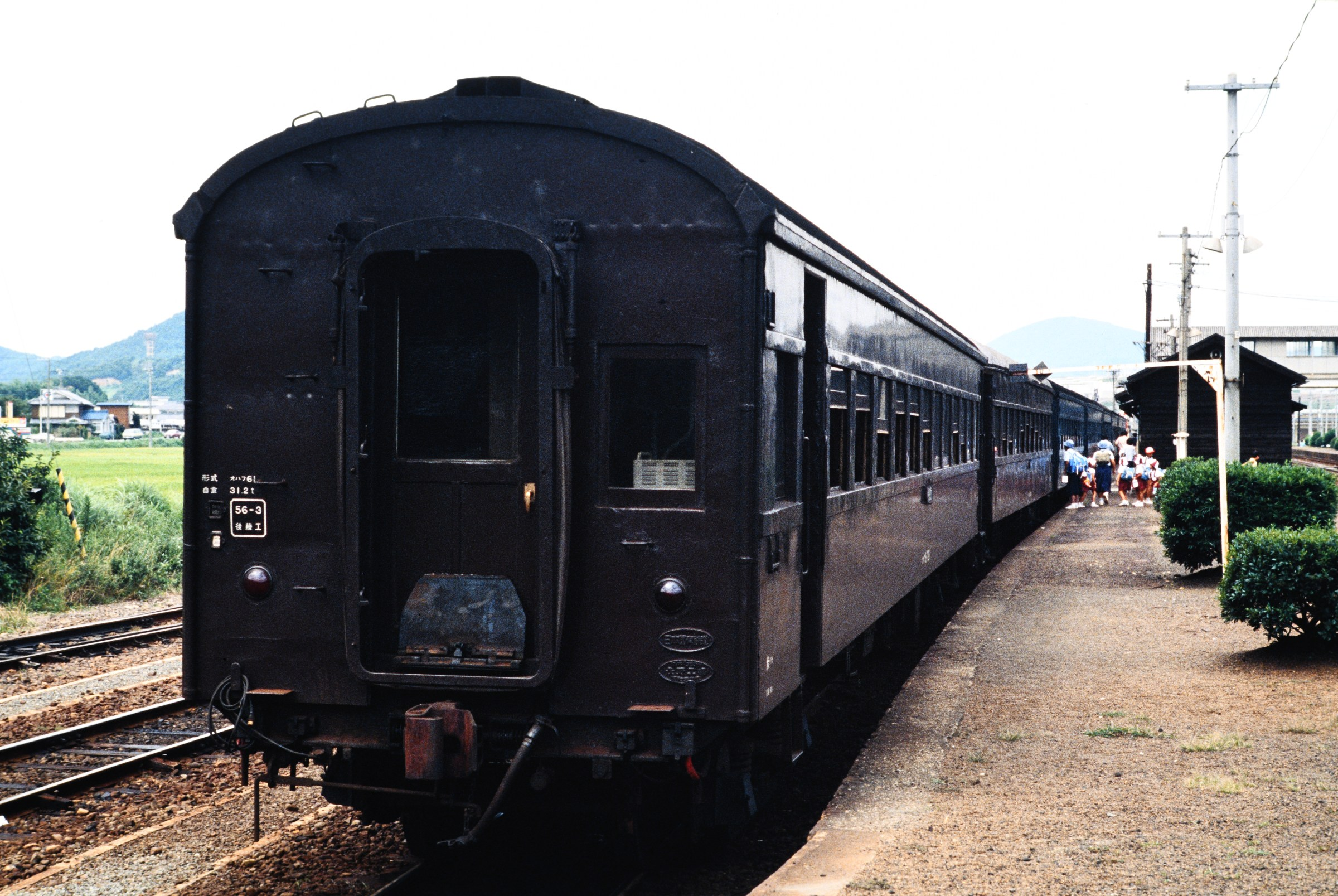
60系客車

#### 機関車
- 国鉄DF50形ディーゼル機関車：1957年から1977年まで使用された。当初はスルザー型（DF50 1〜）を使用、のちにMAN型（DF50 501〜）に統一された。
- 国鉄DD54形ディーゼル機関車：福知山線では1966年から1977年まで使用された。ただし、DD54自体は1978年まで使用された。
- 国鉄DD51形ディーゼル機関車：1973年以降、非電化時代から電化後まで、福知山線の客車列車・貨物列車を牽引した。急行「だいせん」の牽引からは1999年10月2日を最後に撤退したが、その後は2005年12月まで寝台特急「出雲」の迂回運転を頻回に牽引、以降は臨時列車や工臨の牽引で入線する場合がある。
- 国鉄DD13形ディーゼル機関車：出力増強型(DD13111)の試験が三田で行われたことから、同機関車とは繋がりが深い。主に尼崎口の貨物牽引や、1981年まで尼崎港線の客車列車を牽引した。この形式による客車牽引例は少なく、近隣では和田岬線などに見られるのみである。
- 国鉄DE10形ディーゼル機関車：尼崎港線のDD13形検査時などにDE10形による牽引があり、同系のDE15形ラッセル車の除雪列車が設定されていた。民営化後には、宝塚駅北方の大阪砕石からの砕石列車（惣川工臨）牽引に利用されていた。また近年の旅客車牽引実績としては、丹波市で恐竜（丹波竜）の化石が発掘されたことに伴い、2009年に運転された団体臨時列車「恐竜列車ちーたん号」において、14系客車の「リゾート&シュプール」をDD51とのプッシュプル運転で牽引した。現在でも工事列車などで臨時に入線する場合がある。

また無煙化以前には
- 国鉄8800形蒸気機関車
- 国鉄C50形蒸気機関車
- 国鉄C54形蒸気機関車
- 国鉄C55形蒸気機関車
- 国鉄C57形蒸気機関車
- 国鉄D51形蒸気機関車
- 国鉄C11形蒸気機関車

といった蒸気機関車が使用された。

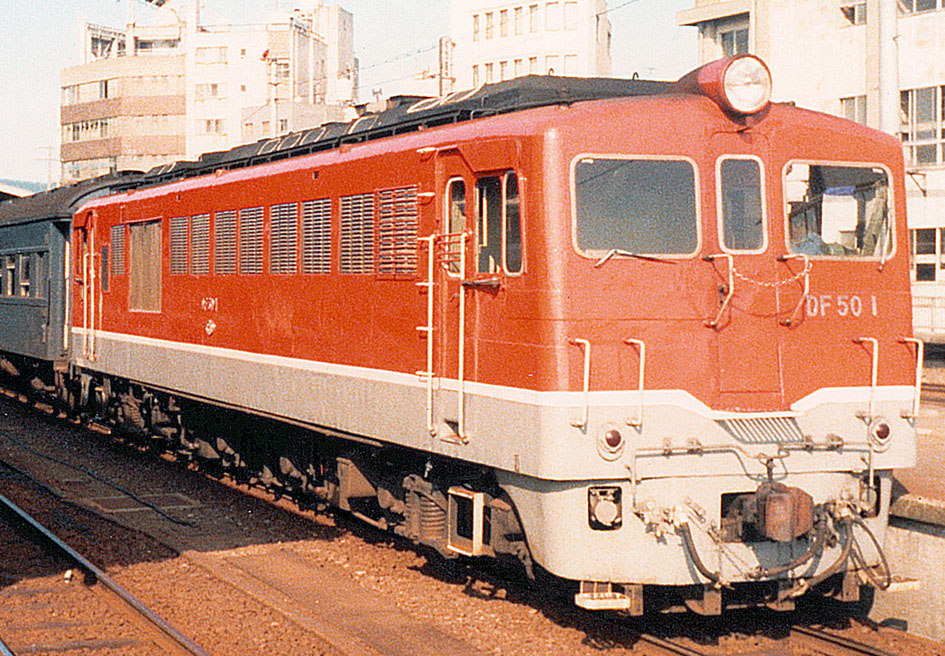
DF50
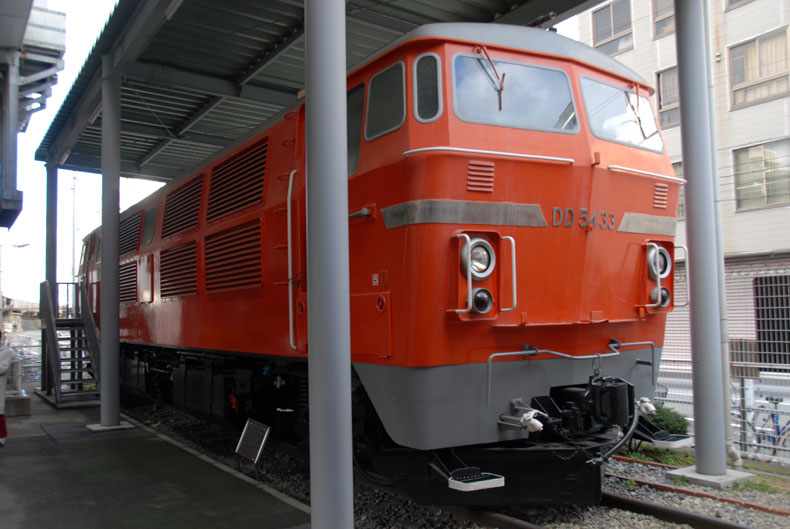
DD54
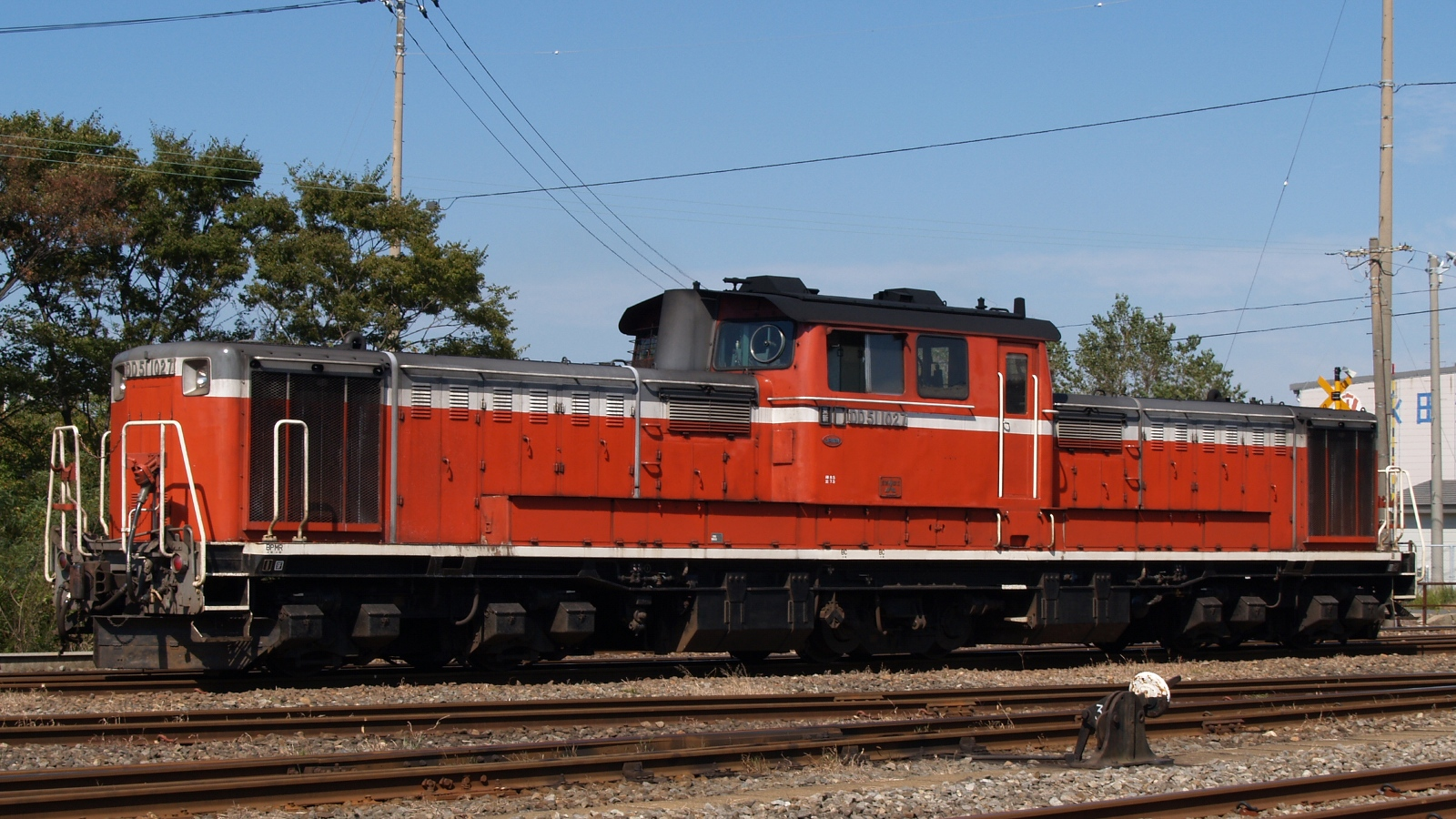
DD51
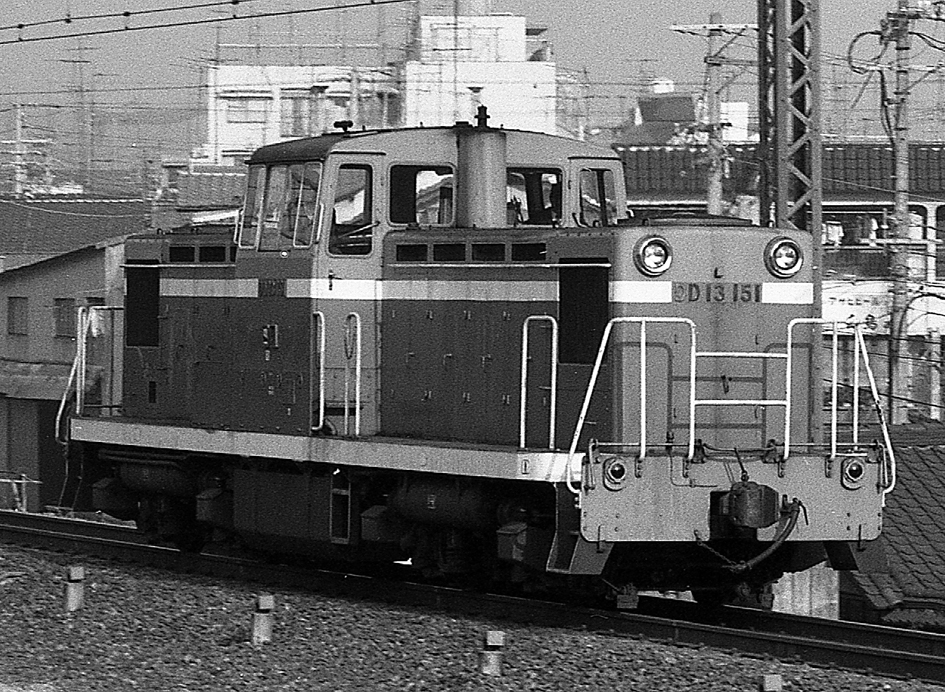
DD13
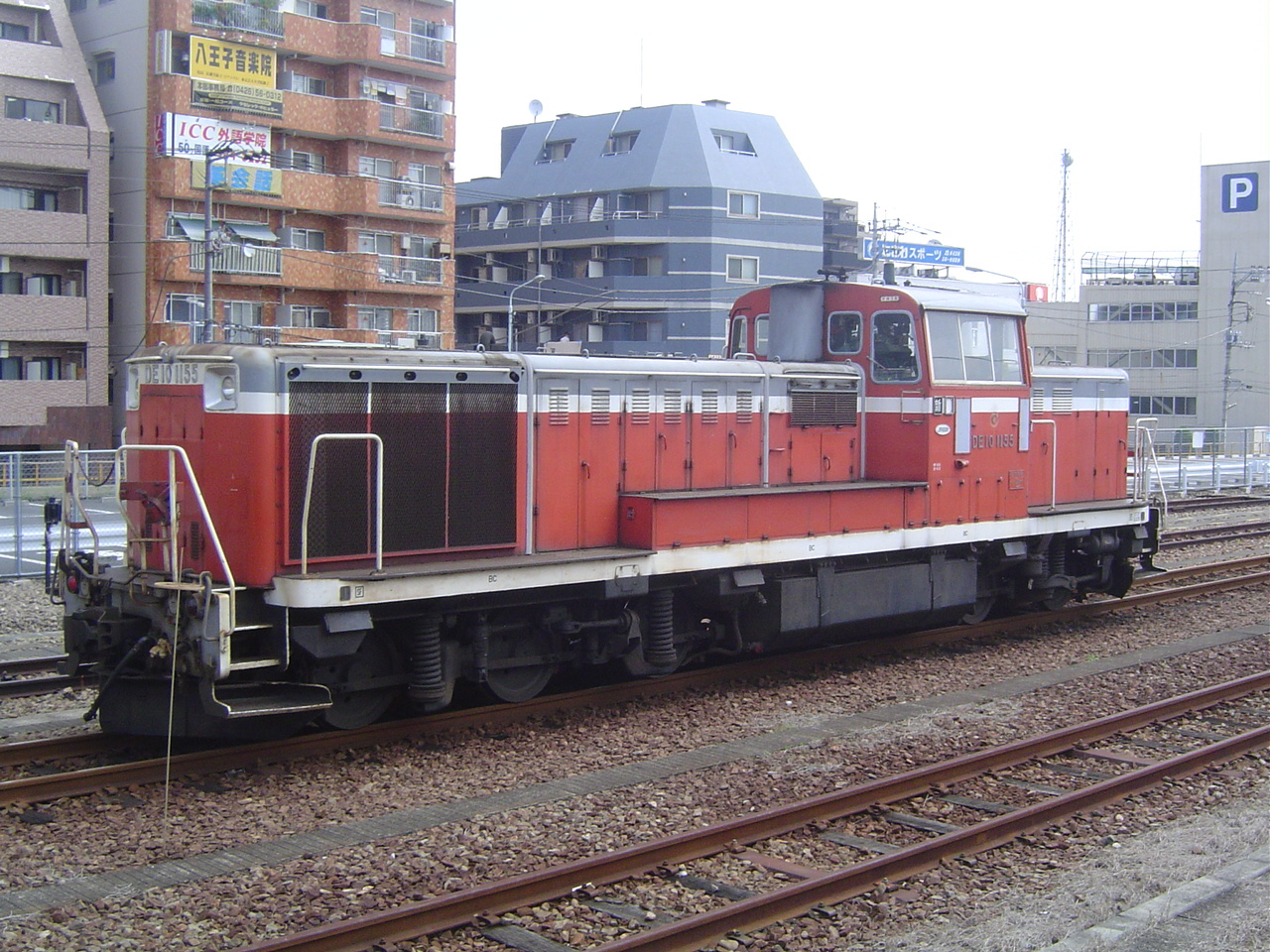
DE10
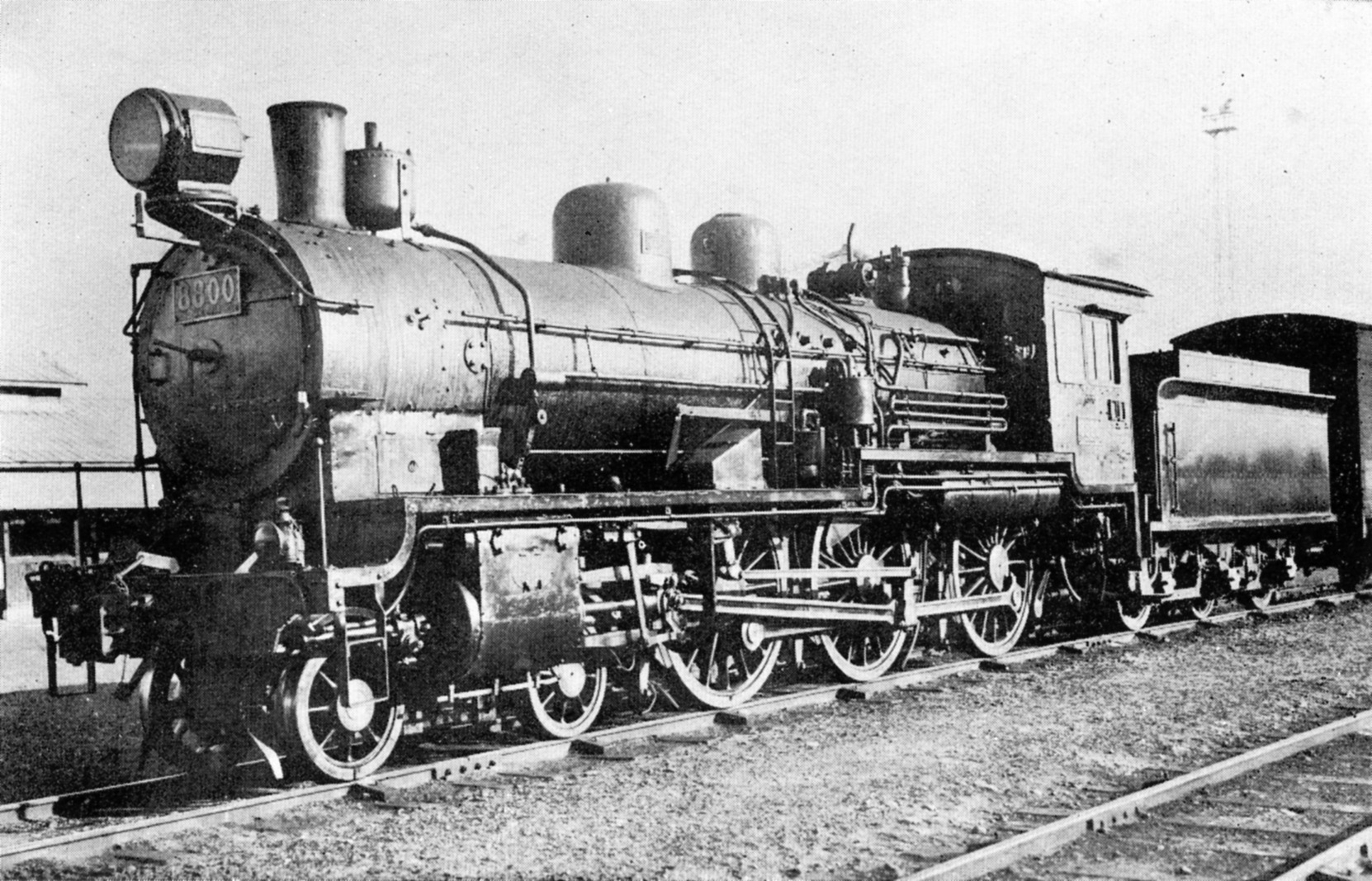
8800
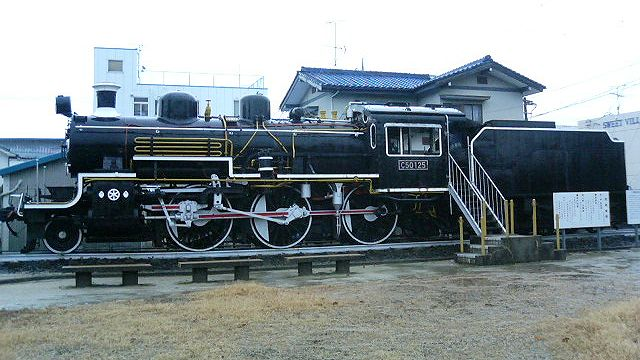
C50
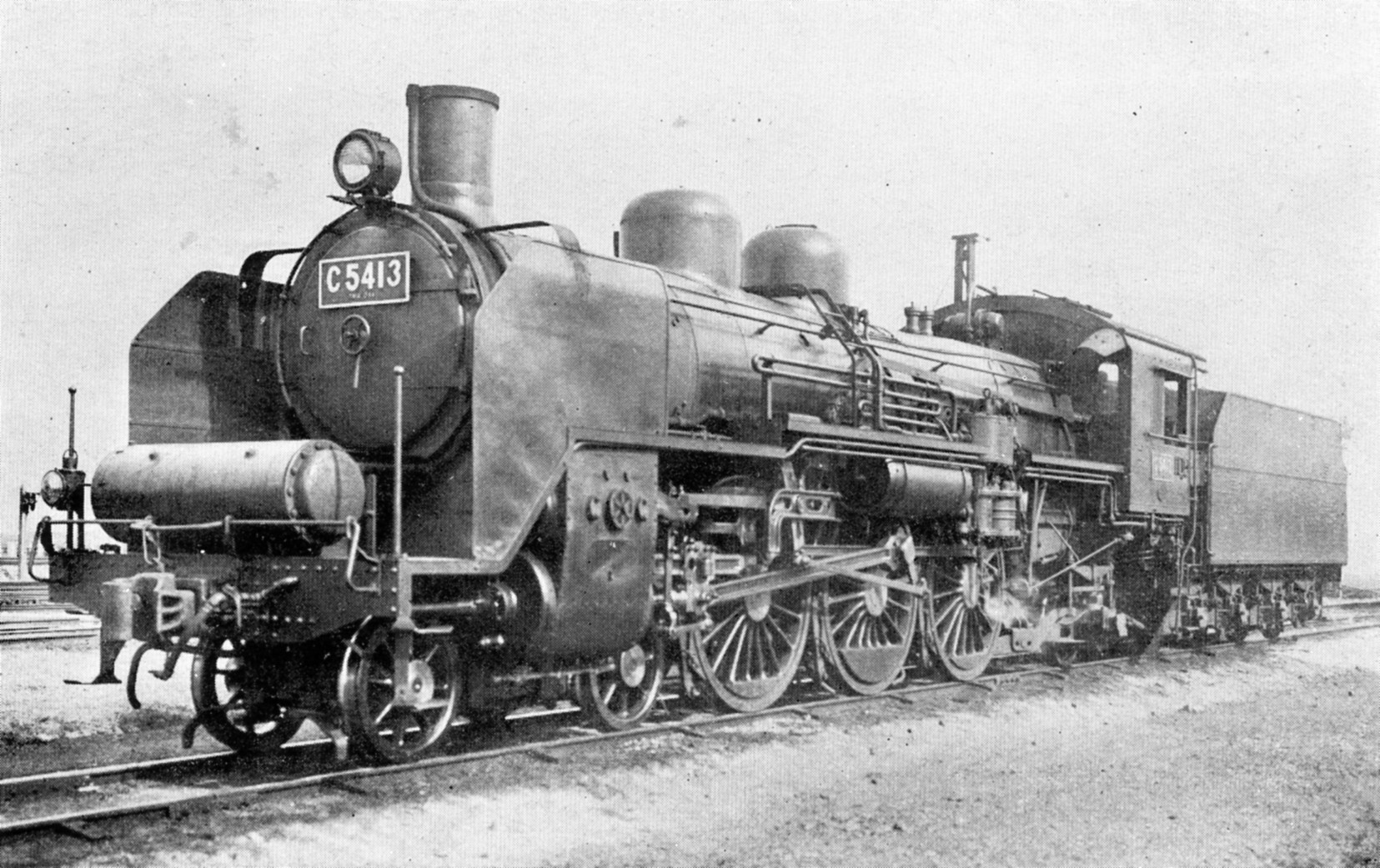
C54
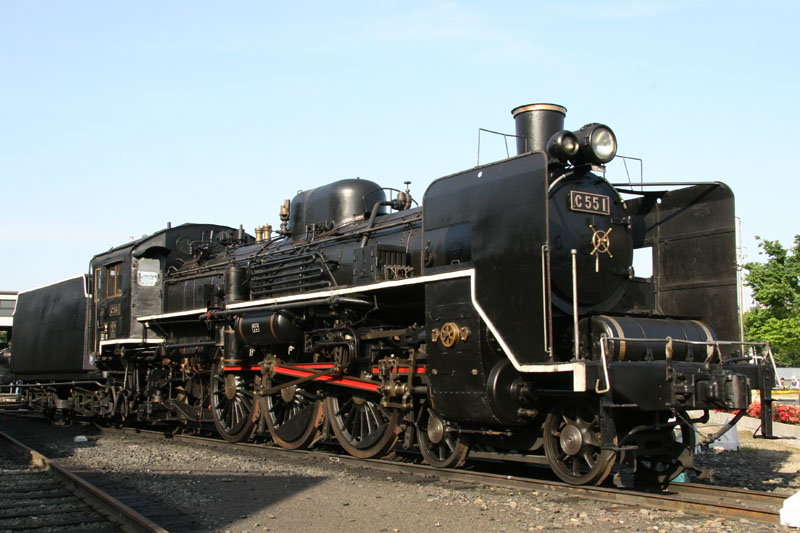
C55
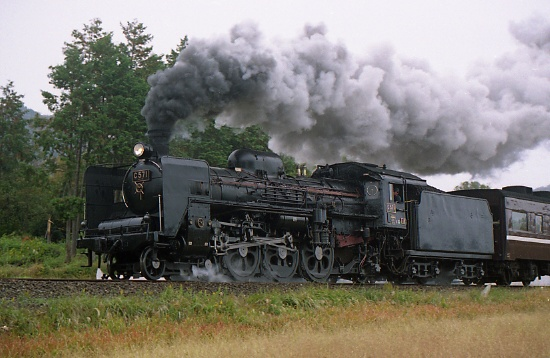
C57
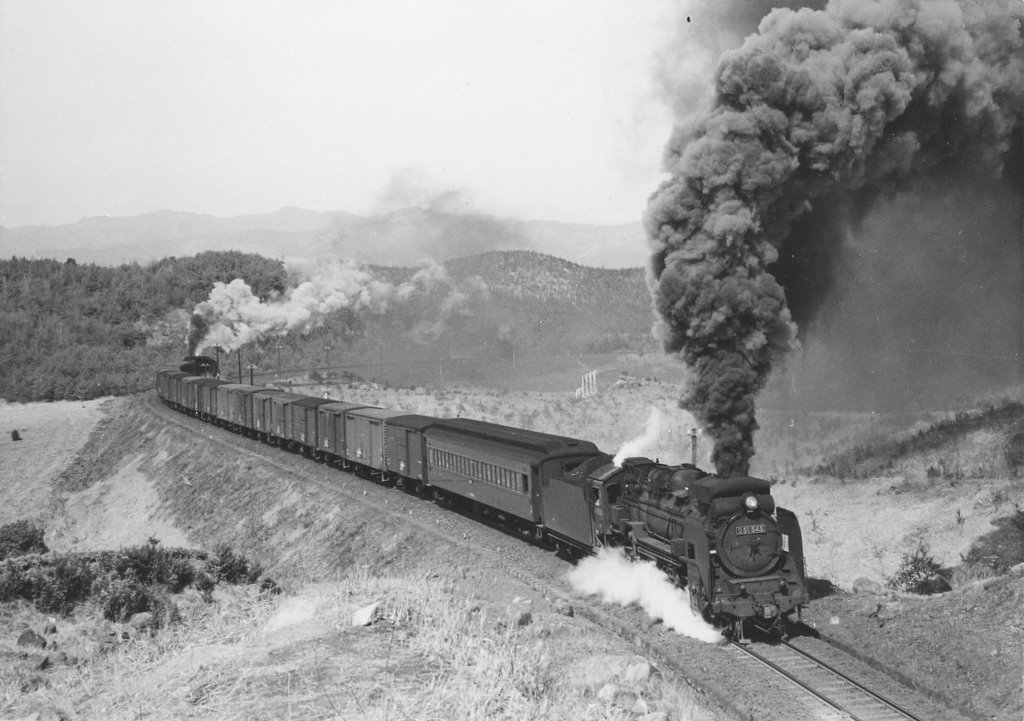
D51（肥薩線）
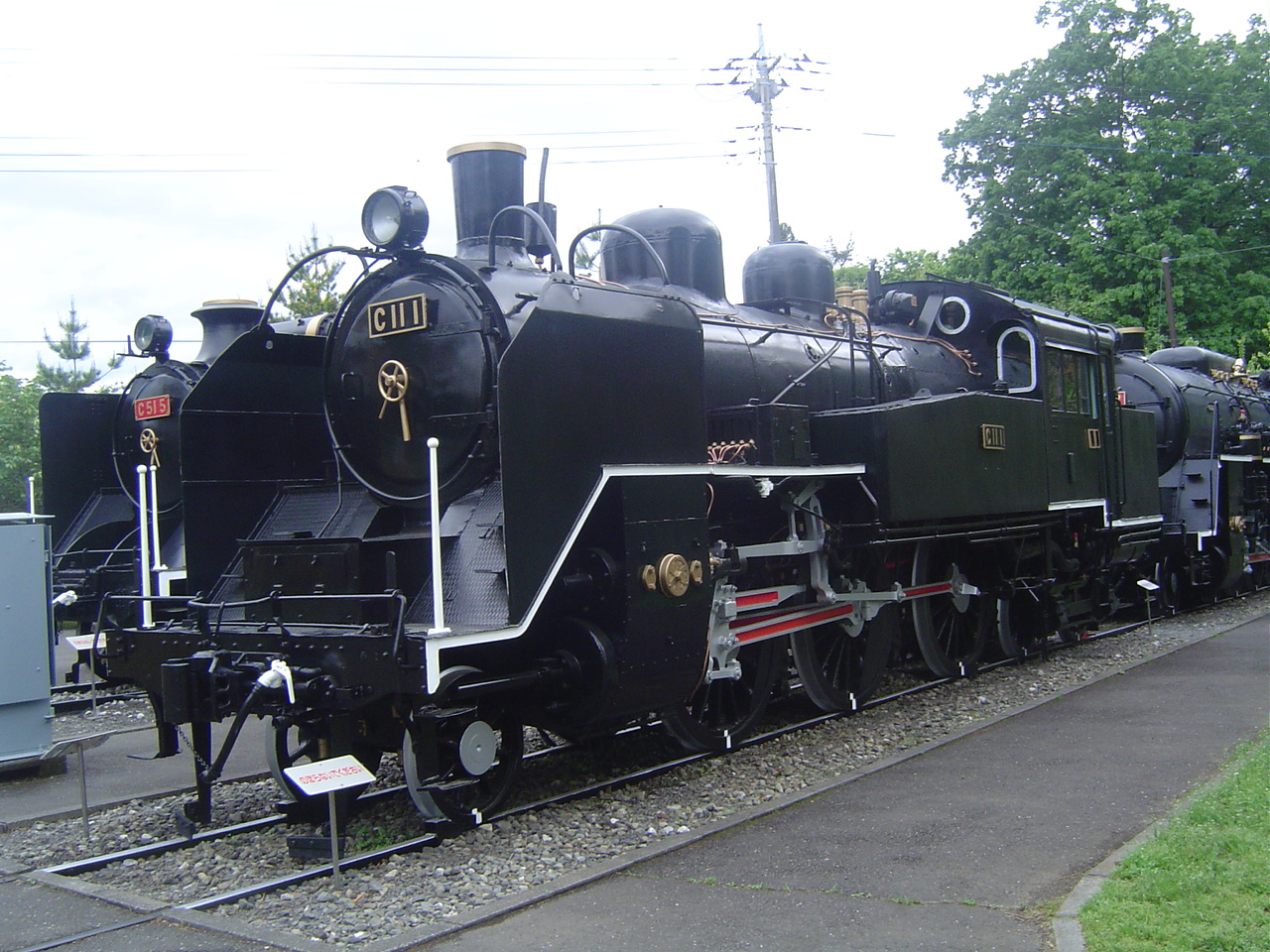
C11

### 計画のみに終わった車両
- 475・457系電車：国鉄時代末期、主に九州地区からの転用で賄う予定だった。

## 輸送改善

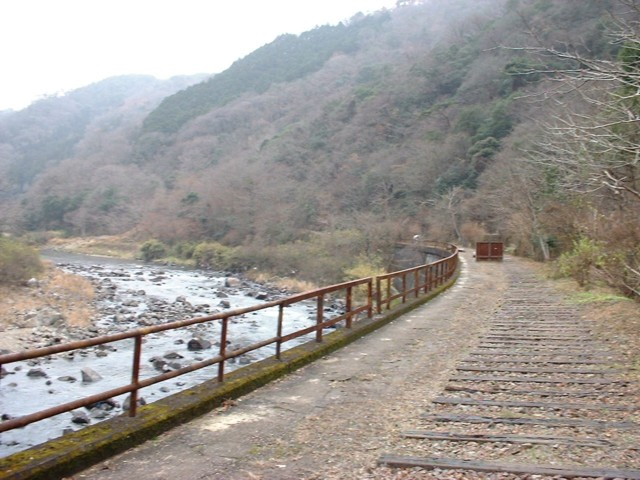
武庫川中流、武田尾付近には旧線跡が残る。

1970年から兵庫県三田市と神戸市北部に位置している神戸三田国際公園都市・北摂三田ニュータウンの開発が始まり、ニュータウンへの入居が始まった1981年頃から三田市の人口が増加した。特に1987年から1996年まで、人口の実質増加率は10年連続で日本一を記録した。
福知山線では輸送力増強のため、非電化区間であった宝塚駅 - 福知山駅間の電化による全区間電車運転と一部区間の複線化の実施が決定した。しかし当時は、生瀬駅 - 三田駅間の山間部においては武庫川渓谷に沿って敷設されており、複線化が困難であったため、生瀬駅 - 道場駅間はトンネルを経由する複線の新線を建設して、約1.8 km短縮する計画が立案された。
これは、1972年6月、福知山線沿線9市（大阪市・尼崎市・伊丹市・川西市・池田市・宝塚市・西宮市・神戸市・三田市）による「国鉄福知山線複線・電化促進期成同盟会」からの要望を受けて、宝塚 - 三田間の輸送力増強計画を審議する「研究会」が、兵庫県・宝塚市・西宮市・神戸市・三田市および国鉄の六者によって発足した。この研究会は1973年にかけて、(1)現在線の腹付線増による複線電化は、武庫川河谷の地形条件（特に生瀬 - 武田尾）からして困難であること、(2)名塩 - 山口ルートは、別線建設が可能であること、(3)ニュータウン（北摂ニュータウン・北神ニュータウン）への鉄道乗り入れが考慮されるべきこと、の3つの条件をもとに、(A)生瀬 - 名塩 - 道場 - 三田 - 広野、(B)生瀬 - 名塩 - （東久保） - 山口 - 三田 - 広野、(C)生瀬 - 名塩 - （東久保） - 山口 - （北摂ニュータウン・北神ニュータウン） - 広野の3案が出された。採算を重視する国鉄は、東久保における険坂があるにせよ、電化すれば運行への影響は少なく、山口・名塩の集落・ニュータウンに加えて北摂ニュータウン・北神ニュータウンを経由する(C)案を望んでいたが、武田尾駅の廃止を憂う宝塚市と、市の玄関口の衰退を案じる三田市によって、反対運動が起きた。2年あまりに及ぶ紆余曲折を経て、西宮市の山口地域を犠牲にすれば、他の名塩・武田尾・三田のいずれも経由する生瀬 - 名塩 - 武田尾 - 道場 - 三田 - 広野が最終案となった。国鉄は採算重視よりも関係市域での意見調整を重視する立場から、路線決定は兵庫県に任せるという態度をとっており、福知山線の新線切り替えは兵庫県による最終案に沿う形となった。
まず、1986年8月1日より新線切り替えと宝塚駅 - 三田駅間の複線化が行われた。次いで同年10月15日より三田駅 - 新三田駅（この時点では開業前）が複線化された。翌11月1日に行われた国鉄最後のダイヤ改正（1986年11月1日国鉄ダイヤ改正）から全面的に電車で営業を開始した。同時に、生瀬駅 - 武田尾駅間には西宮名塩ニュータウンの開発に併せて西宮名塩駅が、三田駅 - 広野駅間にはウッディタウンの玄関口として新三田駅が開業し、特急「北近畿」の運転開始に加え、113系2両編成を主体として普通が日中時間帯で1時間当たり3本（大阪駅 - 福知山駅間1本、大阪駅 - 新三田駅間2本）に増発された。国鉄分割民営化後の1989年より快速が運転を開始した（快速の区間は現在と同じく、大阪駅 - 三田駅間のみ）。この時点で日中は特急0 - 1本、快速2本、普通4本の現在とほぼ変わらないダイヤになった。
1997年には新三田駅 - 篠山口駅間の複線化が完成し、JR東西線が開業したことにより、同線経由で学研都市線との直通運転が開始された。
なお、生瀬駅北西から武田尾駅北東にかけての廃線敷は、地面に半ば埋まった枕木が残り、2016年11月から渓谷沿いのハイキングコースとして一般開放されている（「旧国鉄福知山線廃線跡」も参照）。

## 利用状況
2019年度1日平均の乗車人員は、宝塚駅が約2万9千人と福知山線で最も利用者が多く、次いで伊丹駅が約2万5千人、川西池田駅が約1万9千人である。ただし三田市内から利用する場合の中心となる駅は三田駅・新三田駅に二分されていることから、両駅を足せば約3万2千人となり、福知山線で最も利用者が多くなる。アーバンネットワーク内でも新三田駅以北では利用者数が少なくなり、7駅合計で約1万人に留まる。JR西日本発足時に1日の運転本数が100本足らずだった福知山線は、JR東西線開業以降は1日360本を超えるダイヤの都市近郊路線へと変化していった。
大阪駅・北新地駅 - 宝塚駅間の利用は特定区間運賃が適用されるが、2025年3月までは電車特定区間に含まれていなかったため、これ以外の区間と跨って利用すると幹線運賃が適用され、運賃が高くなっていた。

### 篠山口駅以北の複線化と現状
丹波市は、篠山口駅 - 福知山駅間の単線区間の複線化をJR西日本に要望している。また丹波市は団体利用への運賃補助を行い、兵庫県も特急列車の料金補助を行う社会実験を実施していた。そして兵庫県は「乗って 近づく 複線化」などと呼びかけている。だが、2003年度の1日の乗車人員はこの区間の丹波大山駅から丹波竹田駅までの8駅を合わせても約3,600人であり、篠山口駅以北では少子化に伴う通学利用の減少やモータリーゼーションの浸透もあって減少傾向にある。

### 平均通過人員
各年度の平均通過人員（人/日）は以下のとおりである。
| 年度                   | 平均通過人員（人/日） | 平均通過人員（人/日） | 平均通過人員（人/日） | 平均通過人員（人/日） | 出典   |
| 年度                   | 全線                  | 尼崎 - 新三田         | 新三田 - 篠山口       | 篠山口 - 福知山       | 出典   |
| ---------------------- | --------------------- | --------------------- | --------------------- | --------------------- | ------ |
| 2013年度（平成25年度） | 40,533                | 101,946               | 15,221                | 4,733                 | [ 63 ] |
| 2014年度（平成26年度） | 39,776                | 100,222               | 14,770                | 4,583                 | [ 64 ] |
| 2015年度（平成27年度） | 39,892                | 100,731               | 14,610                | 4,519                 | [ 65 ] |
| 2016年度（平成28年度） | 39,639                | 100,226               | 14,366                | 4,457                 | [ 66 ] |
| 2017年度（平成29年度） | 39,638                | 100,394               | 14,191                | 4,404                 | [ 67 ] |
| 2018年度（平成30年度） | 38,938                | 98,886                | 13,672                | 4,243                 | [ 68 ] |
| 2019年度（令和元年度） | 38,099                | 96,978                | 13,065                | 4,120                 | [ 69 ] |
| 2020年度（令和02年度） | 28,197                | 72,700                | 8,866                 | 2,697                 | [ 70 ] |
| 2021年度（令和03年度） | 28,298                | 72,843                | 9,109                 | 2,702                 | [ 71 ] |
| 2022年度（令和04年度） | 30,654                | 77,926                | 10,330                | 3,474                 | [ 72 ] |
| 2023年度（令和05年度） | 31,541                | 79,910                | 10,890                | 3,665                 | [ 73 ] |

## 歴史

### 国有化以前
福知山線の発祥は、川辺馬車鉄道が1891年に開業させた尼ヶ崎駅（後の尼崎港駅） - 伊丹駅間の馬車鉄道である。後に摂津鉄道と改称して1893年に馬車鉄道を蒸気動力の軽便鉄道に改築し尼ヶ崎駅 - 池田駅（現在の川西池田駅）間を開業させた。当時の池田駅は呉服橋西詰付近にあった。
摂津鉄道の路線は、大阪から舞鶴までの鉄道を計画していた阪鶴鉄道に譲渡され、軌間1067 mmに改軌した上で宝塚駅まで開業。以後順次延伸されて、1899年には福知山南口駅（内田町付近）まで開通した。
1904年に軍部からの要請で、対ロシア戦略の軍用鉄道として舞鶴鎮守府までの開通を急がされた福知山駅 - 綾部駅 - 新舞鶴駅（現在の東舞鶴駅）間が官設で開通。阪鶴鉄道も現在の福知山駅（天田）まで延伸し、福知山駅 - 新舞鶴駅間の貸与を受けて、大阪と舞鶴を結ぶ鉄道が完成した。

### 国鉄時代

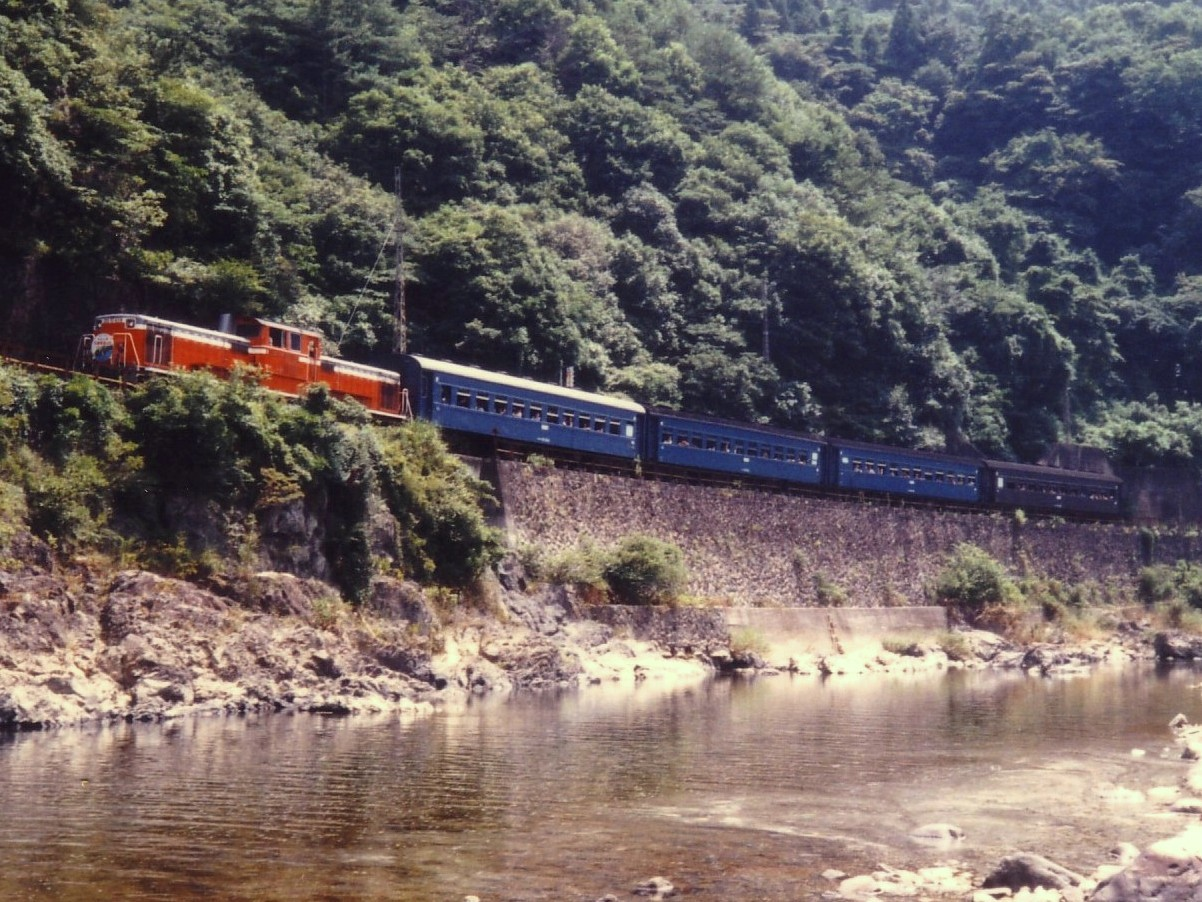
武田尾駅付近の旧線を行くDD51牽引の旧形客車。1986年7月31日撮影。

阪鶴鉄道は1907年に国有化され、官設区間と併せて阪鶴線と呼ばれていたが、山陰本線の京都駅 - 出雲今市駅（現在の出雲市駅）間が1912年に開通したのを機に、神崎駅（現在の尼崎駅） - 福知山駅間、塚口駅 - 尼ヶ崎駅間が福知山線と改称された。
大阪と山陰方面を結ぶ亜幹線とされ、かつてはC54形蒸気機関車やDD54形ディーゼル機関車が配属されていたほか、特急「まつかぜ」が福知山線経由で1961年から設定されていたが、1980年代前半までは腕木式信号機が現存していたほどで線路改良や電化などの近代化は中々行われなかった。特に1972年に新設された特急「はまかぜ」に至っては時間短縮を理由に播但線経由に変更されてしまうなど、亜幹線として機能しているとは言い難い状況であった。だが、1970年代後半からようやく設備面は近代化が進められ、1979年 - 1980年にかけて塚口駅 - 宝塚駅間が順次複線化され、翌1981年に尼崎駅 - 宝塚駅間の電化が完了したほか、列車集中制御装置 (CTC) も導入された。
一方、設備は近代化されたものの、普通列車は永らくDD54形やDD51形ディーゼル機関車牽引による旧形客車が使用され続けるなど、車両は依然として旧形車両が主力であった。そのため車両の冷房化も遅れ、競合相手である阪急とはサービス面で大きく見劣りしたことや、度重なる国鉄の運賃値上げによる運賃格差もあって太刀打ちできず、当線に登場した冷房付きの103系も当初の6両編成から後に4両編成に減車されたほどであった。なお、大阪駅発着の客車列車に関しては、乗客のデッキからの転落事故が発生したこともあり、1985年3月のダイヤ改正で冷房・自動扉を装備した12系客車に置き換えられて近代化された。また、神戸方面へも当時は神戸電鉄経由（当時は北神急行が開業していなかったので神戸電鉄有馬線の鈴蘭台駅・新開地駅経由）での所要時間とは大差なく、やはり本数は福知山線の方が相当少なかった。
このほか、国鉄末期に全線電化されるまでは、列車別改札を宝塚駅や伊丹駅など主要駅で行っていた。これは、大都市近郊の路線で比較的遅い時期まで列車別改札を行っていた例であり、宝塚駅では橋上駅舎化される前の駅舎内には乗客の待機用に多数のベンチが置かれていたほどであった（列車別改札廃止とともにベンチは撤去）。
福知山線にとって画期的な変化は、1986年の宝塚駅 - 新三田駅間の複線化、福知山駅までの全線電化の完成である。それまで山間部を武庫川渓谷に沿って走っていたため、複線化が困難であった生瀬駅 - 道場駅間をトンネルの連続する複線の新線に切り替え、新たに西宮名塩駅を設置し、三田駅 - 広野駅間には新興住宅地の玄関として新三田駅を設置した（「輸送改善」の節も参照）。そして国鉄最後のダイヤ改正である1986年11月1日から全面的に電車で営業を開始し、特急「北近畿」の運転が開始された。
一方、福知山線最初の開業区間でもあった塚口駅 - 尼崎港駅間の通称尼崎港線が、1981年に旅客営業を廃止した後、1984年に完全に廃止された。同線は1898年に東海道本線の尼崎駅への連絡線を設けて大阪方面との直通運転を開始後は、塚口駅 - 尼崎港駅間の貨物主体の盲腸線となっていた。晩年の旅客列車の本数は1日2往復で混合列車であった。
民営化以降は下記の年表を参照。

### 年表

#### 国有化以前
- 1891年（明治24年）
  - 7月24日：川辺馬車鉄道 大物駅 - 長洲駅間が仮開通。馬車鉄道。大物駅・長洲駅が開業。
  - 7月中：川辺馬車鉄道 尼ヶ崎駅 - 長洲駅間が本格開業。尼ヶ崎駅（後の尼崎港駅）が開業。
  - 9月6日：川辺馬車鉄道 長洲駅 - 伊丹駅間が開業。塚口駅・伊丹南口駅・伊丹駅が開業。
- 1892年（明治25年）6月：川辺馬車鉄道が摂津鉄道への改称を出願。
- 1893年（明治26年）12月12日：尼ヶ崎駅 - 伊丹駅間が改軌、伊丹駅 - 池田駅間が延伸され、尼ヶ崎駅 - 池田駅間（8M35C≒13.58 km）が軌間762 mmの軽便鉄道として開業。尼ヶ崎駅・長洲駅・伊丹駅が再開業。池田駅（現在の川西池田駅）が開業。
  - 馬車鉄道時代は東海道線と平面交差していたが、改築後は貨車のみ横断が許され、旅客は長洲駅で乗り継ぐことになった。
- 1894年（明治27年）3月6日：大物駅・塚口駅・伊丹南口駅が再開業。
- 1897年（明治30年）
  - 2月16日：摂津鉄道が全線を阪鶴鉄道に譲渡。
  - 12月27日：池田駅 - 宝塚駅間（4M50C≒7.44 km）が軌間1067 mmで延伸開業。中山駅（現在の中山寺駅）・宝塚駅が開業。池田駅が新線分岐点付近に移転。
  - 12月28日：長洲駅 - 池田駅間の軌間が1067 mmに改軌され、改キロにより同区間で43C≒0.87 km短縮。伊丹南口駅が廃止。
- 1898年（明治31年）6月8日：宝塚駅 - 有馬口駅間（1M11C≒1.83 km）、神崎駅 - 塚口駅間（1M38C≒2.37 km）が延伸開業。有馬口駅（後の生瀬駅）が開業。官設鉄道神崎駅（現在の尼崎駅）に乗り入れ。長洲駅 - 塚口駅間（1M19C≒1.99 km）が廃止され、尼ヶ崎駅 - 長洲駅間は孤立区間になった。
- 1899年（明治32年）
  - 1月25日：有馬口駅 - 三田駅間（9M68C≒15.85 km）が延伸開業。武田尾駅・道場駅・三田駅が開業。
  - 3月25日：三田駅 - 篠山駅間（15M29C≒24.72 km）が延伸開業。有馬口駅が生瀬駅に改称。広野駅・相野駅・藍本駅・古市駅・篠山駅（現在の篠山口駅）が開業。
  - 4月10日：改キロ、全線で2C≒0.04 km延長。
  - 5月25日：篠山駅 - 柏原駅間（13M34C≒21.61 km）が延伸開業。大山駅（後の丹波大山駅）・下滝駅・谷川駅・柏原駅が開業。
  - 7月15日：柏原駅 - 福知山南口駅間（15M68C≒25.51 km）が延伸開業。石生駅・黒井駅・市島駅・竹田駅（後の丹波竹田駅）・福知山南口駅（のちの福知駅）が開業。
- 1900年（明治33年）度：尼ヶ崎駅 - 長洲駅間（1M58C≒2.78 km）が休止。
- 1901年（明治34年）4月1日：池田駅が中山寄りに移転。
- 1902年（明治35年）11月12日：マイル・チェーン表記からマイル表記に簡略化（神崎駅 - 福知山南口駅間 66M55C→66.7M）。
- 1903年（明治36年）
  - 4月30日：池田駅 - 中山駅間に花畑仮停車場が開業。
  - 8月1日：花畑仮停車場が廃止。
  - 11月1日：福知山南口駅が福知駅に改称。
- 1904年（明治37年）11月3日：福知駅 - 福知山駅間（0.7M≒1.13 km）が延伸開業し、官設鉄道福知山駅に乗り入れ。同日開業した官設鉄道 福知山駅 - 綾部駅 - 新舞鶴駅（現在の東舞鶴駅）間を阪鶴鉄道が借り入れ。
- 1905年（明治38年）7月13日：貨物支線 塚口駅 - 長洲駅間（1.2M≒1.93 km）が再開業し、長洲駅 - 尼ヶ崎駅間（1.7M≒2.76 km）が軌間1067 mmに改軌の上、東海道線と立体交差化され営業再開。尼ヶ崎駅が営業再開。大物駅・長洲駅が廃止。

#### 国鉄時代
- 1907年（明治40年）
  - 8月1日：阪鶴鉄道が国有化。
  - 11月1日：神崎駅 - 福知山駅間の改キロにより0.4M≒0.64 km短縮。
- 1909年（明治42年）
  - 10月1日：福知駅が廃止。
  - 10月12日：国有鉄道線路名称制定により、神崎駅 - 福知山駅 - 新舞鶴駅（現在の東舞鶴駅）間、塚口駅 - 尼ヶ崎駅間などを阪鶴線と命名。
- 1911年（明治44年）
  - 9月6日：塚口駅 - 尼ヶ崎駅間の旅客営業再開。神崎乗降場が開業。
  - 11月1日：竹田駅が丹波竹田駅に改称。
- 1912年（明治45年）
  - 3月1日：神崎駅 - 福知山駅間、塚口駅 - 尼ヶ崎駅間が阪鶴線から分離され、路線名を福知山線と改称。
  - 4月16日：支線に金楽寺駅が開業。
- 1913年（大正2年）9月1日：惣川駅が開業。
- 1915年（大正4年）9月11日：中山駅が中山寺駅に改称。
- 1917年（大正6年）5月1日：大山駅が丹波大山駅に改称。
- 1918年（大正7年）
  - 5月15日：伊丹駅 - 池田駅間に猪名川仮信号所が開設。
  - 9月13日：猪名川仮信号所が廃止。
- 1926年（大正15年）3月15日：惣川駅の旅客営業廃止。
- 1930年（昭和5年）4月1日：マイル表示からメートル表示に変更（神崎駅 - 福知山駅間 67.0M→108.3 km、塚口駅 - 尼ヶ崎駅間 2.9M→4.6 km）。
- 1934年（昭和9年）5月15日：神崎駅 - 塚口駅間が複線化。
- 1944年（昭和19年）
  - 3月1日：篠山駅が篠山口駅に改称。
  - 4月1日：北伊丹駅が開業。
- 1949年（昭和24年）1月1日：神崎駅が尼崎駅に、尼ヶ崎駅が尼崎港駅に、神崎乗降場が尼崎乗降場に改称。
- 1951年（昭和26年）8月1日：池田駅が川西池田駅に改称。
- 1955年（昭和30年）10月24日：南矢代駅が開業。
- 1956年（昭和31年）11月19日：尼崎駅 - 塚口駅間が電化。
- 1958年（昭和33年）3月27日：草野駅が開業。
- 1961年（昭和36年）10月1日：特急「まつかぜ」運転開始。
- 1965年（昭和40年）9月14日：台風24号接近に伴う集中豪雨により広野駅 - 相野駅間で土砂崩れ[75]。
- 1969年（昭和44年）4月30日：尼崎乗降場が書類上尼崎駅に併合され、尼崎臨時乗降場に変更。
- 1979年（昭和54年）
  - 6月29日：塚口駅 - 尼崎港駅間が自動信号化[76]。
  - 7月1日：惣川駅が廃止。
  - 9月27日：塚口駅 - 北伊丹駅間が複線化[77]。
- 1980年（昭和55年）
  - 9月3日：川西池田駅が北伊丹寄りに0.2 km移転。
  - 12月5日：北伊丹駅 - 中山寺駅間が複線化[78]。
  - 12月11日：中山寺駅 - 宝塚駅間が複線化[78]。
- 1981年（昭和56年）
  - 3月31日：塚口駅 - 宝塚駅（正確には惣川貨物駅跡まで）間が電化[79]。
  - 4月1日：猪名寺駅が開業。塚口駅 - 尼崎港駅間の旅客営業廃止。金楽寺駅・尼崎臨時乗降場が廃止。
  - 12月10日：篠山口駅 - 福知山駅間が自動信号化。
- 1982年（昭和57年）2月27日：篠山口駅 - 福知山駅間に列車集中制御装置 (CTC) 導入[80]。
- 1984年（昭和59年）
  - 2月1日：貨物支線（尼崎港線）塚口駅 - 尼崎港駅間 (4.6 km) が廃止。尼崎港駅が廃止。
  - 3月10日：広野駅 - 篠山口駅間にCTC導入[81]。
- 1986年（昭和61年）
  - 8月1日：宝塚駅 - 三田駅間が新線に切り替え、複線化[52]。生瀬駅 - 道場駅間が1.8 km短縮[52]。
  - 10月15日：三田駅 - 新三田駅間が複線化[53]。尼崎駅[82] - 広野駅間に CTC 導入。
  - 11月1日：宝塚駅 - 福知山駅間が電化され、全線電化完了[54]。西宮名塩駅・新三田駅が開業[54]。ダイヤ改正により次のように変更。
    1. 快速と特急「まつかぜ」が廃止。
    2. エル特急「北近畿」が運転開始[54]。
    3. 全線の貨物営業廃止。

#### 民営化以降
- 1987年（昭和62年）4月1日：国鉄分割民営化により西日本旅客鉄道が承継。
- 1988年（昭和63年）3月13日：大阪駅 - 篠山口駅間の愛称としてJR宝塚線を使用開始。大阪駅 - 篠山口駅間に「ほくせつライナー」が運転開始[83]。
- 1989年（平成元年）3月11日：快速が再び運転開始（停車駅：大阪・尼崎・伊丹・川西池田・宝塚・三田以北各駅）。
- 1991年（平成3年）6月25日：丹波竹田駅 - 福知山駅間の踏切でトレーラーと普通列車が衝突し、1両目の車両が脱線転覆。当該車両（クモハ112-801）は事故廃車。
- 1992年（平成4年）4月1日：新三田駅（構内を除く）- 福知山駅（構内を除く）間が福知山支社より、篠山口鉄道部へと移管。
- 1993年（平成5年）3月18日：207系電車投入。
- 1994年（平成6年）8月3日：三田駅 - 新三田駅間の踏切でトラックと普通列車が衝突し、1両目の車両が脱線転覆。当該車両（クハ103-839）は事故廃車。
- 1995年（平成7年）12月25日：藍本駅構内で篠山口発大阪行き快速電車が、雪によるブレーキ不具合で停止位置を行き過ぎて安全側線に進入する事故が発生。なお、安全側線は本来の機能を果たし、列車は脱線した。死傷者は出なかったものの、この事故がきっかけで福知山線内で運用される電車にも、耐雪ブレーキの装備を決定[84][85]。
- 1996年（平成8年）
  - 3月16日：西宮名塩駅が快速の停車駅になる[86]。
  - 12月1日：広野駅 - 古市駅間が複線化[87]。
- 1997年（平成9年）
  - 3月8日：新三田駅 - 広野駅間、古市駅 - 篠山口駅間が複線化[55]。JR東西線を経て片町線（学研都市線）と直通運転開始[56]。
  - 9月1日：ダイヤ改正により次のように変更[88]
    1. 篠山口駅・新三田駅 - 大阪駅間の普通がJR京都線と終日直通運転を開始し、早朝・深夜の大阪駅発着列車を除き、塚本駅にも停車。
    2. 福知山線経由の全ての特急・急行列車が尼崎駅にも停車。
    3. 201系電車・205系電車の運用が開始。
- 2000年（平成12年）
  - 3月11日：丹波路快速が運転開始[18]。
  - 12月2日：篠山口駅 - 福知山駅間の一部列車でワンマン運転開始[89]。
- 2002年（平成14年）10月5日：「ほくせつライナー」が特急「北近畿」に格上げされ廃止[35]。
- 2003年（平成15年）
  - 8月：103系電車の運用が終了。
  - 10月1日：各駅のコンコースの喫煙コーナーを廃止[90]。
  - 11月1日：大阪駅 - 篠山口駅間でICカード「ICOCA」が利用可能となる[91]。
  - 12月1日：中山寺駅が快速の停車駅になる[92]。
- 2004年（平成16年）10月16日：急行「だいせん」が廃止[93]。これにより、福知山線の夜行列車が消滅。
- 2005年（平成17年）
  - 4月25日：尼崎駅 - 塚口駅間で列車脱線事故（JR福知山線脱線事故）が発生し、尼崎駅 - 宝塚駅間が不通[94]。
  - 6月19日：尼崎駅 - 宝塚駅間で運転再開[95]。尼崎駅 - 新三田駅間で ATS-P が使用開始。ATS-P車上装置を装備していない117系電車と北近畿タンゴ鉄道のKTR001形気動車が運用から外される。
  - 11月26日：福知山駅付近が高架化[96]。
  - 12月1日：321系電車が運行開始[97]。
- 2006年（平成18年）2月：205系電車の運用が終了。
- 2007年（平成19年）3月：201系電車の運用が終了。KTR001形気動車がATS-P車上装置を設置して運行再開。
- 2008年（平成20年）
  - 6月28日：宮原総合運転所の223系6000番台が運用開始。
  - 7月22日：223系5500番台が運用開始。
- 2009年（平成21年）
  - 2月11日：新三田駅 - 篠山口駅間で ATS-P が使用開始[98]。
  - 7月1日：尼崎駅 - 新三田駅間の各駅でホーム上の喫煙コーナーを廃止し、全面禁煙実施[99]。
- 2010年（平成22年）12月1日：組織改正により、大阪支社が管轄していた尼崎駅 - 新三田駅間を近畿統括本部の管轄に変更[100]。
- 2011年（平成23年）
  - 3月8日：尼崎駅 - 新三田駅間にJR宝塚・JR東西・学研都市線運行管理システムを導入[101]。
  - 3月12日：特急「北近畿」が「こうのとり」に改称、「文殊」「タンゴエクスプローラー」が廃止[34]。287系電車が運行開始。
- 2012年（平成24年）3月17日：113系電車・221系電車の運用が終了。225系6000番台が運用開始。
- 2013年（平成25年）3月16日：183系電車の運用が終了。
- 2014年（平成26年）
  - 8月16日：京都府北部での集中豪雨による線路冠水や、道床流出の被害を受けて、篠山口駅 - 福知山駅間が不通[102][103]。
  - 8月19日：篠山口駅 - 石生駅間が運転再開[104][105][106]。
  - 8月27日：石生駅 - 福知山駅間が運転再開し、全線運転再開（一部区間で当面徐行運転）[107][108]。
  - 9月3日：徐行運転を行っていた黒井駅 - 福知山駅間が通常のダイヤに戻る[109]。
- 2015年（平成27年）3月14日：路線記号が本格的に導入開始され、篠山口駅 - 福知山駅間にもラインカラーが正式に設定[5][110]。
- 2016年（平成28年）：広野駅 - 篠山口駅間に小規模自動進路制御装置 (SRC) を導入[111]。
- 2018年（平成30年）3月17日：尼崎駅 - 篠山口駅間の各駅に駅ナンバーが導入され、使用開始。
- 2020年（令和2年）3月14日：大阪駅 - 篠山口駅間において区間快速を新設[20]。
- 2021年（令和3年）3月13日：篠山口駅 - 福知山駅間でICカード「ICOCA」が利用可能となる[8][9]。
- 2022年（令和4年）10月1日：組織改正により、全線が近畿統括本部の管轄になる。
- 2025年（令和7年）
  - 3月17日：3月15日のダイヤ改正により、平日朝時間帯の快速と丹波路快速、平日夕方・夜時間帯の丹波路快速に指定席「快速 うれしート」を設定[21][22][24]。
  - 4月1日：尼崎駅 - 新三田駅間が電車特定区間に加わる[112][6]。

## 伊丹駅からの空港アクセス構想
1989年に大阪国際空港（伊丹空港）に近いJR伊丹駅から伊丹空港までの路線を建設する構想として、福知山線分岐線構想が計画された。その後、1995年に発生した阪神・淡路大震災により、航空機での輸送の重要性が改めて認識され、空港へのアクセス整備が必要であるとして「阪神・淡路復興計画」の中に盛り込まれた。さらにこの計画は「ひょうご21世紀交通ビジョン」の中に盛り込まれた。
1995年に国・兵庫県・大阪府・JR西日本や伊丹市などで構成される「福知山線分岐線研究会」を設置し、事業予測・路線計画・整備手法や採算などについて詳細な調査を行い、2007年に兵庫県が空港とJR伊丹駅を結ぶライトレール (LRT) の導入を検討すると発表しており、2010年に事業を完成させるとしていたものの計画は進んでおらず、伊丹市では当面の対策として、市バスを活用した空港アクセスを行っている。
この構想に対応するため、伊丹駅は2面4線に拡張可能な構造になっているが、拡張用に確保した土地は現在では駐輪場など他用途に使用されている。

## 駅一覧
- 累計営業キロは尼崎駅からのキロ程である。
- 阪：特定都区市内制度における「大阪市内」エリアの駅（道場駅は同制度の「神戸市内」の駅には属さない）
- #：待避線がある駅
- 停車駅
  - 特急以外の各種別…●印の駅は全列車停車、｜印の駅は全列車通過
    - 普通…JR京都線の直通列車は塚本駅（▲印）に全列車停車。大阪駅始発・終着列車は一部を除いて同駅を通過
    - 快速…塚口駅（△印）は折り返し列車のみ停車
    - 区間快速…塚口駅（△印）は折り返し列車のみ停車

  - 特急（こうのとり）は列車記事参照
- 接続路線…駅名が異なる場合は⇒印で駅名を記す。
- 線路 … ||||：複々線区間、||：複線区間、◇：単線区間（列車交換可能）、∨：ここより下は単線（列車交換可能）
- 駅ナンバーは2018年3月より導入[115]。北陸本線・琵琶湖線・JR京都線から通し番号で付与されている。さらに片町線とJR東西線からも通し番号で付与されている。

| 愛称       | 正式路線名 | 駅ナンバー  | 駅名      | 営業キロ | 営業キロ | 普通 | 区間快速 | 快速                                                 | 丹波路快速                                                                         | 接続路線 | 線路            | 所在地       | 所在地 |
| 愛称       | 正式路線名 | 駅ナンバー  | 駅名      | 駅間     | 累計     | 普通 | 区間快速 | 快速                                                 | 丹波路快速                                                                         | 接続路線 | 線路            | 所在地       | 所在地 |
| ---------- | ---------- | ----------- | --------- | -------- | -------- | ---- | -------- | ---------------------------------------------------- | ---------------------------------------------------------------------------------- | --- | --------------- | ------------ | ------ |
| ＪＲ宝塚線 | 東海道本線 | JR-G47      | 大阪駅 阪 | -        | 7.7      | ●    | ●        | ●                                                    | ●                                                                                  | 西日本旅客鉄道： 東海道本線（JR京都線・JR神戸線：JR-A47）・ 大阪環状線（JR-O11）・ おおさか東線（JR-F01）・東海道本線貨物支線（梅田貨物線）・ JR東西線 ⇒ 北新地駅（JR-H44） 阪急電鉄： 神戸本線・ 宝塚本線・ 京都本線 ⇒ 大阪梅田駅（HK-01） 阪神電気鉄道： 本線 ⇒ 大阪梅田駅 (HS 01) 大阪市高速電気軌道： 御堂筋線 ⇒ 梅田駅（M16）・ 谷町線 ⇒ 東梅田駅（T20）・ 四つ橋線 ⇒ 西梅田駅（Y11） | \|\|\|\|        | 大阪府大阪市 | 北区   |
| ＪＲ宝塚線 | 東海道本線 | JR-G48      | 塚本駅 阪 | 3.4      | 4.3      | ▲    | ｜       | ｜                                                   | ｜                                                                                 | 西日本旅客鉄道： 東海道本線（JR神戸線）（JR-A48） | \|\|\|\|        | 大阪府大阪市 | 淀川区 |
| ＪＲ宝塚線 | 東海道本線 | JR-G49      | 尼崎駅    | 4.3      | 0.0      | ●    | ●        | ●                                                    | ●                                                                                  | 西日本旅客鉄道： JR東西線（JR-H49： 片町線（学研都市線）経由 関西本線〈大和路線〉奈良駅まで直通運転）・ 東海道本線（JR神戸線：JR-A49・神戸方面）・東海道本線貨物支線（北方貨物線） | \|\|\|\|        | 兵庫県       | 尼崎市 |
| ＪＲ宝塚線 | 福知山線   | JR-G49      | 尼崎駅    | 4.3      | 0.0      | ●    | ●        | ●                                                    | ●                                                                                  | 西日本旅客鉄道： JR東西線（JR-H49： 片町線（学研都市線）経由 関西本線〈大和路線〉奈良駅まで直通運転）・ 東海道本線（JR神戸線：JR-A49・神戸方面）・東海道本線貨物支線（北方貨物線） | \|\|\|\|        | 兵庫県       | 尼崎市 |
| ＪＲ宝塚線 | JR-G50     | 塚口駅#     | 2.5       | 2.5      | ●        | △    | △        | ｜                                                   |                                                                                    | \|\| |                 | 兵庫県       | 尼崎市 |
| ＪＲ宝塚線 | JR-G51     | 猪名寺駅    | 1.4       | 3.9      | ●        | ｜   | ｜       | ｜                                                   |                                                                                    | \|\| |                 | 兵庫県       | 尼崎市 |
| ＪＲ宝塚線 | JR-G52     | 伊丹駅      | 1.9       | 5.8      | ●        | ●    | ●        | ●                                                    |                                                                                    | \|\| | 伊丹市          | 兵庫県       |        |
| ＪＲ宝塚線 | JR-G53     | 北伊丹駅    | 2.1       | 7.9      | ●        | ｜   | ｜       | ｜                                                   |                                                                                    | \|\| | 伊丹市          | 兵庫県       |        |
| ＪＲ宝塚線 | JR-G54     | 川西池田駅# | 3.1       | 11.0     | ●        | ●    | ●        | ●                                                    | 阪急電鉄： 宝塚本線（川西能勢口駅：HK-50） 能勢電鉄： 妙見線（川西能勢口駅：NS01） | \|\| | 川西市          | 兵庫県       |        |
| ＪＲ宝塚線 | JR-G55     | 中山寺駅    | 3.5       | 14.5     | ●        | ●    | ●        | ●                                                    |                                                                                    | \|\| | 宝塚市          | 兵庫県       |        |
| ＪＲ宝塚線 | JR-G56     | 宝塚駅#     | 3.3       | 17.8     | ●        | ●    | ●        | ●                                                    | 阪急電鉄： 宝塚本線・ 今津線（HK-56）                                              | \|\| | 宝塚市          | 兵庫県       |        |
| ＪＲ宝塚線 | JR-G57     | 生瀬駅      | 1.9       | 19.7     | ●        | ●    | ｜       | ｜                                                   |                                                                                    | \|\| | 西宮市          | 兵庫県       |        |
| ＪＲ宝塚線 | JR-G58     | 西宮名塩駅  | 2.2       | 21.9     | ●        | ●    | ●        | ●                                                    |                                                                                    | \|\| | 西宮市          | 兵庫県       |        |
| ＪＲ宝塚線 | JR-G59     | 武田尾駅    | 3.2       | 25.1     | ●        | ●    | ｜       | ｜                                                   |                                                                                    | \|\| | 宝塚市          | 兵庫県       |        |
| ＪＲ宝塚線 | JR-G60     | 道場駅      | 5.0       | 30.1     | ●        | ●    | ｜       | ｜                                                   |                                                                                    | \|\| | 神戸市 北区     | 兵庫県       |        |
| ＪＲ宝塚線 | JR-G61     | 三田駅      | 3.6       | 33.7     | ●        | ●    | ●        | ●                                                    | 神戸電鉄： 三田線（KB29）                                                          | \|\| | 三田市          | 兵庫県       |        |
| ＪＲ宝塚線 | JR-G62     | 新三田駅#   | 3.2       | 36.9     | ●        | ●    | ●        | ●                                                    |                                                                                    | \|\| | 三田市          | 兵庫県       |        |
| ＪＲ宝塚線 | JR-G63     | 広野駅#     | 2.8       | 39.7     | ●        | ●    | ●        | ●                                                    |                                                                                    | \|\| | 三田市          | 兵庫県       |        |
| ＪＲ宝塚線 | JR-G64     | 相野駅      | 4.3       | 44.0     | ●        | ●    | ●        | ●                                                    |                                                                                    | \|\| | 三田市          | 兵庫県       |        |
| ＪＲ宝塚線 | JR-G65     | 藍本駅      | 4.2       | 48.2     | ●        | ●    | ●        | ●                                                    |                                                                                    | \|\| | 三田市          | 兵庫県       |        |
| ＪＲ宝塚線 | JR-G66     | 草野駅      | 2.3       | 50.5     | ●        | ●    | ●        | ●                                                    |                                                                                    | \|\| | 丹波篠山市      | 兵庫県       |        |
| ＪＲ宝塚線 | JR-G67     | 古市駅      | 3.0       | 53.5     | ●        | ●    | ●        | ●                                                    |                                                                                    | \|\| | 丹波篠山市      | 兵庫県       |        |
| ＪＲ宝塚線 | JR-G68     | 南矢代駅    | 2.6       | 56.1     | ●        | ●    | ●        | ●                                                    |                                                                                    | \|\| | 丹波篠山市      | 兵庫県       |        |
| ＪＲ宝塚線 | JR-G69     | 篠山口駅#   | 2.3       | 58.4     | ●        | ●    | ●        | ●                                                    |                                                                                    | ∨ | 丹波篠山市      | 兵庫県       |        |
|            | -          | 丹波大山駅  | 2.3       | 60.7     | ●        |      |          | ●                                                    |                                                                                    | ◇ | 丹波篠山市      | 兵庫県       |        |
| 下滝駅     | -          | 8.0         | 68.7      | ●        |          |      | ●        |                                                      | ◇                                                                                  | 丹波市 |                 | 兵庫県       |        |
| 谷川駅     | -          | 4.3         | 73.0      | ●        |          |      | ●        | 西日本旅客鉄道： 加古川線                            | ◇                                                                                  | 丹波市 |                 | 兵庫県       |        |
| 柏原駅     | -          | 7.0         | 80.0      | ●        |          |      | ●        |                                                      | ◇                                                                                  | 丹波市 |                 | 兵庫県       |        |
| 石生駅     | -          | 3.2         | 83.2      | ●        |          |      | ●        |                                                      | ◇                                                                                  | 丹波市 |                 | 兵庫県       |        |
| 黒井駅     | -          | 4.3         | 87.5      | ●        |          |      | ●        |                                                      | ◇                                                                                  | 丹波市 |                 | 兵庫県       |        |
| 市島駅     | -          | 6.5         | 94.0      | ●        |          |      | ●        |                                                      | ◇                                                                                  | 丹波市 |                 | 兵庫県       |        |
| 丹波竹田駅 | -          | 4.2         | 98.2      | ●        |          |      | ●        |                                                      | ◇                                                                                  | 丹波市 |                 | 兵庫県       |        |
| 福知山駅   | -          | 8.3         | 106.5     | ●        |          |      | ●        | 西日本旅客鉄道： 山陰本線 京都丹後鉄道：宮福線（F1） | ◇                                                                                  | 京都府 福知山市 | 京都府 福知山市 |              |        |

1. ↑  おおさか東線の正式な起点は新大阪駅だが、列車は東海道本線貨物支線（梅田貨物線）を経由して大阪駅に乗り入れる。
2. ↑  大阪駅と北新地駅の間は徒歩連絡の特例がある（JR東西線#乗車制度を参照）。
3. ↑  京都本線の正式な起点は十三駅だが、列車は宝塚本線経由で大阪梅田駅に乗り入れる。

中山寺駅 - 宝塚駅間、丹波竹田駅 - 福知山駅間に新駅を設置する構想がある。かつては、黒井駅 - 市島駅間に「春日部」駅が設置される計画もあった。
下記以外の駅はJR西日本の直営駅である（2022年3月時点）。
- 業務委託駅
  - 猪名寺駅・北伊丹駅・中山寺駅・生瀬駅・西宮名塩駅・広野駅・相野駅 …JR西日本交通サービスが受託
- 無人駅
  - 武田尾駅・道場駅・藍本駅・草野駅・古市駅・南矢代駅・丹波大山駅・下滝駅・谷川駅・石生駅・黒井駅・市島駅・丹波竹田駅

### 廃止区間（尼崎港線）
- 1981年の旅客営業廃止直前の状況。全駅ともに兵庫県尼崎市に所在していた。
- 尼崎港線の尼崎駅は東海道本線の駅とは約300 m離れていた。なお、塚口駅 - 尼崎駅間の実際のキロ程は約1.9 kmだが、営業キロは本線の同区間に合わせていた。

| 駅名                     | 営業キロ | 営業キロ | 接続路線                       |
| 駅名                     | 駅間     | 累計     | 接続路線                       |
| ------------------------ | -------- | -------- | ------------------------------ |
| 塚口駅                   | -        | 0.0      | 日本国有鉄道：福知山線（本線） |
| 尼崎駅（尼崎臨時乗降場） | 2.5      | 2.5      |                                |
| 金楽寺駅                 | 0.5      | 3.0      |                                |
| 尼崎港駅                 | 1.6      | 4.6      |                                |

### 廃駅・廃止信号場
#廃止区間（尼崎港線）が廃止になったことによる廃駅を除く。
- 本線（括弧内は尼崎駅起点の営業キロ）
  - 伊丹南口駅：1897年廃止、猪名寺駅 - 伊丹駅間（約4.7 km）
  - 猪名川仮信号所：1918年廃止、伊丹駅 - 北伊丹駅間（約7.3 km）
  - 花畑仮停車場：1903年廃止、川西池田駅 - 中山寺駅間（約13.4 km）
  - 惣川駅：1979年廃止、宝塚駅 - 生瀬駅間 (18.5 km)。設備は宝塚駅構内扱いで現存、貨物駅。
  - 福知駅：1909年廃止、丹波竹田駅 - 福知山駅間（約100.6 km）
- 尼崎港線（括弧内は塚口駅起点の営業キロ）
  - 長洲駅：1905年廃止、塚口駅 - 金楽寺駅間（約1.9 km）。年表にある通り東海道本線との交点に前後して設置されていた。改築により跡地は乗り越え用の築堤となり尼崎港線の神崎駅（尼崎駅）ホームが設置された。
  - 大物駅：1905年廃止、金楽寺駅 - 尼崎港駅間（約3.7 km）

### 過去の接続路線
名称などは廃止時点のもの。
- 川西池田駅：能勢電鉄妙見線（川西国鉄前駅）- 1981年12月20日廃止。
- 三田駅：国有鉄道有馬線 - 1943年7月1日休止。
- 篠山口駅：
  - 国鉄篠山線 - 1972年3月1日廃止。
  - 篠山鉄道（篠山駅） - 1944年3月21日廃止。
- 福知山駅：北丹鉄道 - 1971年3月2日休止、1974年2月28日廃止。